# 沙田區
22°23′8″N 114°11′35″E / 22.38556°N 114.19306°E
沙田區（英語：Sha Tin District）是香港十八區的其中一區，位於新界的東部，面積約6,927公頃。該區在差餉、公共房屋編配（擴展市區）、的士經營範圍（但新界的士可行駛九肚山麗坪路、馬料水、馬鞍山、沙田馬場、威爾斯親王醫院）的定義下，均屬於香港市區的範圍內。
沙田區最北以大埔尾坑及中文大學（沙田市地段437號）地界與大埔區為界；西北以城門峽與荃灣區為界；西面以金山效野公園（金山以西為下葵涌大窩山華景山莊一帶）與葵青區為界，西南面以蝴蝶谷尖山隧道出入口與葵青區為界，並以琵琶山丶尖山及畢架山與深水埗區為界；南面以獅子山與九龍城區為界，東南面分別以沙田坳道及大老山與黃大仙區為界（山上沙田坳道屬沙田區，由半島獅子園開始）；東面以馬鞍山落禾沙里與西貢北的大埔區為界。根據政府統計處2021年人口普查，沙田區的人口約有692,806人，是全港人口最多的行政區，亦是一個全面發展的新市鎮，主要為住宅用地，約有六成多人口居住在公共房屋，包括出租公屋、租者置其屋及居者有其屋屋苑，另有約29,000人居住在約48條原居民鄉村。此外沙田區有四個輕工業區，包括大圍、火炭、小瀝源及石門。而沙田區的沙田新市鎮也是1960年代新界發展的首三個新市鎮（舊稱衛星城市）的其中之一。

## 地理
沙田區本來只是沙田海及城門河兩岸的填海地，包括大圍、火炭、沙田市中心、石門、小瀝源、圓洲角、九肚山及馬料水等地方。但沙田區今日已擴展至馬鞍山一帶，包括烏溪沙等地方。而沙田新市鎮以填海造地方式，將沙田海兩岸的海域利用海堤填海而慢慢變成土地，餘下中央比較深水的地方，成為原來城門河的延伸。
沙田區是香港首批引入城市規劃概念的地區之一。新市鎮的發展設計呈一條由西南向東北伸延的地帶，以城門河為中軸向兩面的山脈發展。沙田市中心設於東鐵綫沙田站一帶，附近建有政府設施、休憩用地、公共交通交匯處及一組大型購物商場。

## 歷史

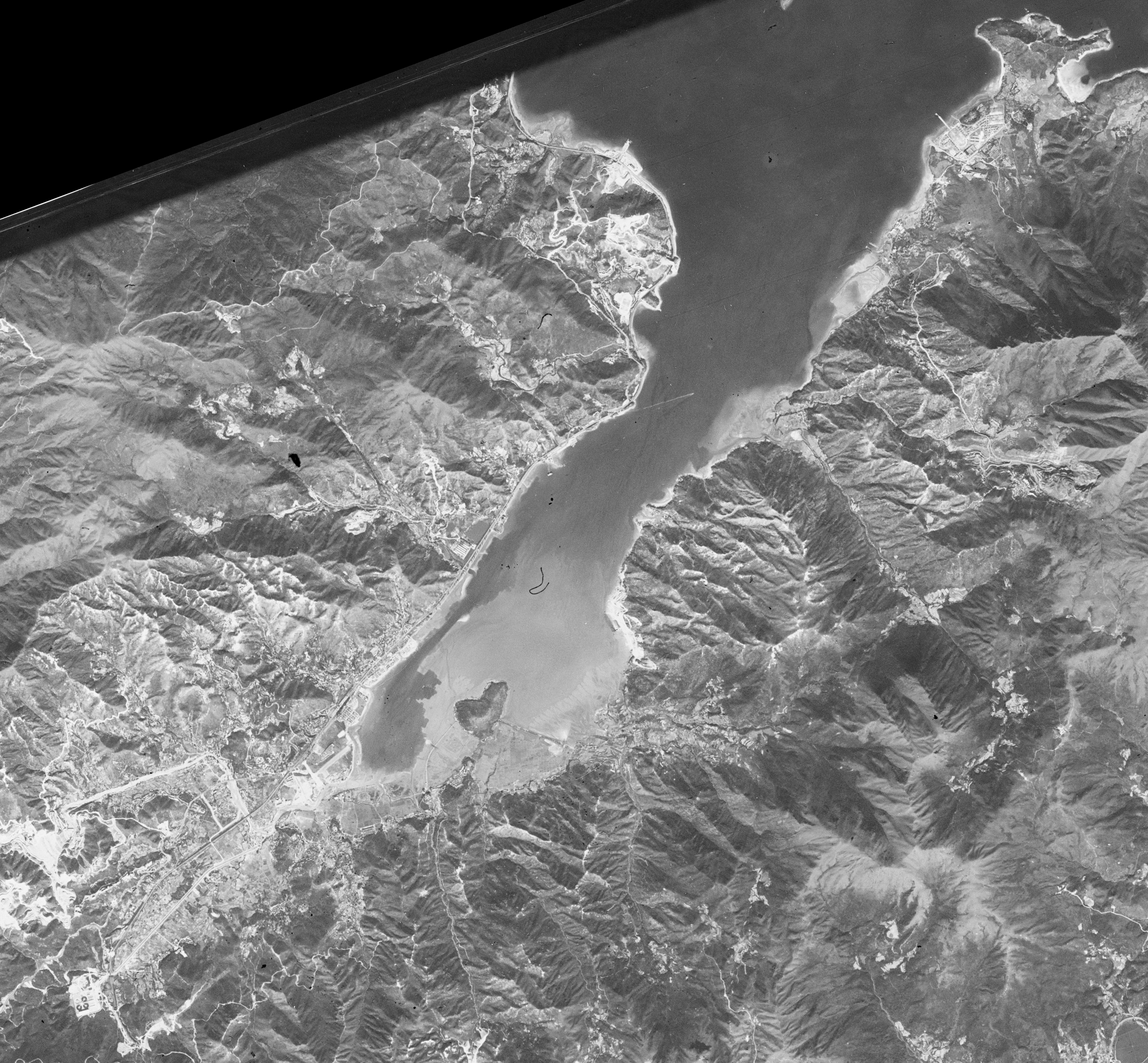
1964年的沙田區

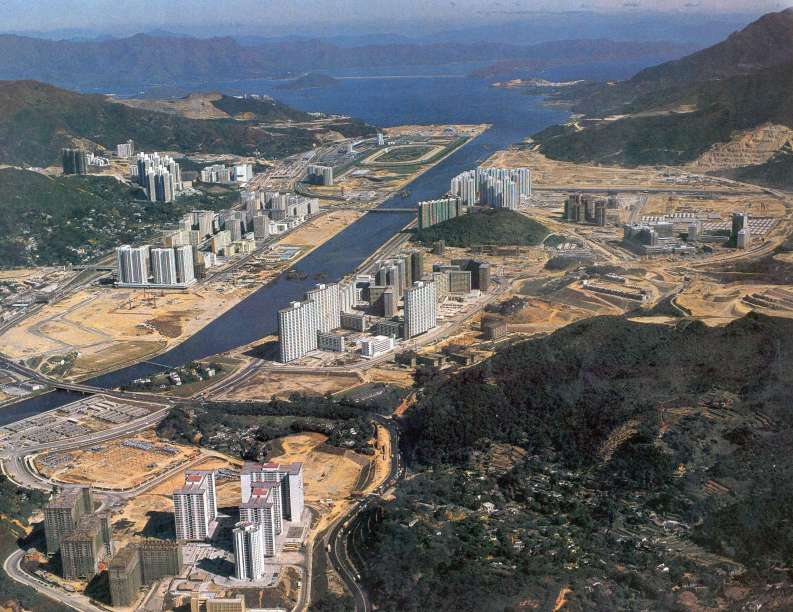
1982年的沙田

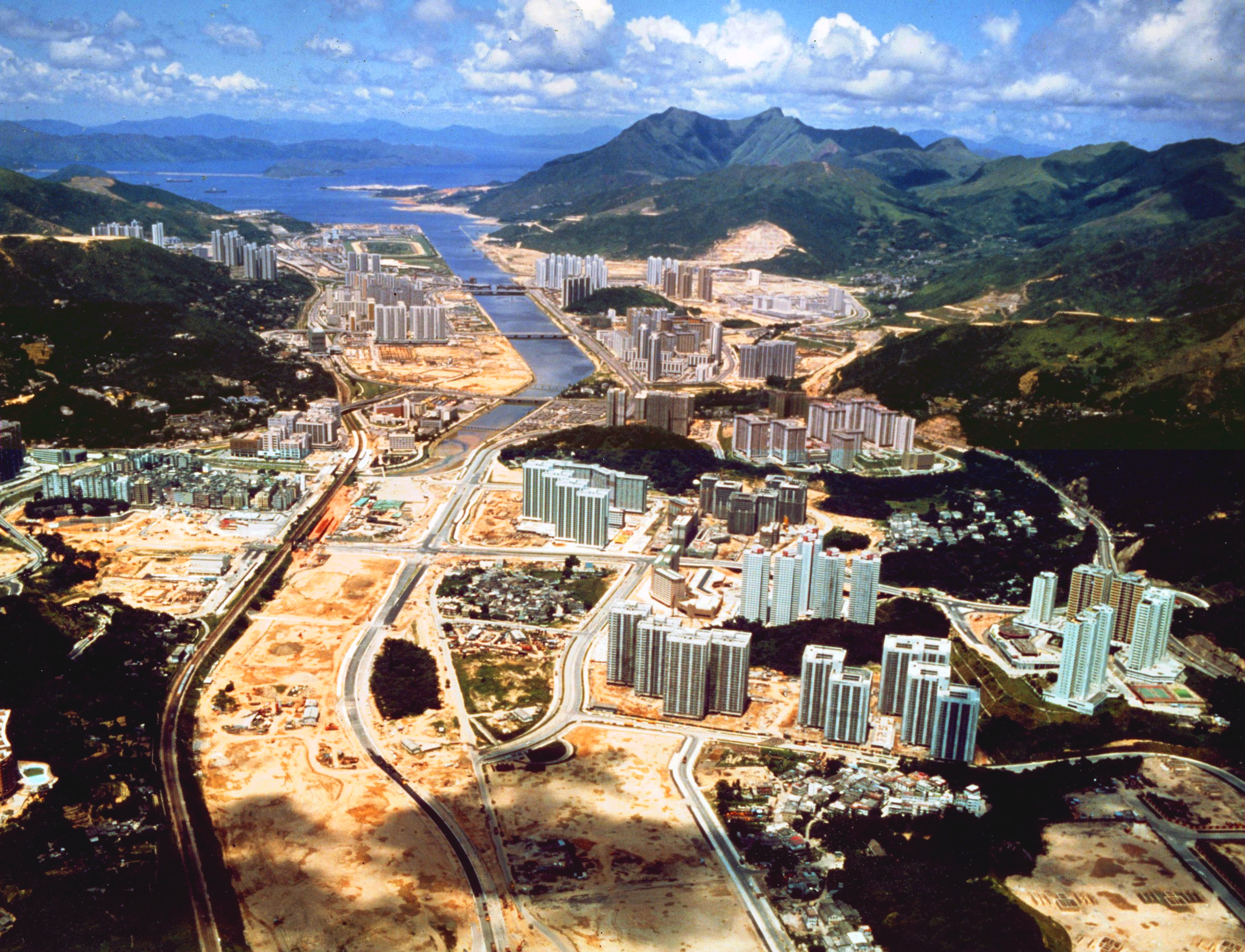
1983年的沙田

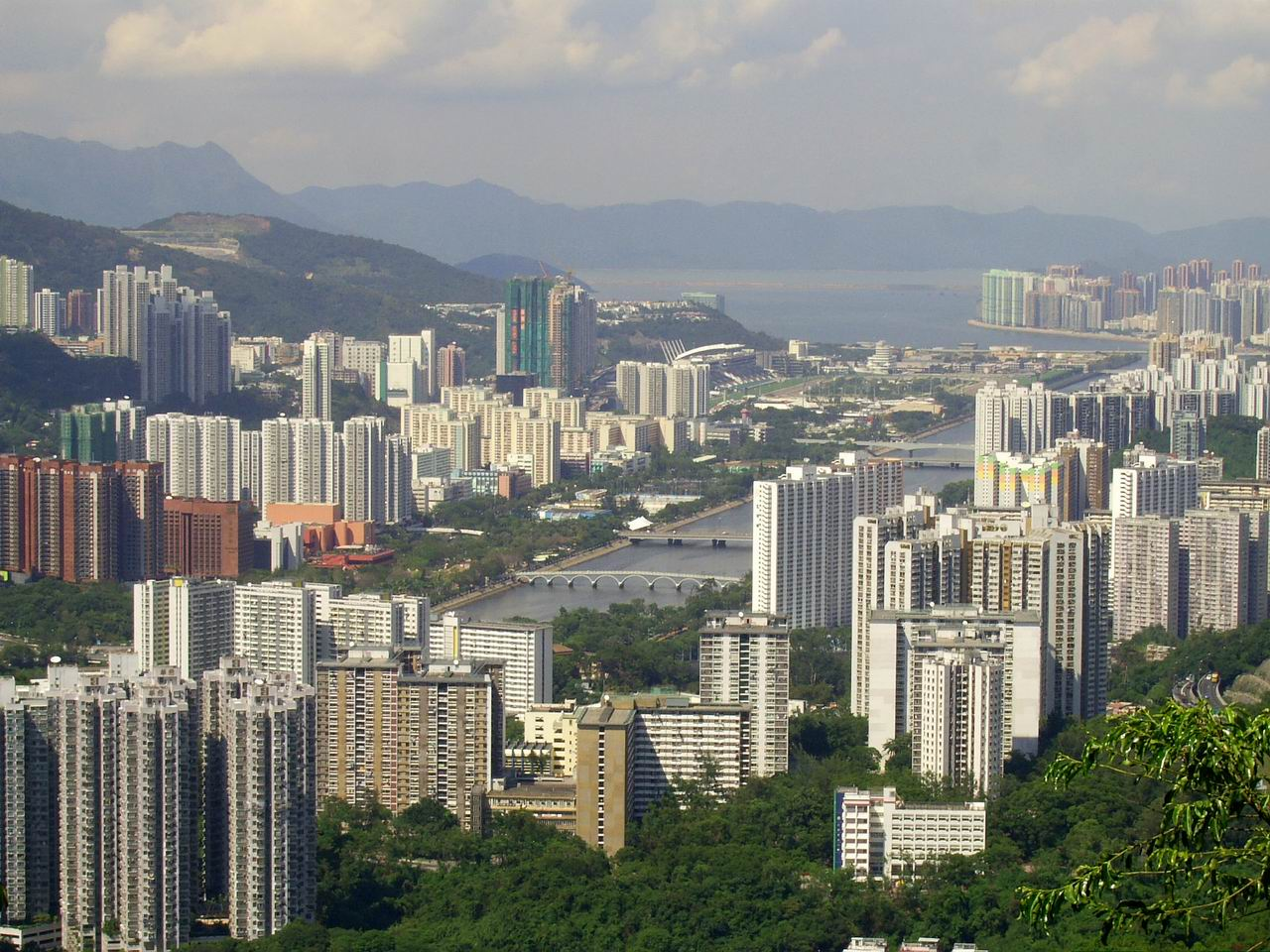
2008年的沙田

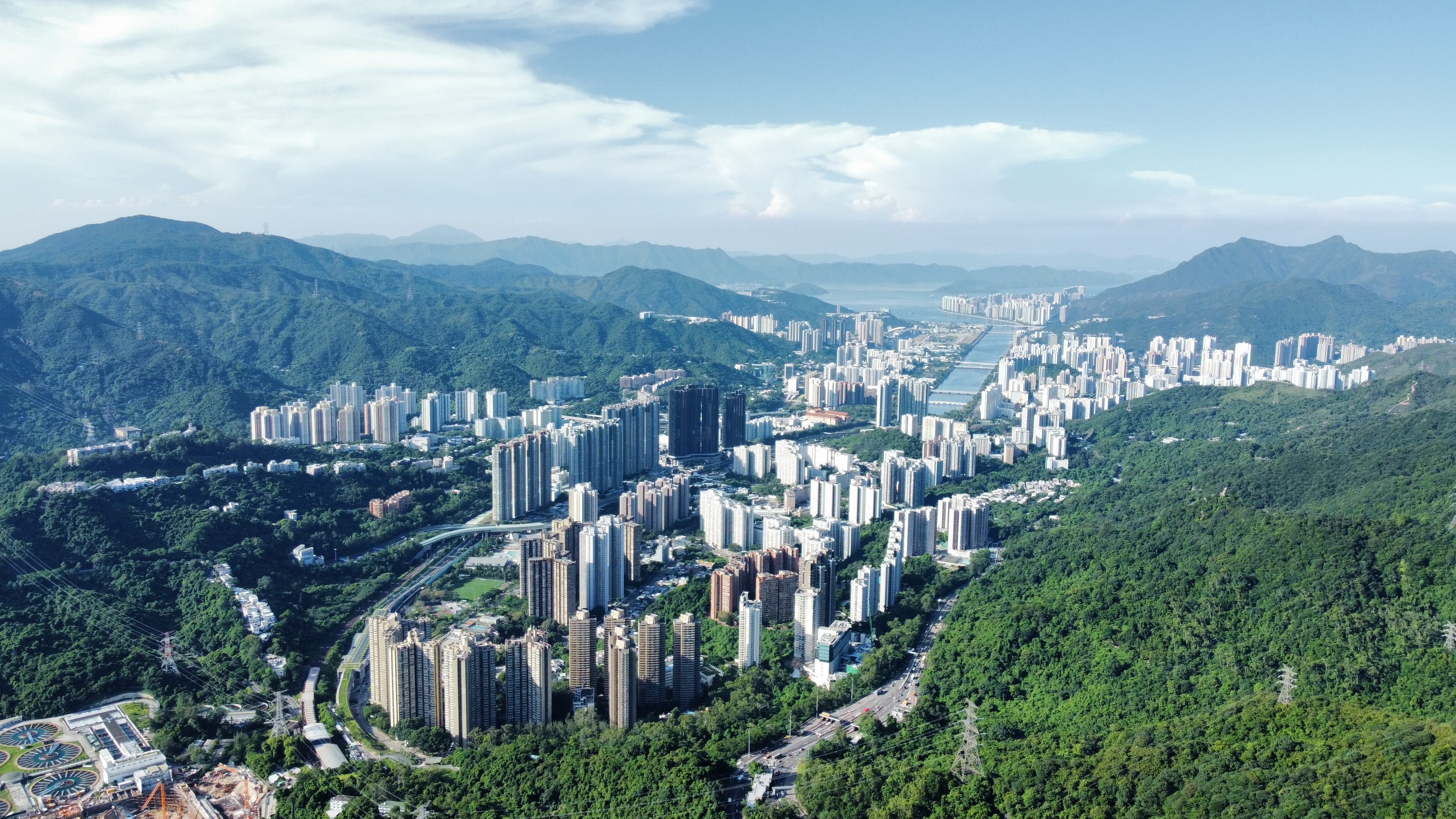
2023年8月的沙田

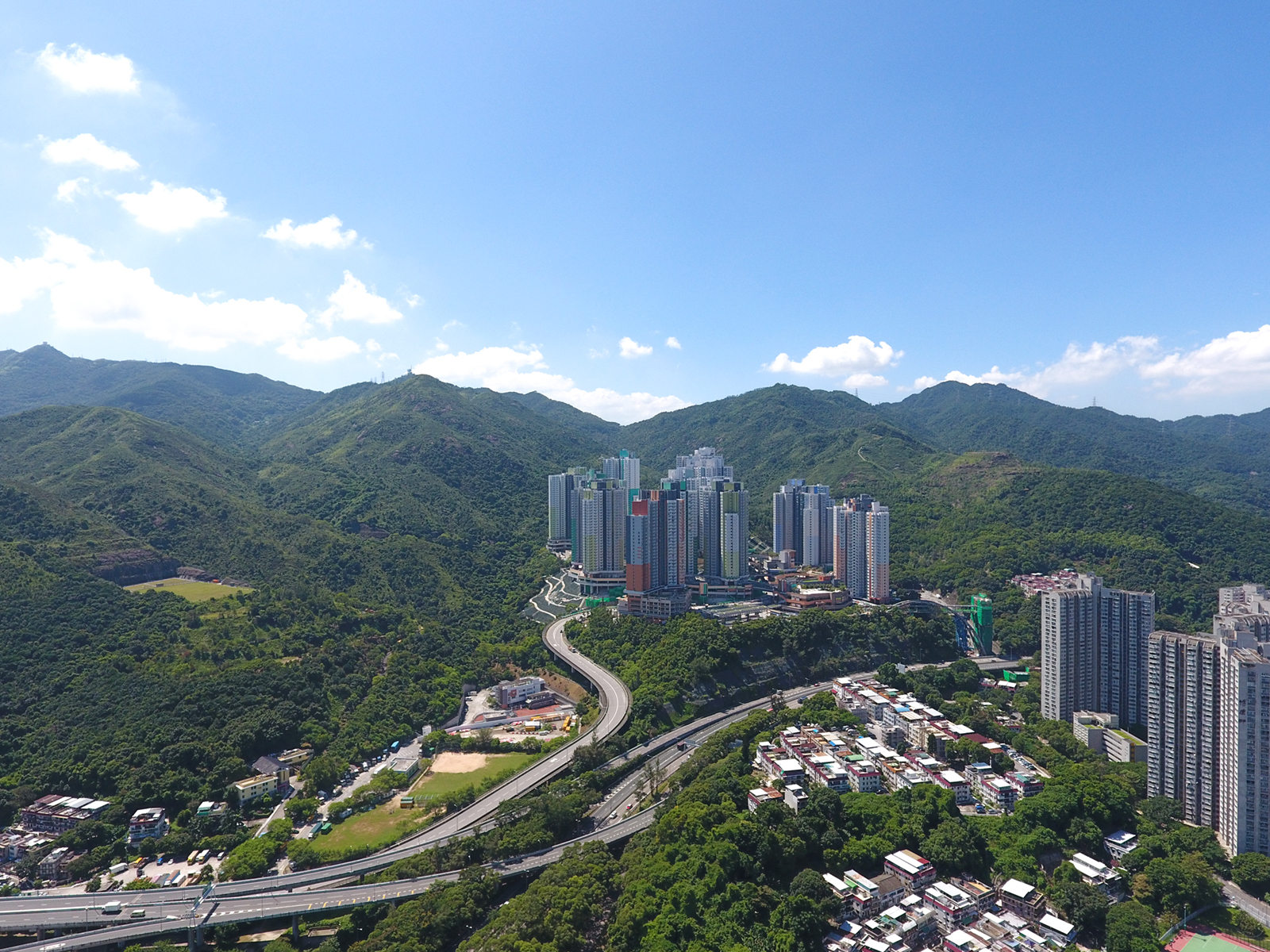
沙田水泉澳(2016年)

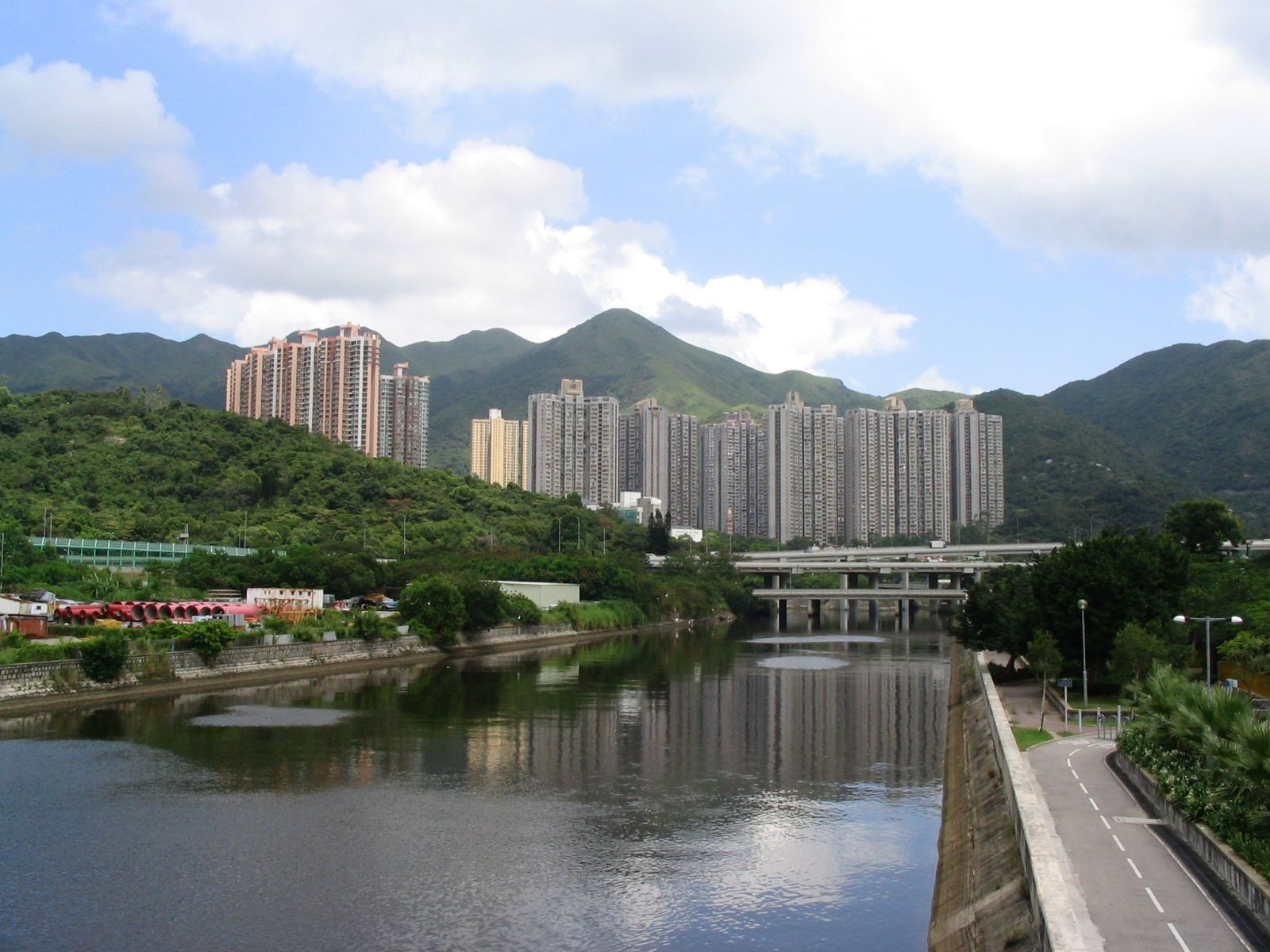
小瀝源

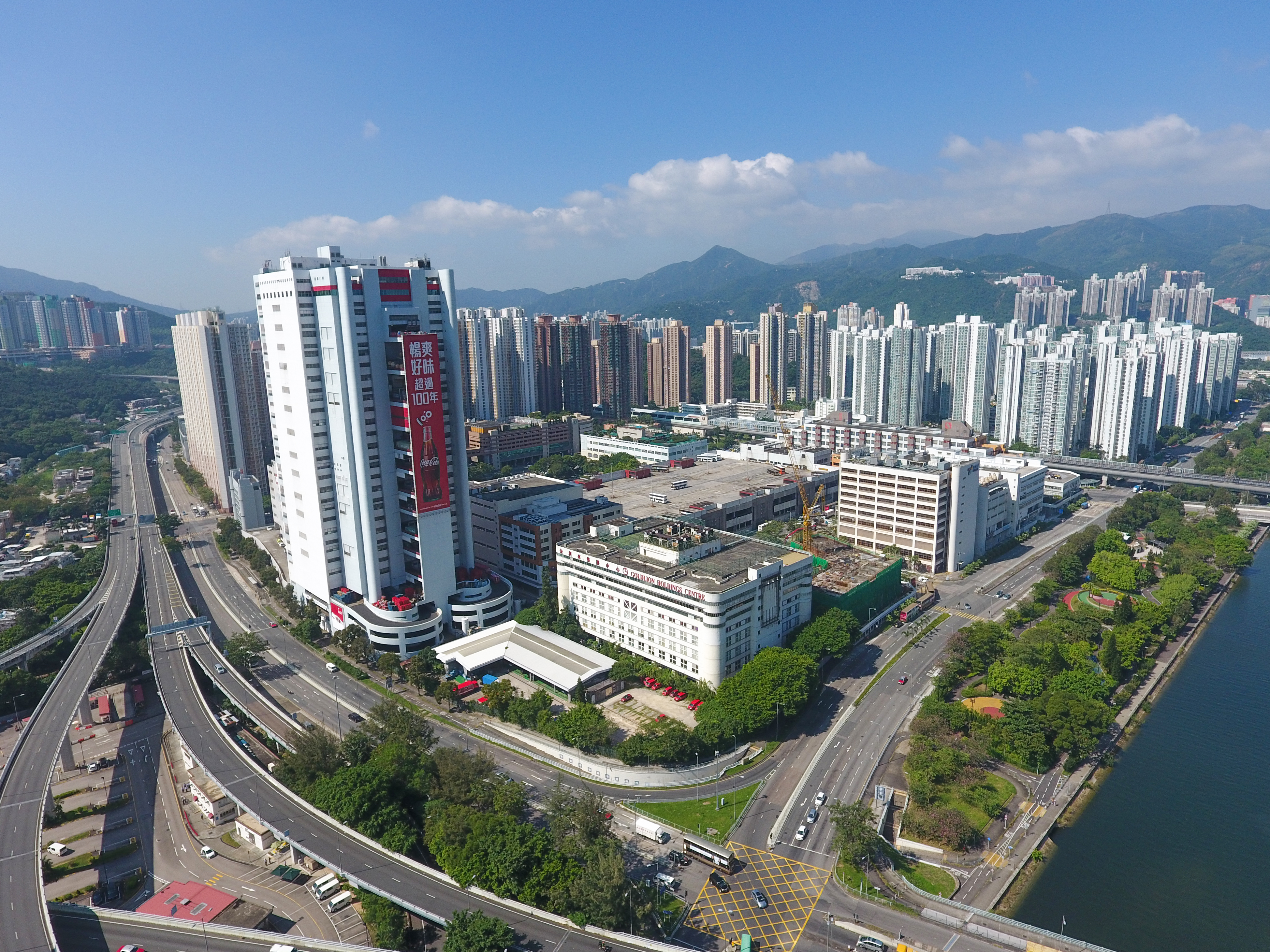
小瀝源工業區達7.5公頃

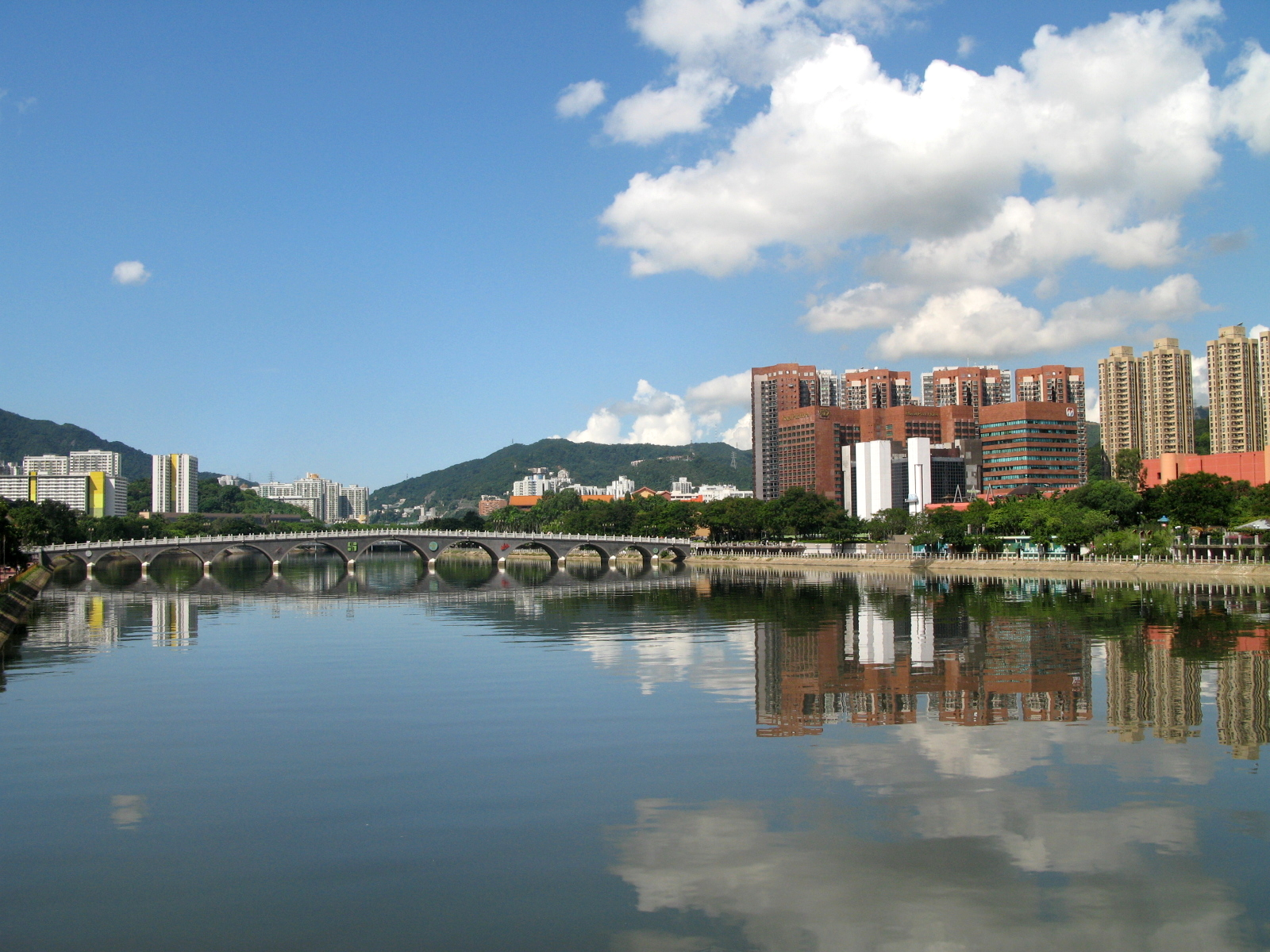
沙田城門河及瀝源橋

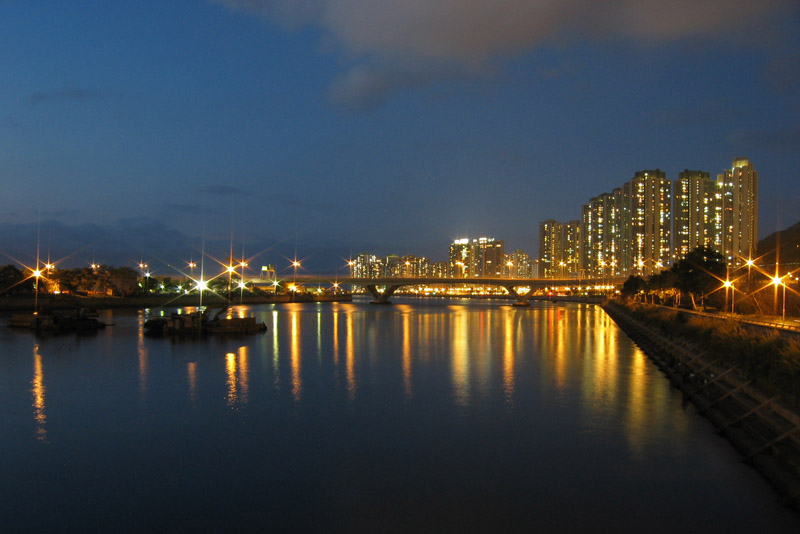
城門河夜景

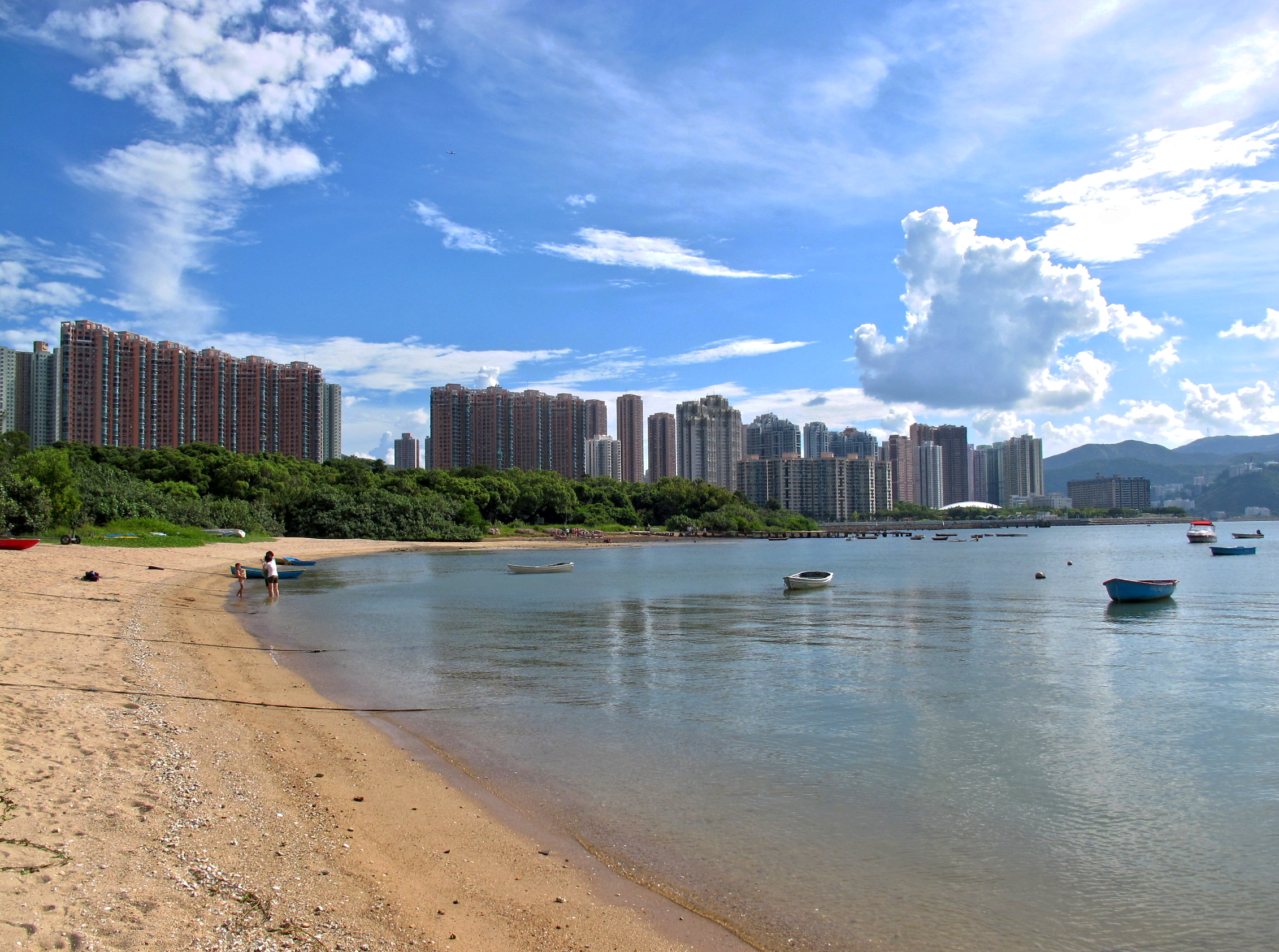
烏溪沙沙灘

### 開埠前期
沙田地區，古時被稱作瀝源，瀝源這個名字的來源是代表城門河清澈的河水。根據沙田區議會出版的地方志：《 馬鞍山風物志》記載，區内的馬鞍山曾發現過新石器時代及青銅器時代文物，也有南宋及明清時期的文物. 不過，到了明代，沙田區纔有較多的文獻記載. 由於本區接近河流，因此當地的居民往昔以務農為主。
西元1574年（明萬曆二年），大圍村於現時的大圍一帶建立，是該區最古老及最大的圍村。其後，也有不少村落於城門河河邊的淺灘發展，例如山下圍、小瀝源村及沙田村等。那時候，城門河的盡頭約於現時獅子橋的附近，其東北已是沙田海，而當時的圓洲角則是在沙田海中央的小島。
清朝時，瀝源的四十多條村組成沙田九約，共同肩負瀝源的治安防衛。當時，瀝源未設墟市，村民若要趁墟，必須步行或乘坐小艇前往大埔墟（現稱大埔舊墟）。

### 英治時期
由於1898年清政府與英國簽訂《展拓香港界址專條》，沙田納入殖民地的範圍內。當時，英軍派員勘察，卻將沙田誤會為整個瀝源的名稱，結果沙田便成了統稱。
1910年九廣鐵路通車，並於沙田村附近設立一火車站，名為沙田站。自此沙田這個名稱便逐漸越來越被廣為人知，瀝源這個名稱卻反而慢慢被人遺忘。1920年代澳籍華僑劉希成購入沙田站附近一帶鹹水田，但卻未作發展。1937年的一場風災，使大埔潮水上漲至6米以上，潮水由吐露港倒灌進沙田海，並使兩岸大片土地遭淹沒，造成嚴重傷亡。1950年沙田站附近的大塊農地（即現時新城市廣場一帶）被劉希成兒子劉瑞發展為沙田墟，並於1956年正式落成，佔地15萬呎，而沙田墟所售賣的雞粥及燒乳鴿亦遠近馳名。可是1962年颱風溫黛吹襲香港，沙田墟和附近軍用的沙田機場再次受到打擊，死傷嚴重。

### 新市鎮發展時期
另一方面，為應付香港人口的不斷提升，香港政府於1960年決定開展衛星城市計劃，將沙田規劃成為一個衛星城市，並於1961年定下首份分區發展大綱圖，其後更將原屬大埔理民府管轄的沙田獨立劃出了沙田理民府。惟直到1973年，沙田新市鎮發展計劃才正式開始，收回多個原居民鄉村及沙田機場的用地，並進行在沙田海及城門河兩岸大規劃填海工程。1979年沙田墟發生嚴重大火，整個墟市成為廢墟，因此香港政府亦將沙田墟清拆，以配合沙田新市鎮的發展計劃。1980年代香港政府決定擴大原先規劃容納大約360,000人的規模，並將馬鞍山納入沙田新市鎮發展的一部份，使沙田區發展至現時的規模，而沙田區議會亦於1981年4月成立。

### 歷史年表
- 1574年，大圍村於大圍一帶建立。
- 1898年，清政府和英國簽訂展拓香港界址專條，將深圳河以南一帶租予英國，納入殖民地，沙田便成為香港的範圍。
- 1910年，九廣鐵路（英段）（現稱港鐵東鐵綫）通車，沙田車站啟用。
- 1920年代，澳籍華僑劉希成購入沙田站附近一帶鹹水田[6]。
- 1937年，一場風災使潮水由吐露港倒灌進沙田海，並使兩岸大片土地遭淹沒，造成嚴重傷亡。
- 1945年，沙田鄉公所（沙田鄉事委員會前身）成立[6]。
- 1949年，英國皇家陸軍航空隊進駐使用沙田機場。
- 1956年，沙田墟落成；同年九廣鐵路（英段）馬料水站（現為港鐵東鐵綫大學站）建成。
- 1962年，颱風溫黛吹襲香港，沙田墟和沙田機場損毀嚴重。
- 1963年，香港中文大學成立，同時定於馬料水崇基山建校。
- 1967年，獅子山隧道南行管道建成，大幅改善沙田的對外交通，日後成為沙田連接九龍的最直接路徑；同年11月，中文大學舉行奠基禮，正式開建。
- 1969-1973年間，香港中文大學逐步遷入馬料水現址，由行政部門遷入范克廉樓至新亞書院遷入，歷時四年。
- 1973年，沙田新市鎮正式發展。
- 1975年，首個公共屋邨瀝源邨正式入伙。
- 1976年，6月16日，清拆沙田舊墟28間店舖以擴建大埔公路（即今大埔公路－沙田段）[7]。
- 1977年3月至1980年，沙田區首個高密度私人屋苑—世界花園逐步建成入伙。
- 1978年1月18日，獅子山隧道北行管道啟用。
- 1978年，8月25日凌晨零時零七分，沙田舊墟發生大火，317名災民痛失家園[8]。
- 1978年，10月7日配合沙田馬場落成啟用，九廣鐵路（英段）馬場站啟用[9]。
- 1980年，3月4日，沙田舊墟其餘店舖清拆。[10]
- 1981年，沙田區議會成立。
- 1981年4月26日，新筆架山隧道啟用。
- 1982年，區內首個大型私人屋苑沙田第一城於圓洲角附近落成，電氣化後的九廣鐵路（英段）沙田站及威爾斯親王醫院（同時亦是香港中文大學醫學院教學醫院）啟用。
- 1983年，九廣鐵路（英段）臨時大圍站啟用。同時，九鐵電氣化雙軌全部完工。
- 1984年，沙田體育會於端午正日在城門河上舉辦首屆「沙田龍舟競賽」。除首屆在河東（城門河第二海濱花園至濱景花園現址附近）舉行外，其後已在河西（翠榕橋至沙燕橋之間河道）現址舉行。
- 1984年12月，新城市廣場落成。百貨公司八伯伴開始營業，及舉行慶祝開張煙花匯演。
- 1985年，九廣鐵路（英段）火炭站啟用。
- 1985年，火炭區首個大型私人住宅項目銀禧花園（第1期）落成入伙。
- 1986年，火炭區大型藍籌屋苑銀禧花園（第2期）落成入伙。
- 1986年，九廣鐵路（英段）永久性的大圍站啟用。
- 1987年，沙田大會堂啟用，成為香港第三個大會堂。同年馬鞍山首個公共屋邨恆安邨落成。
- 1988年，沙田裁判法院，沙田公共圖書館，沙田公園啟用。
- 1990年，城門隧道啟用，成為沙田區連接市區的第二條隧道。
- 1991年，大老山隧道啟用，成為沙田區連接九龍的第二條隧道。
- 2000年，香港文化博物館啟用，成為香港最大的博物館。
- 2002年，沙田政府合署落成啟用，取代部份政府部門於連城廣場及舊沙田政府合署（今嘉御山）的辦事處。
- 2004年，馬鞍山鐵路（現稱港鐵馬鞍山綫）正式通車。
- 2005年，馬鞍山公共圖書館及馬鞍山體育館啟用。
- 2005年，撥出源禾路體育館外建成永久觀眾棚—「龍舟亭」，作為「沙田龍舟競賽」的賽事終點處及典禮場地。
- 2008年，青沙管制區及城市藝坊啟用。
- 2009年3月，沙田區首個依例必須設有避火層的屋苑御龍山入伙，象徵沙田發展密度提升。
- 2012年，大圍站上蓋發展項目批予新世界發展，是沙田區首個（亦可能是唯一）高度超過200米的發展項目，補地價僅次於中環國際金融中心及港鐵黃竹坑車廠上蓋。
- 2015年，屯馬綫獅子山鐵路隧道貫通。
- 2017年，屯馬綫由顯徑站至紅磡站新建路段軌道貫通及通電。
- 2019年，沙田地區組織「沙田一隅」於區內舉辦沙田反對逃犯條例修訂草案遊行，遊行由大圍作起點，以排頭為終點。
- 2020年，馬鞍山綫延長至啟德站，並易名為「屯馬綫一期」。
- 2021年，屯馬綫一期連繫原有的西鐵綫並易名為屯馬綫全綫通車。
- 2023年，大圍圍方落成，為沙田區第二大商場，佔地650,000平方呎，同為大圍區首個大型商場。

## 行政區劃

### 民政事務專員
現任沙田區民政事務專員為余懷誠先生，於2023年8月25日接替柯家樂出任該區專員。作為香港特別行政區政府的代表負責監督、落實及統籌地方行政計劃在區內的運作，確保當局適當地跟進區議會所作出的建議及促進區內居民參與地區事務，並向政府反映社區的各階層人士所關注的事務及問題。

### 歷任沙田民政事務專員
- 黃美蓮女士（任期：1997年–2001年5月28日）
- 黃海韻女士（任期：2001年5月29日–2002年6月28日）
- 高慧君女士（任期：2002年6月29日–2003年1月5日）
- 陳鈞儀先生（任期：2003年1月6日–2006年7月6日）
- 黎志華先生（任期：2006年7月7日–2009年2月1日）
- 杜彭慧儀女士（任期：2009年2月2日–2012年12月4日）
- 何麗嫦女士（任期：2012年12月5日–2016年11月6日）
- 陳婉雯女士（任期：2016年11月7日–2020年6月14日）
- 黃展翹博士（任期：2020年6月15日–2021年4月30日）
- 柯家樂女士（任期：2021年5月14日–2023年8月24日）
- 余懷誠先生（任期：2023年8月25日至今）

### 區議會
沙田區議會是香港十八個區議會之一，負責協助處理沙田區的事務，及就該區的社區設施、衞生環境、運輸及交通、房屋政策及居住環境改善等事宜，向政府反映意見。
沙田區議會現時是香港最大規模的區議會之一，共有42個議席，當中包括8名民選議員、16名地區委員會界別議員、17名委任議員及1名當然議員。
區議會於1981年4月成立。沙田區議會的會徽背景是青綠色。圖案的線條就像河流一樣，代表沙田的城門河。

### 分區委員會
沙田分區委員會自2020年7月起設有七個，包括：
- 沙田沙田市中心分區委員會
- 沙田大圍分區委員會
- 沙田沙田圍分區委員會
- 沙田小瀝源分區委員會
- 沙田馬鞍山南分區委員會
- 沙田馬鞍山北分區委員會

分區委員會的主要職能包括推動公眾參與地區事務，就籌辦社區活動及推行政府贊助計劃提供意見並加以協助，並就影響該分區的地方問題提供意見，是社區與民政事務總署之間的橋樑。分區委員會的委員來自社會各階層，包括有關地區的區議員，全部由民政事務總署署長委任。

### 統計資料
根據2021年的人口統計結果，沙田區的人口資料如下：
| 人口特徵 - 人口： 692,806 人 - 15歲以下： 11.4% - 15至24歲： 7.8% - 25至44歲： 29.0% - 45歲至64歲： 31.8% - 65歲及以上： 20.0% - 年齡中位數： 46.2 歲 - 15歲及以上從未結婚人口比例 - 男性： 29.7% - 女性： 25.6% 教育 - 15歲及以上人口具專上教育程度比例： 36.4% 勞動人口特徵 - 勞動人口： 363,268 人 - 勞動人口參與率 - 男性： 65.5% - 女性： 54.0% - 合計： 59.2% - 工作人口每月主業收入中位數（不包括外籍家庭傭工）： 20,000 港元 | 住戶特徵 - 家庭住戶數目： 246,425 戶 - 家庭住戶平均人數： 2.8 人 - 家庭住戶每月收入中位數： 28,870 港元 房屋特徵 - 有家庭住戶居住的屋宇單位數目： 246,246 個 - 每個屋宇單位的平均家庭住戶數目： 1.001 戶 - 自置居所住戶在家庭住戶總數目中所佔的比例： 54.8% - 家庭住戶每月按揭供款及借貸還款中位數： 12,000 港元 - 按揭供款及借貸還款與收入比率中位數： 19.9% - 家庭住戶每月租金中位數： 2,430 港元 - 租金與收入比率中位數： 14.6% - 居所樓面面積中位數： 40 平方米 |

## 社區環境
沙田區是一個以住宅用地為主的新市鎮，並且是香港人口最多的區域，現時已經約有648,200人居住，預計最終可容納達700,000的人口。而沙田區的65%人口居住在公共房屋，包括出租公共房屋、租者置其屋及居者有其屋屋苑，主要分佈於城門河兩岸以及半山上的平地。此外，沙田新市鎮的邊沿亦有48條原居民鄉村，居住人口約為29,000人。

### 公共屋邨
為配合沙田區的發展，香港房屋委員會早於1970年已計劃興建公共屋邨。最早落成的公共屋邨是位於港鐵沙田站附近的瀝源邨，於1976年落成，共設7座舊長型住宅大廈。第二個公共屋邨為禾輋邨，於1979年落成，現為全沙田最多認可人口的公共屋邨，而水泉澳邨則為全沙田最多單位的公共屋邨。現時共有22個房委會及1個房協的公共屋邨。

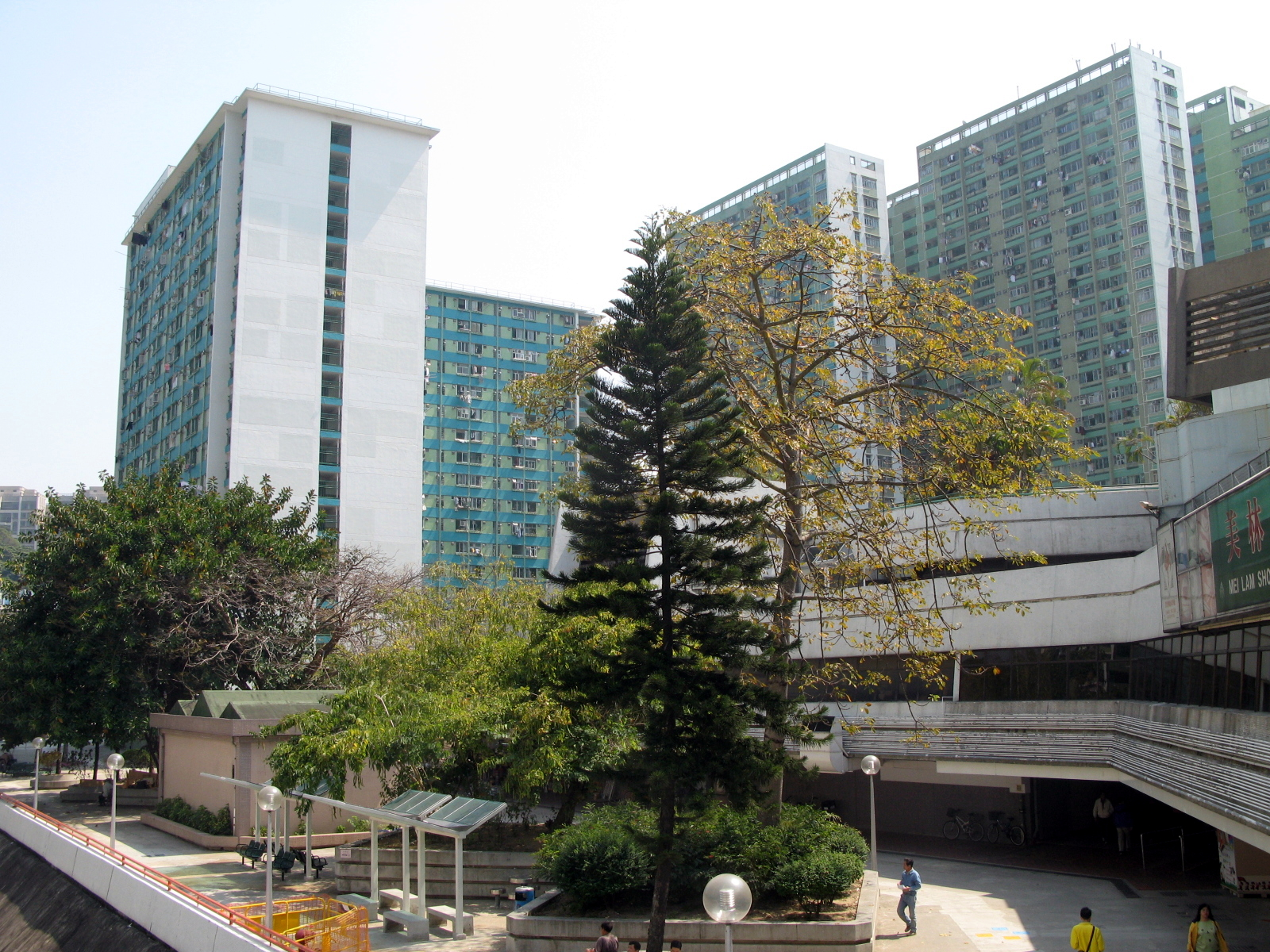
美林邨
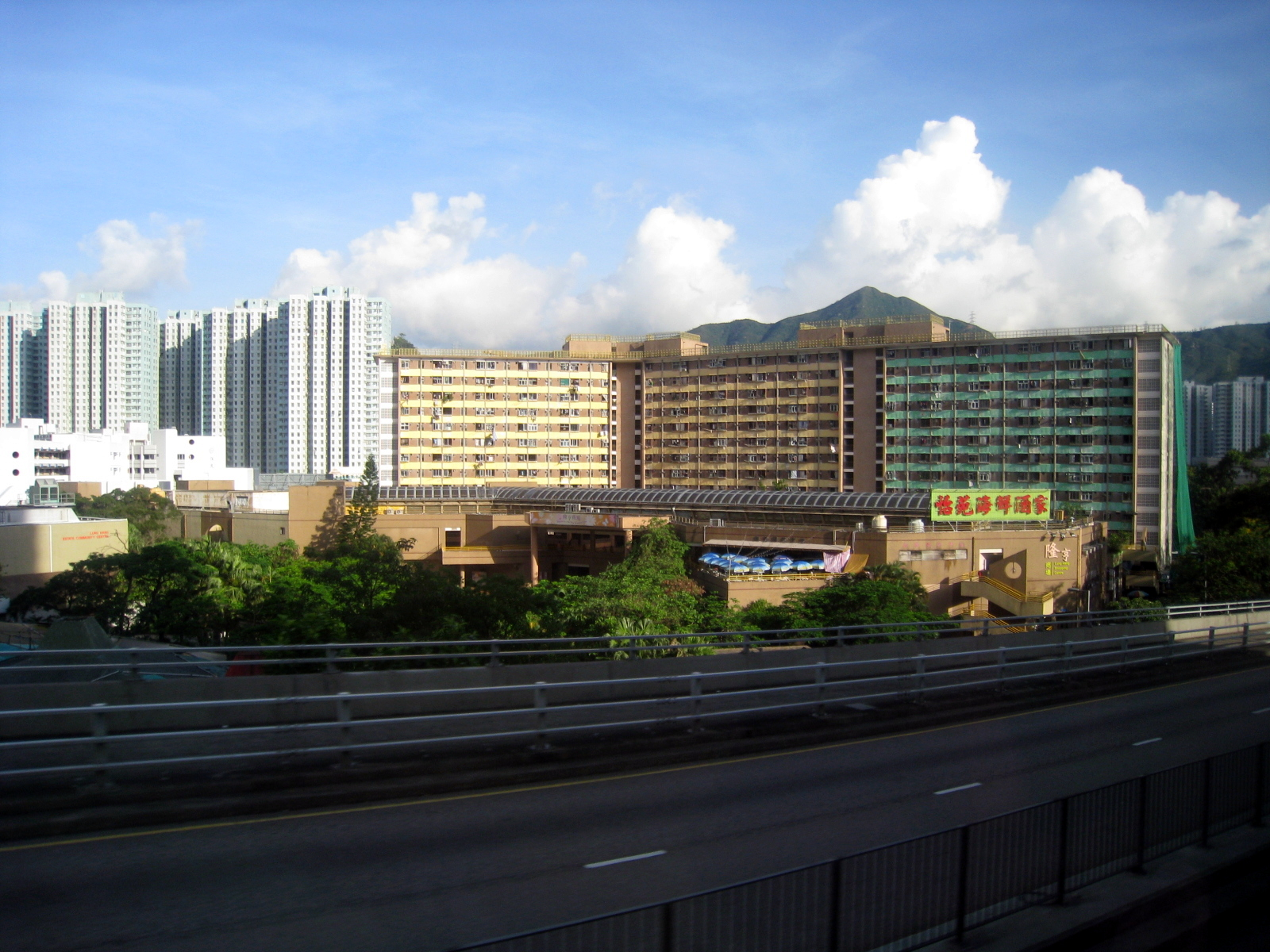
隆亨邨
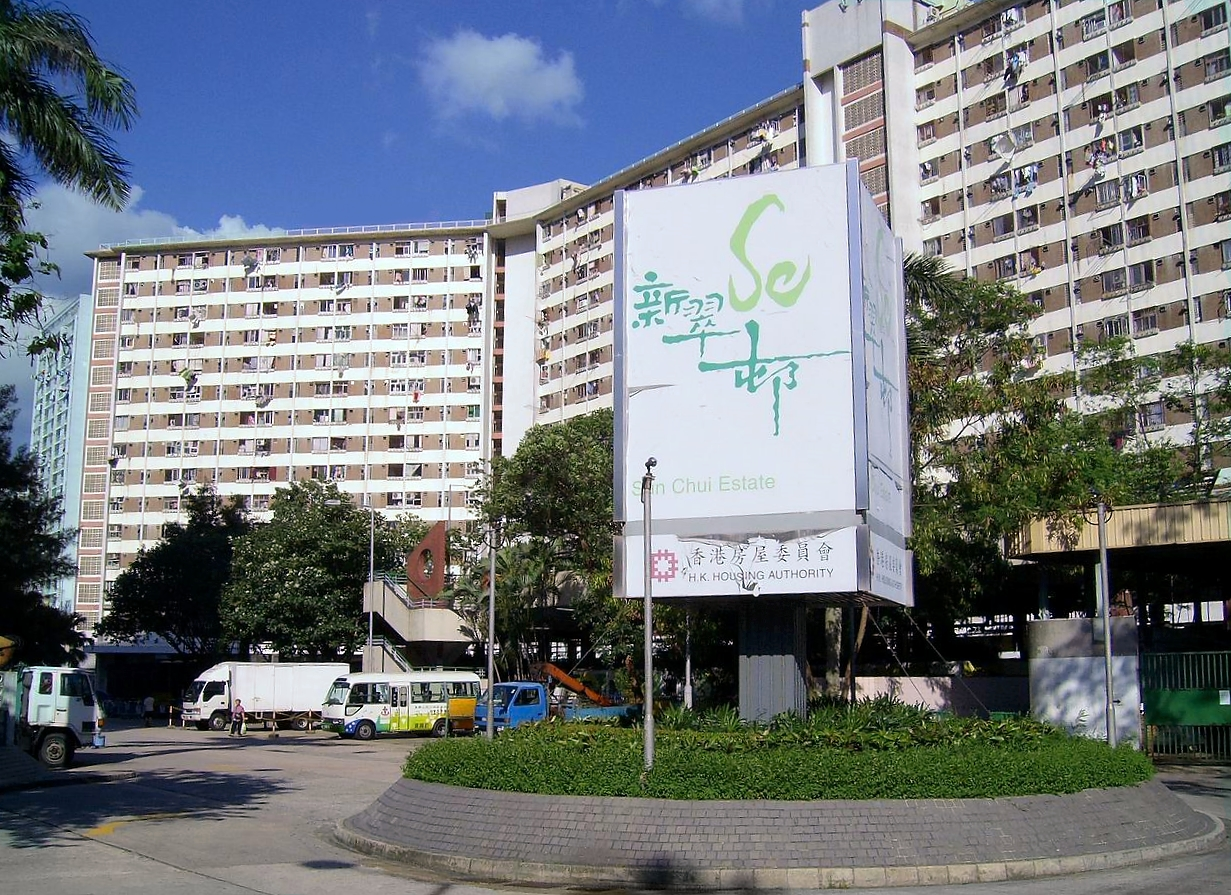
新翠邨
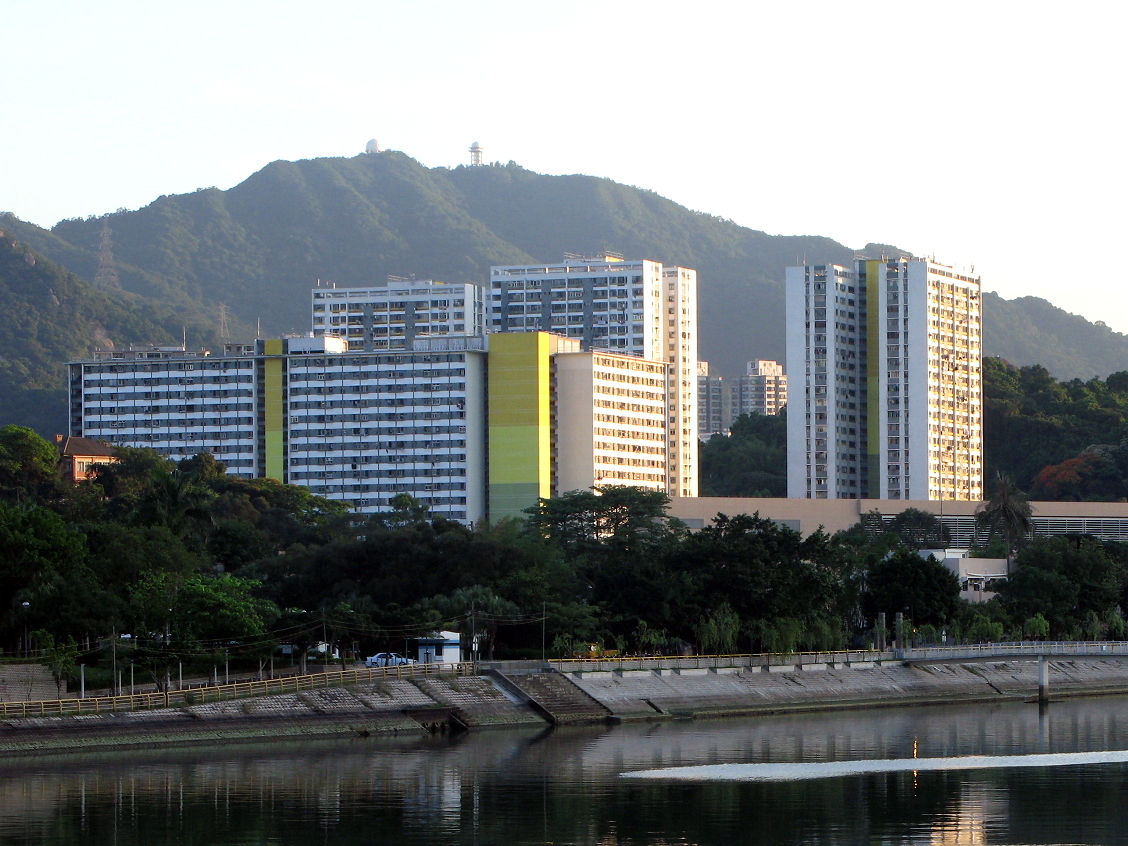
秦石邨
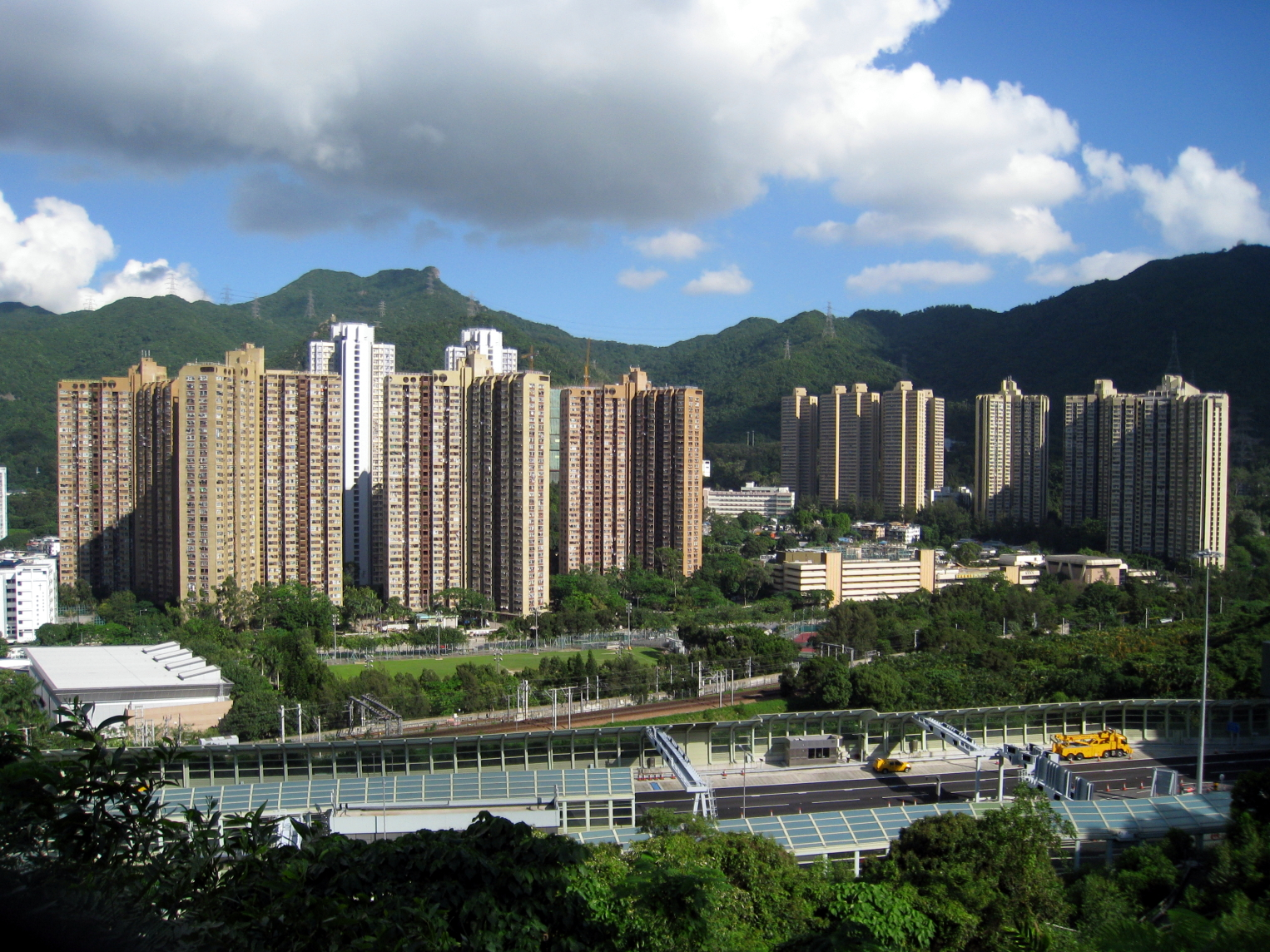
顯徑邨
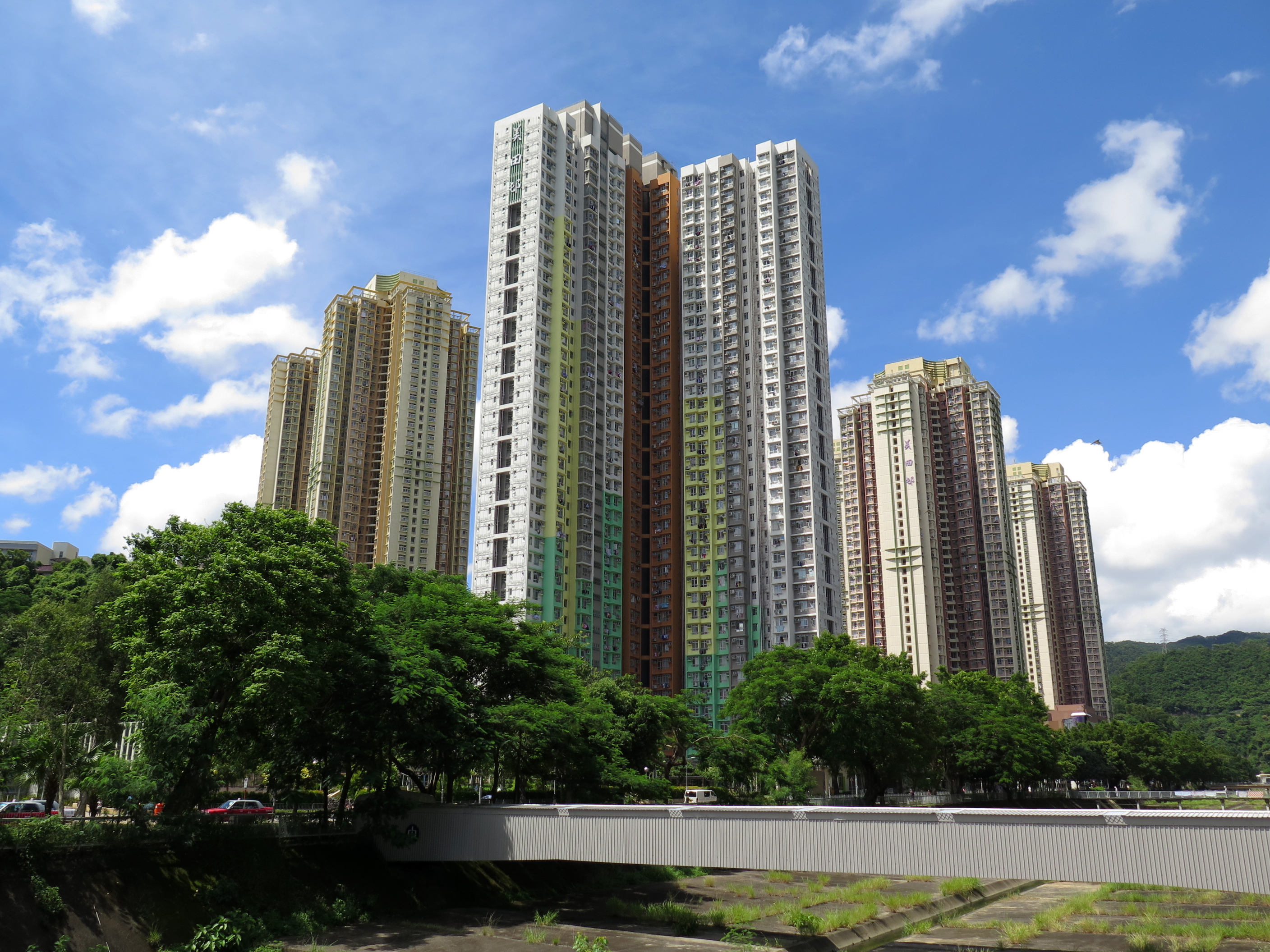
美田邨
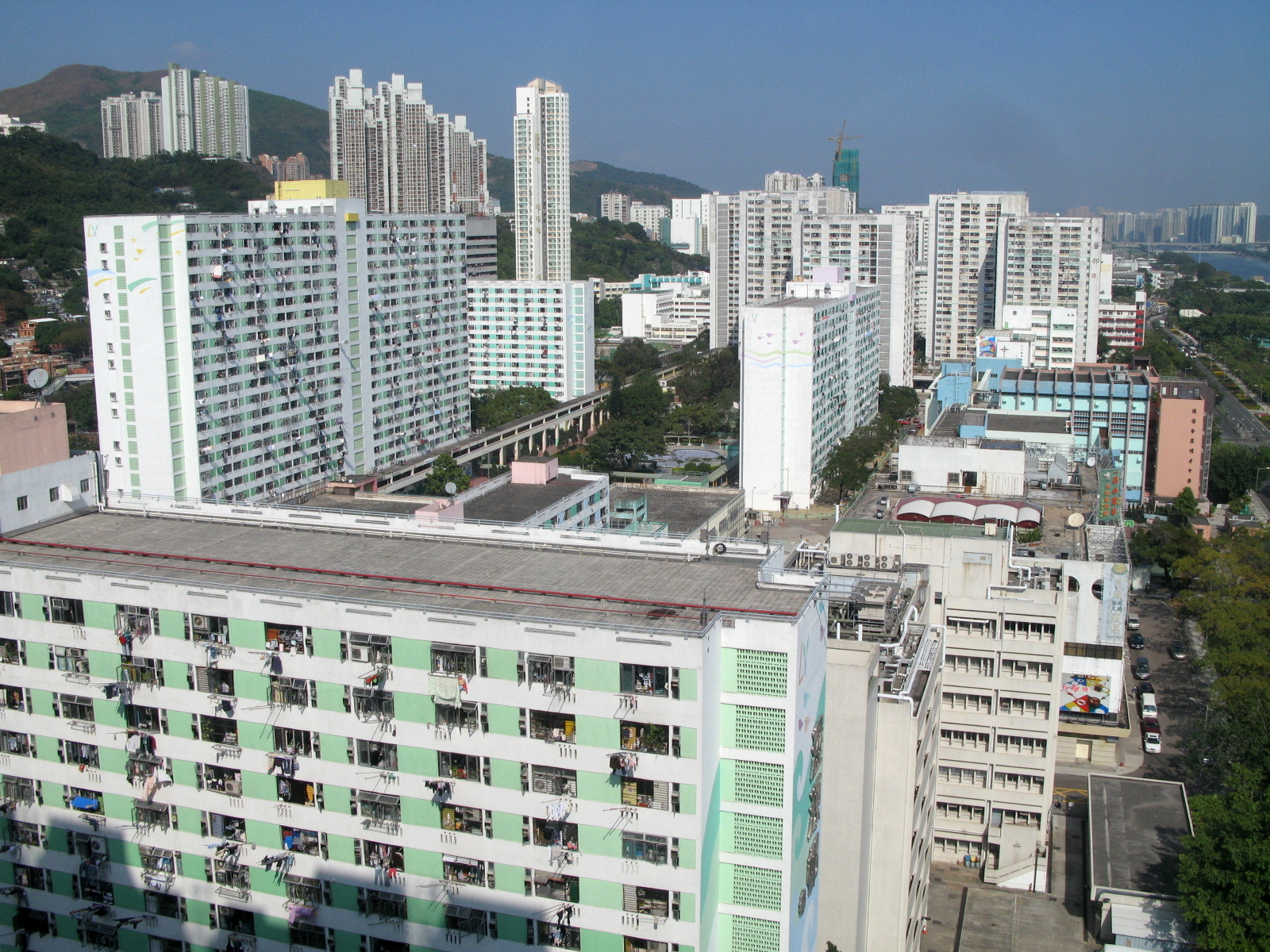
瀝源邨
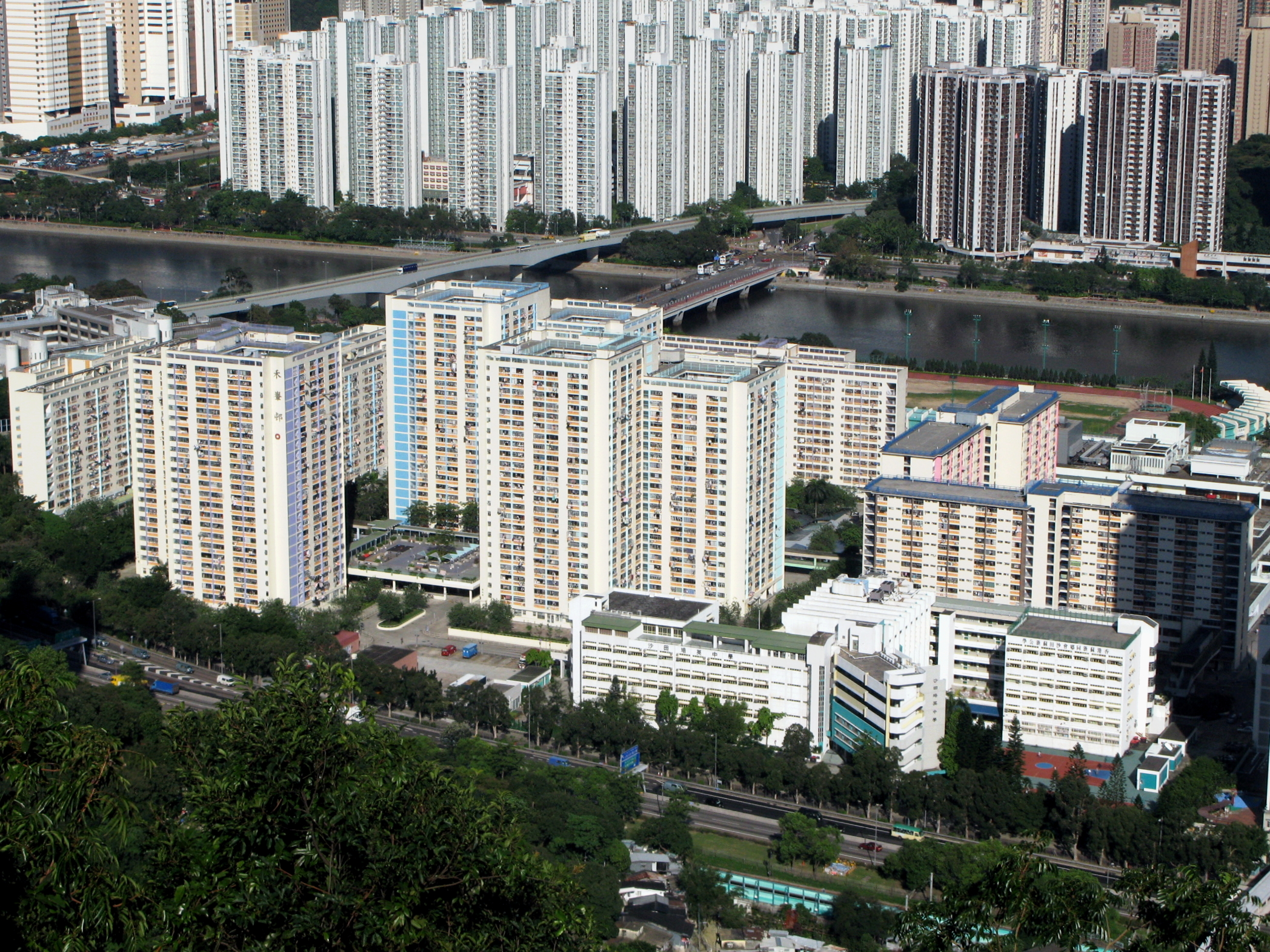
禾輋邨
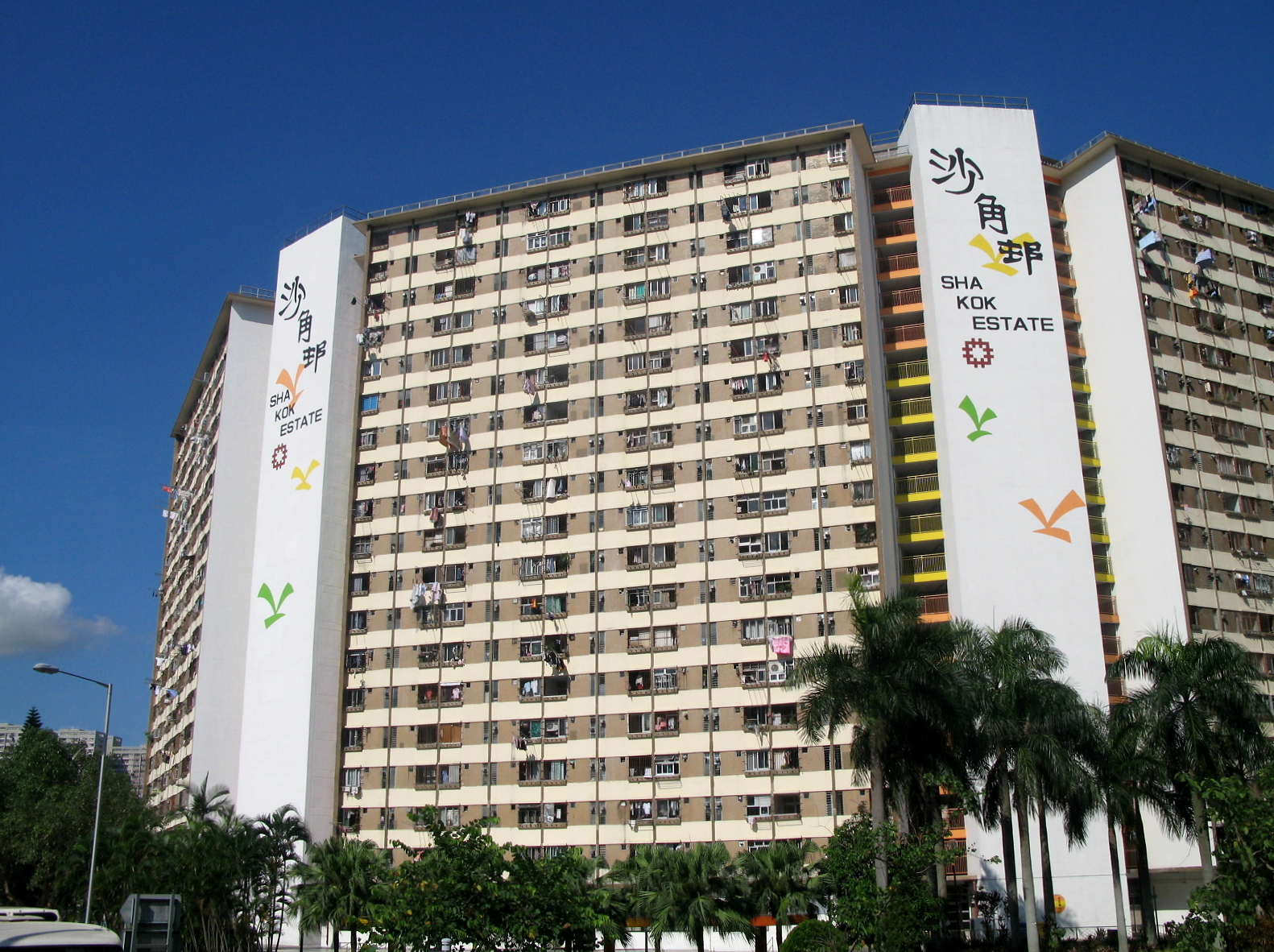
沙角邨
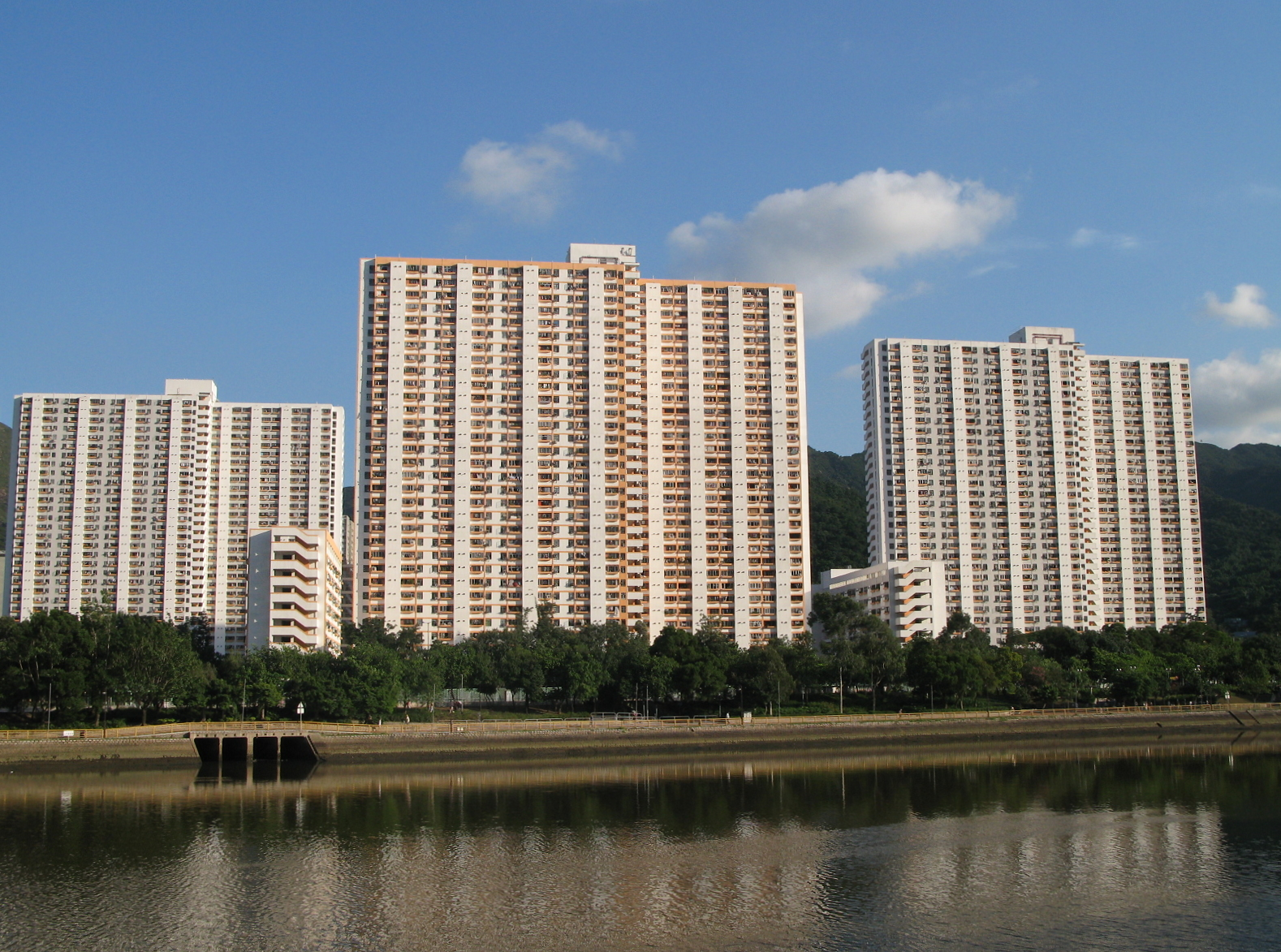
乙明邨
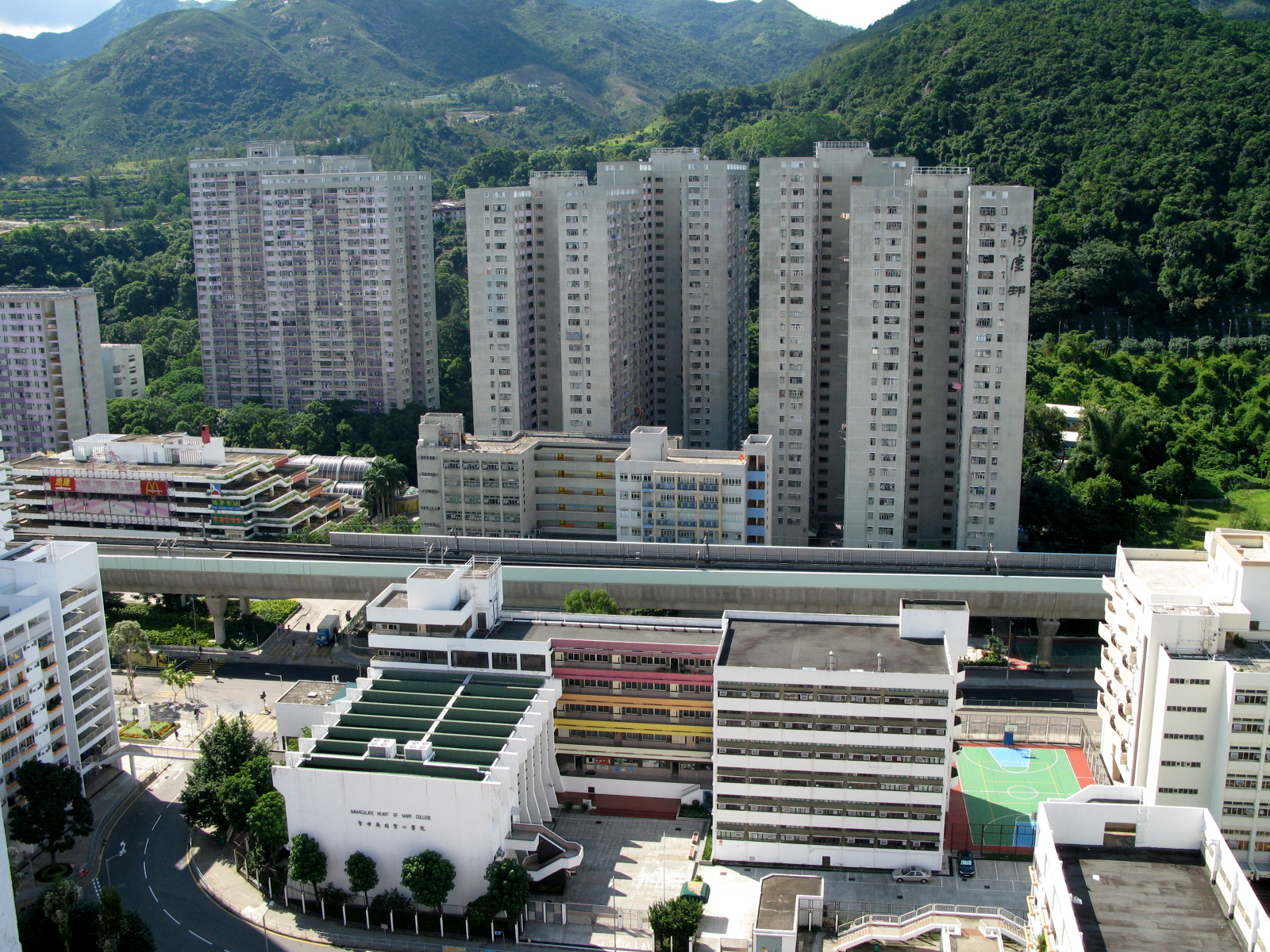
博康邨
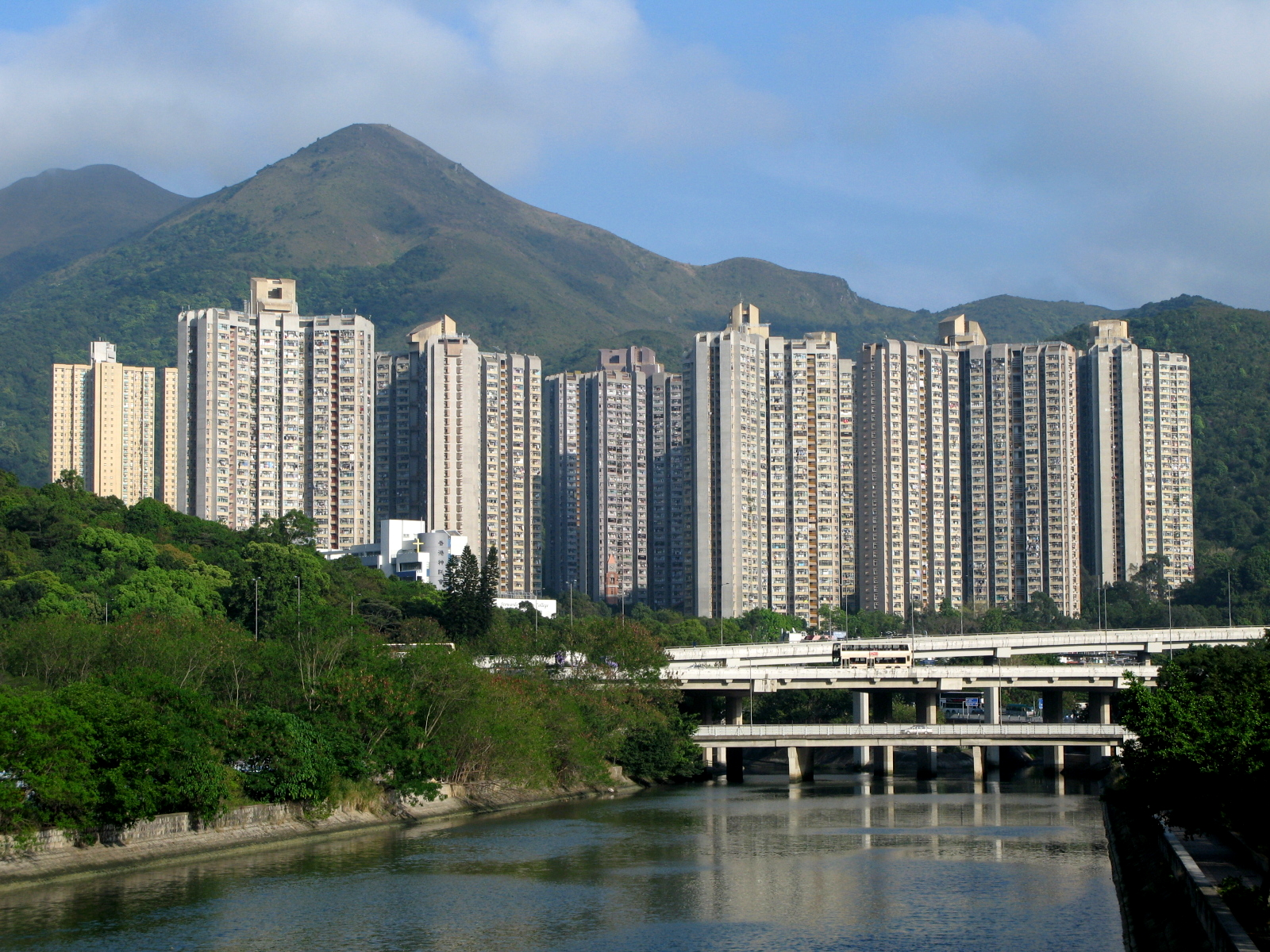
廣源邨
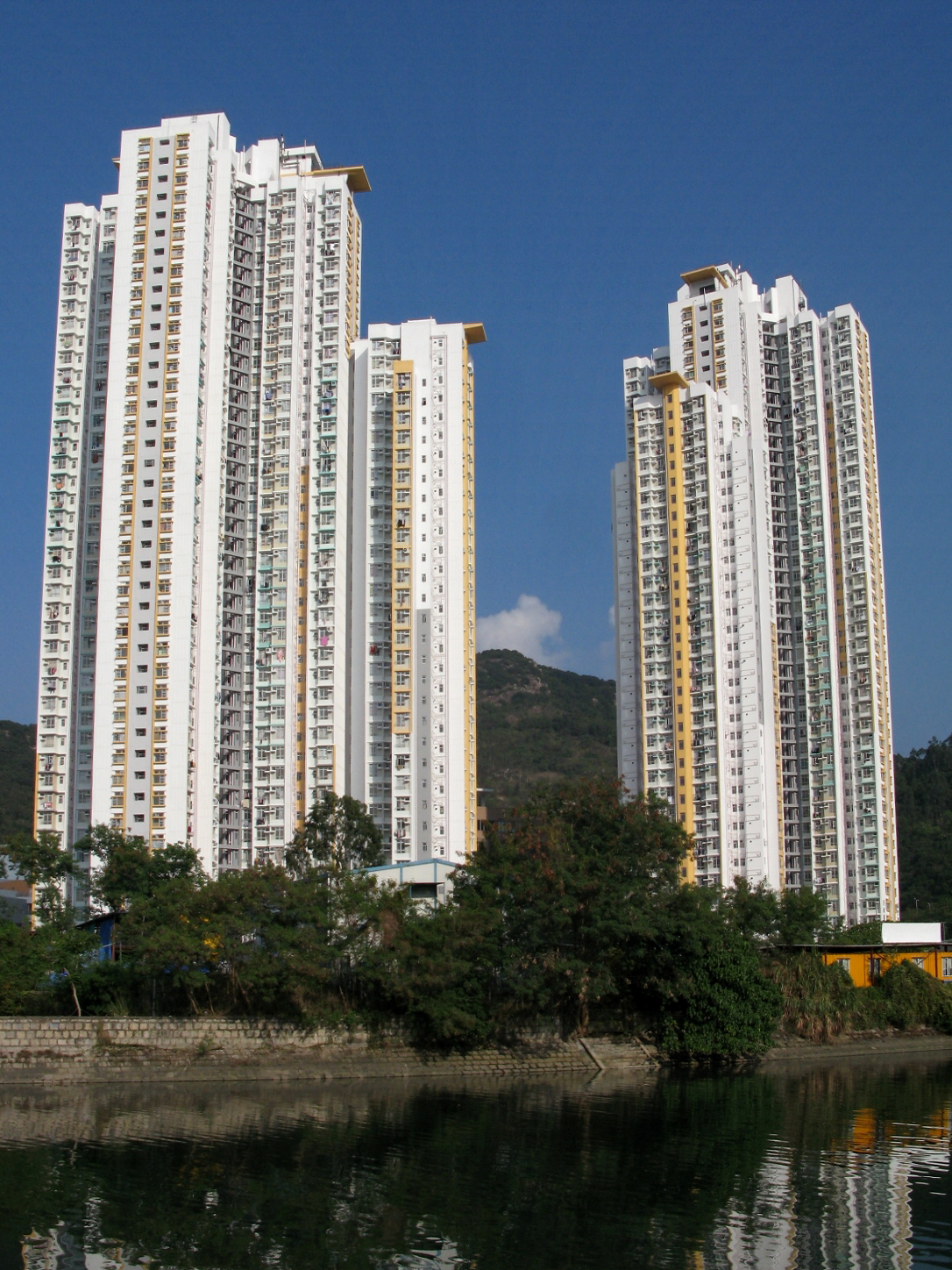
碩門邨
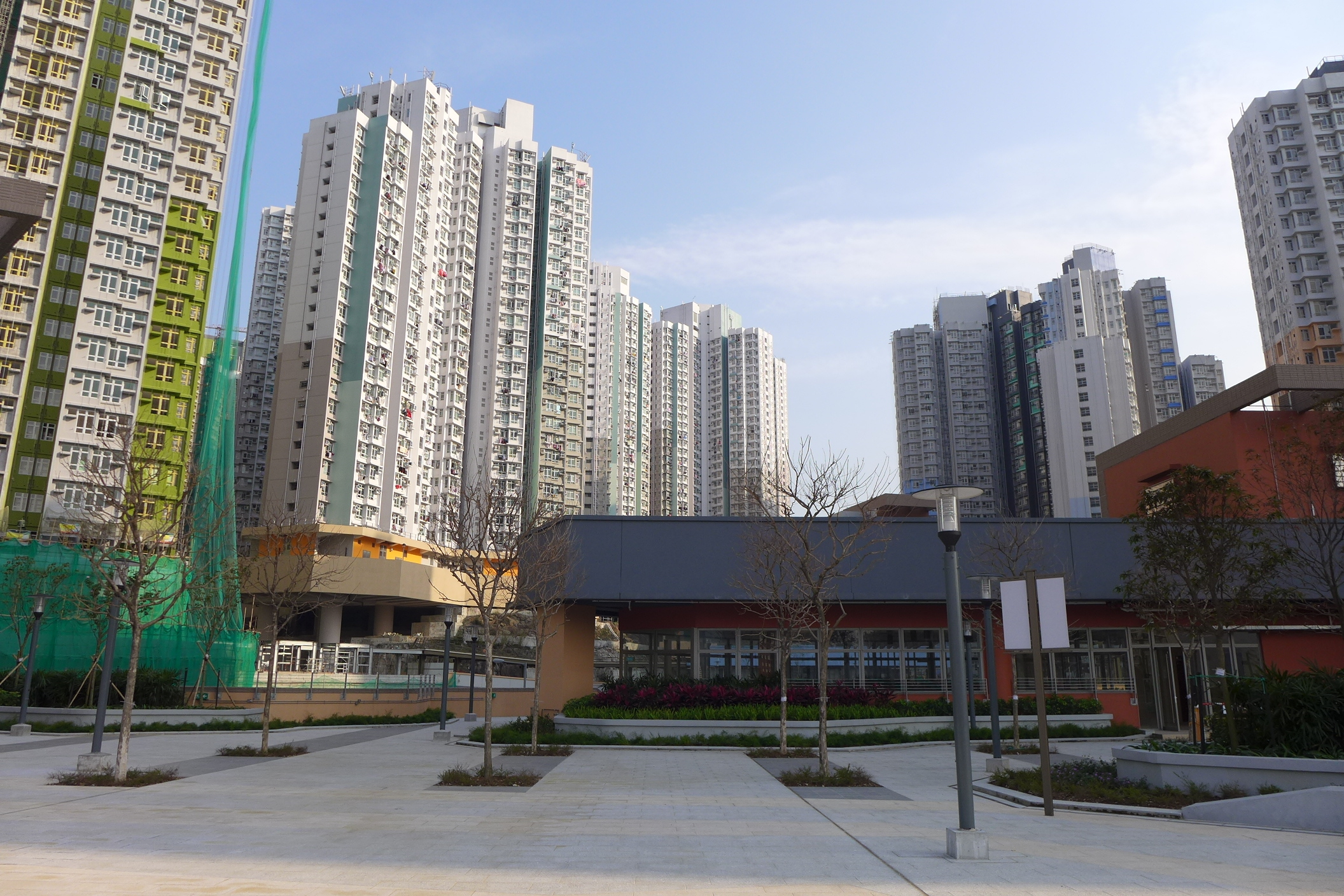
水泉澳邨

### 居屋屋苑
在興建公共屋邨同時，香港房屋委員會同時計劃興建居屋屋苑。位於火炭半山的穗禾苑為沙田最早落成的居屋屋苑，亦是為居者有其屋計劃第一期的其中一個屋苑，於1983年正式落成。而沙田區首個私人參建居屋的屋苑則為海福花園，於1985年入伙。另外，位於馬鞍山烏溪沙的富寶花園落成，是香港最大規模的私人參建居屋計劃屋苑，總共有4,200個單位。現時，沙田共有18個居屋屋苑及7個私人參建居屋屋苑。

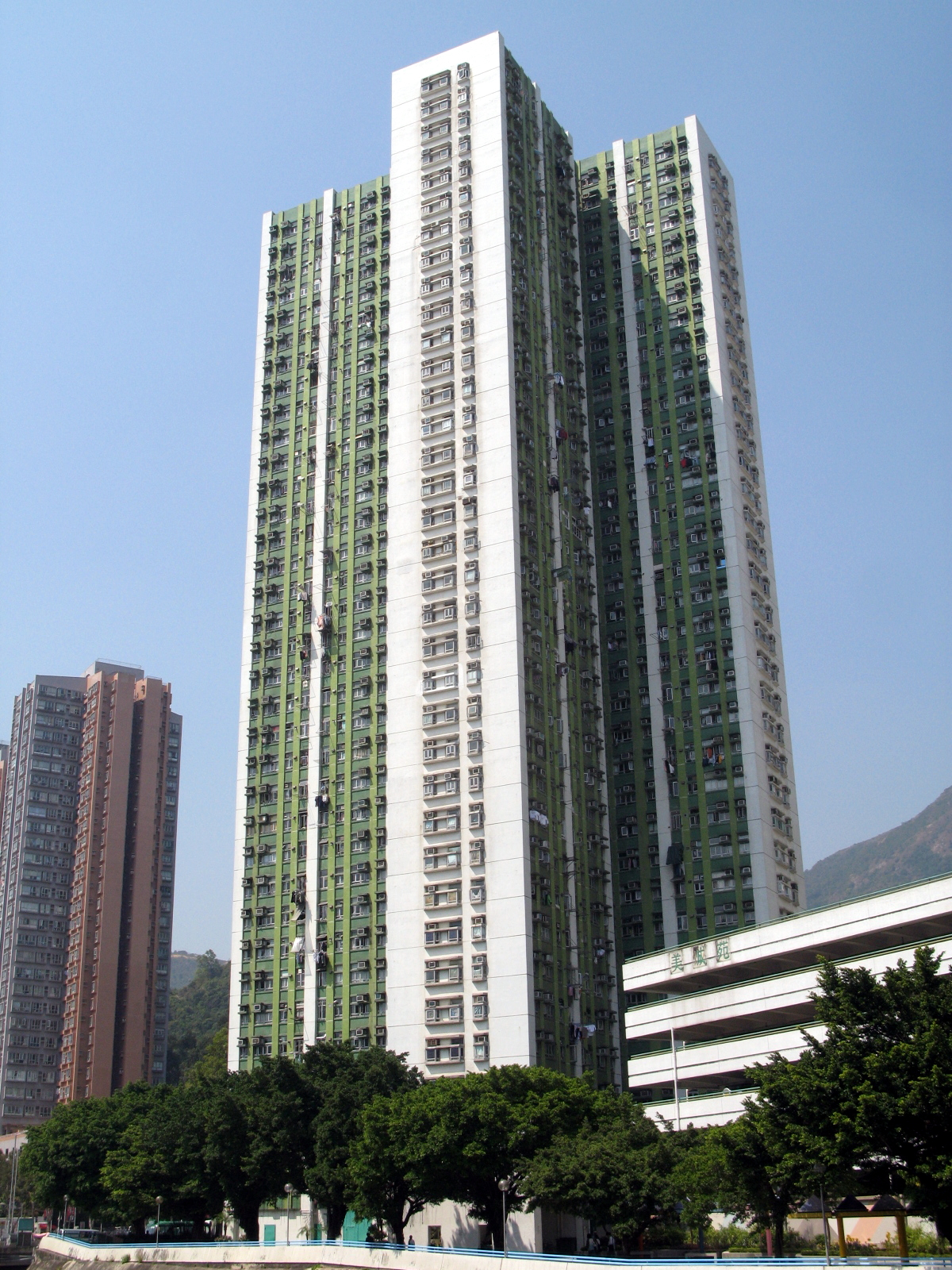
美城苑
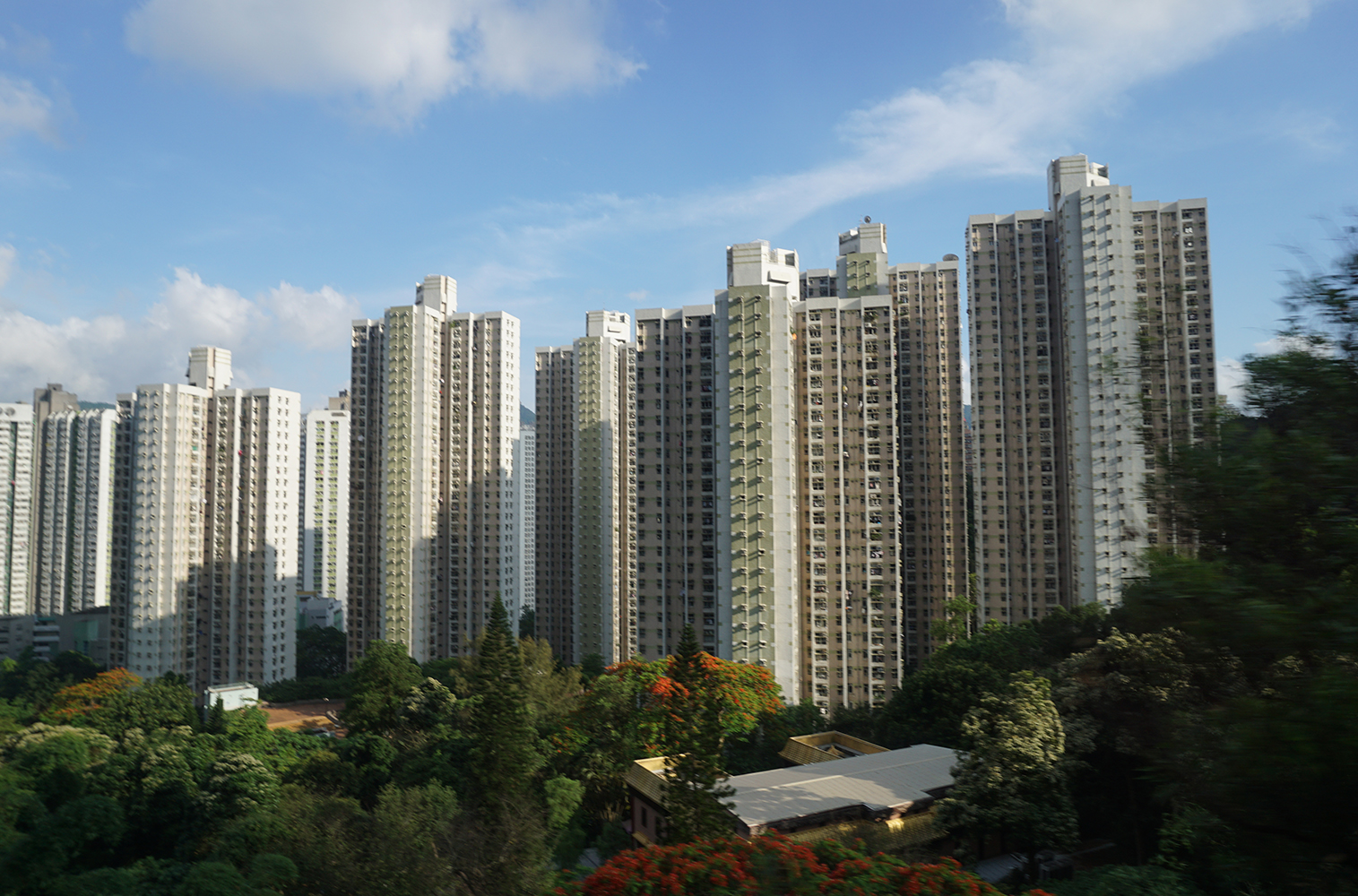
美松苑
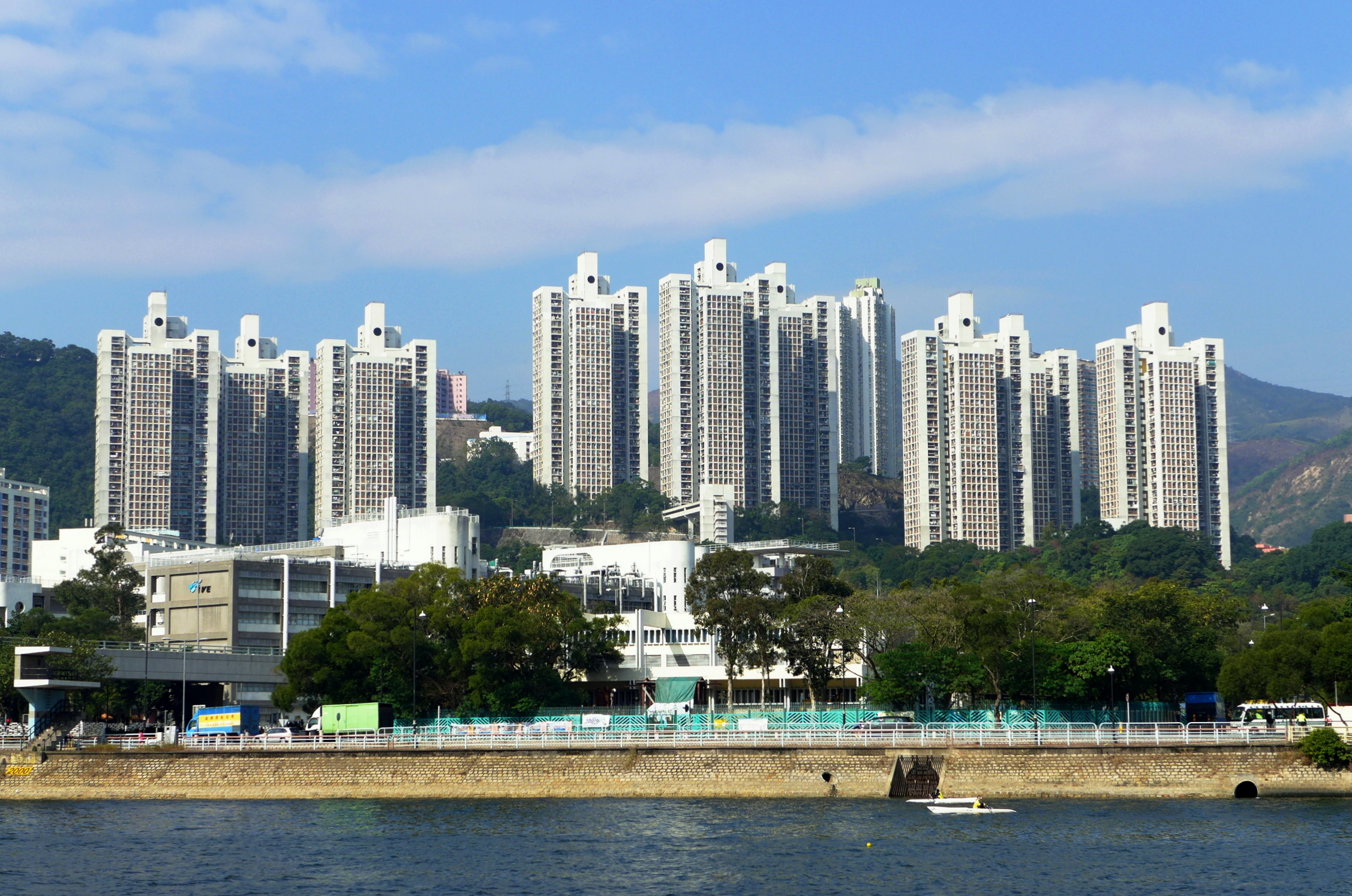
穗禾苑
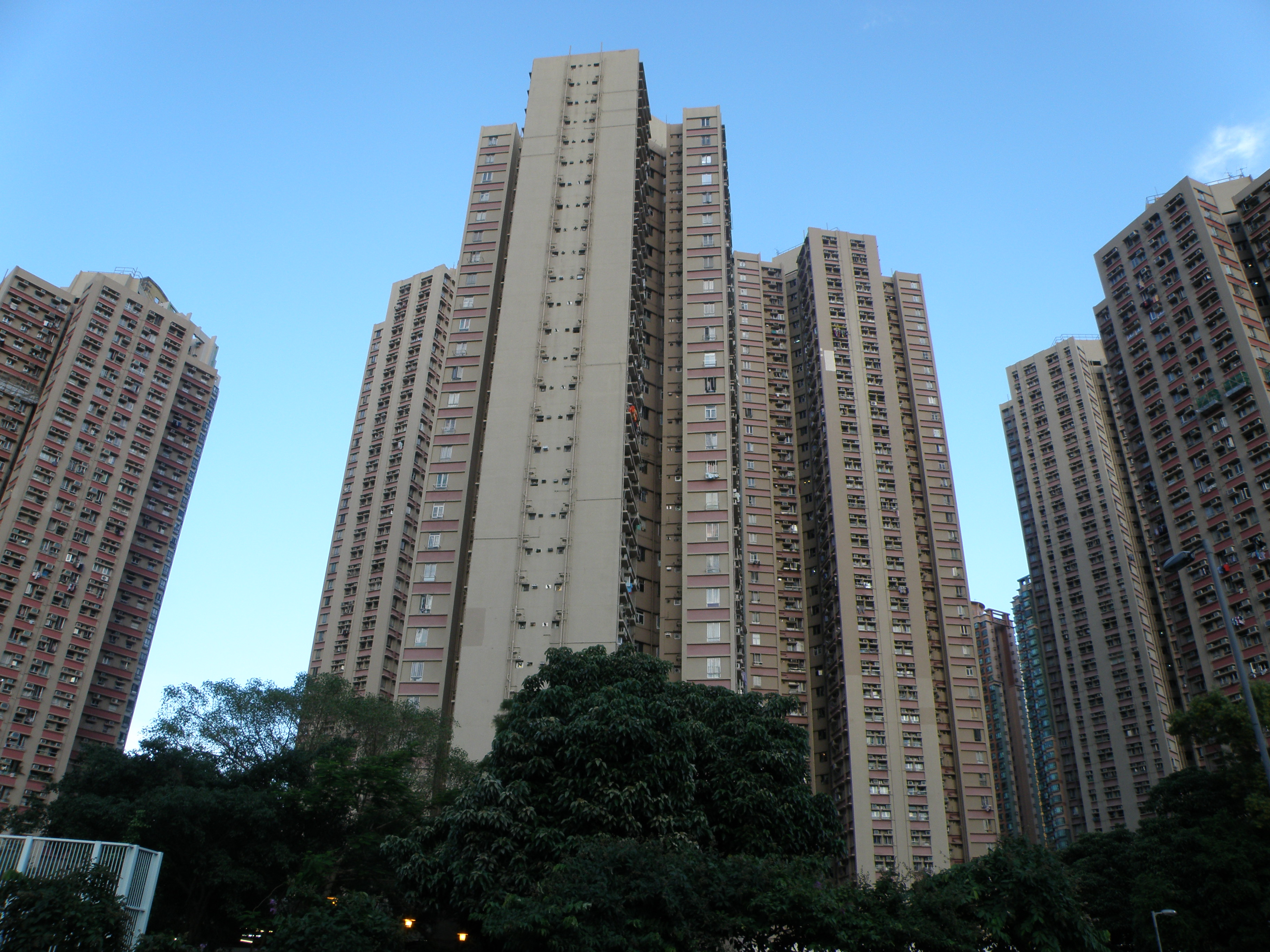
愉田苑
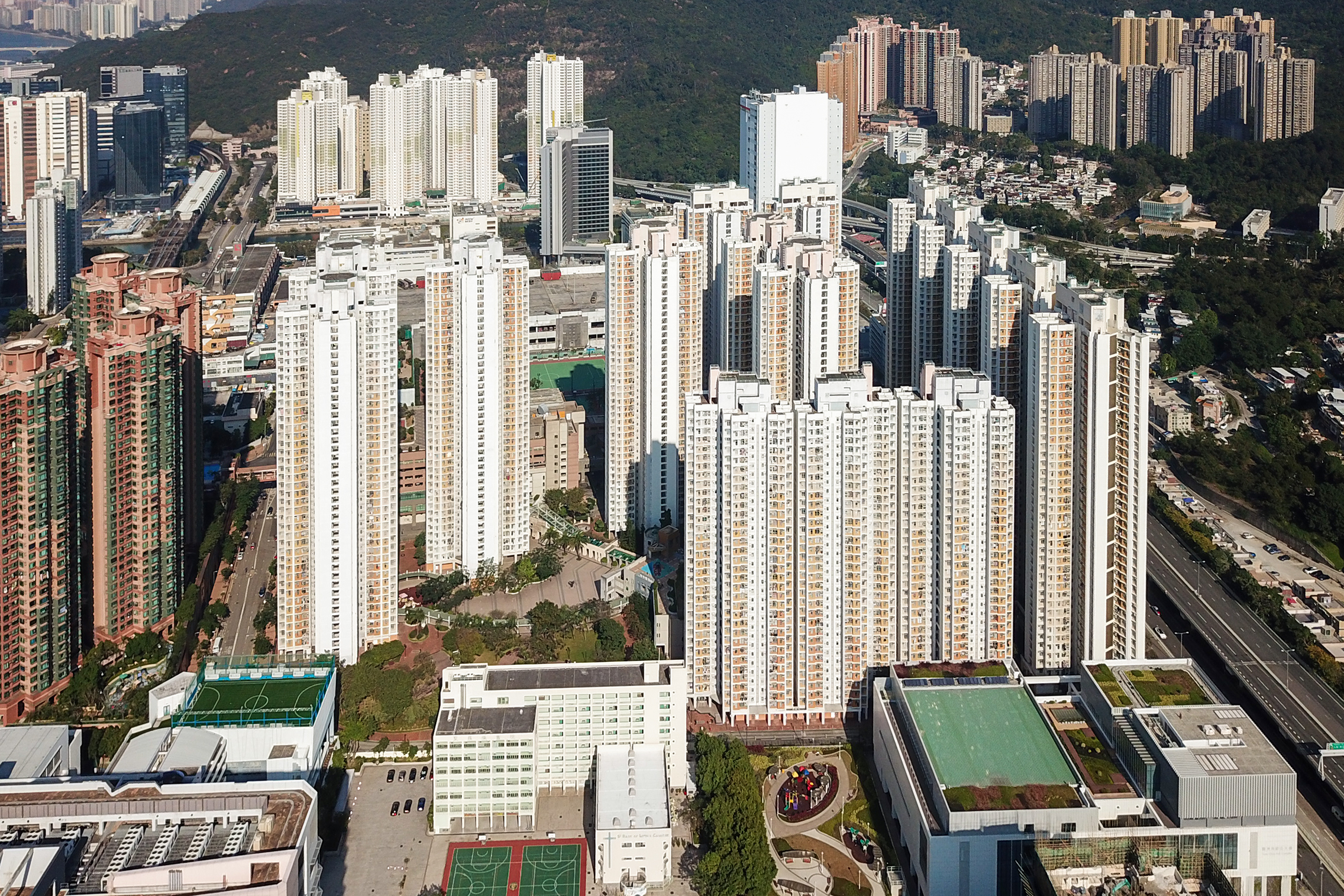
愉翠苑
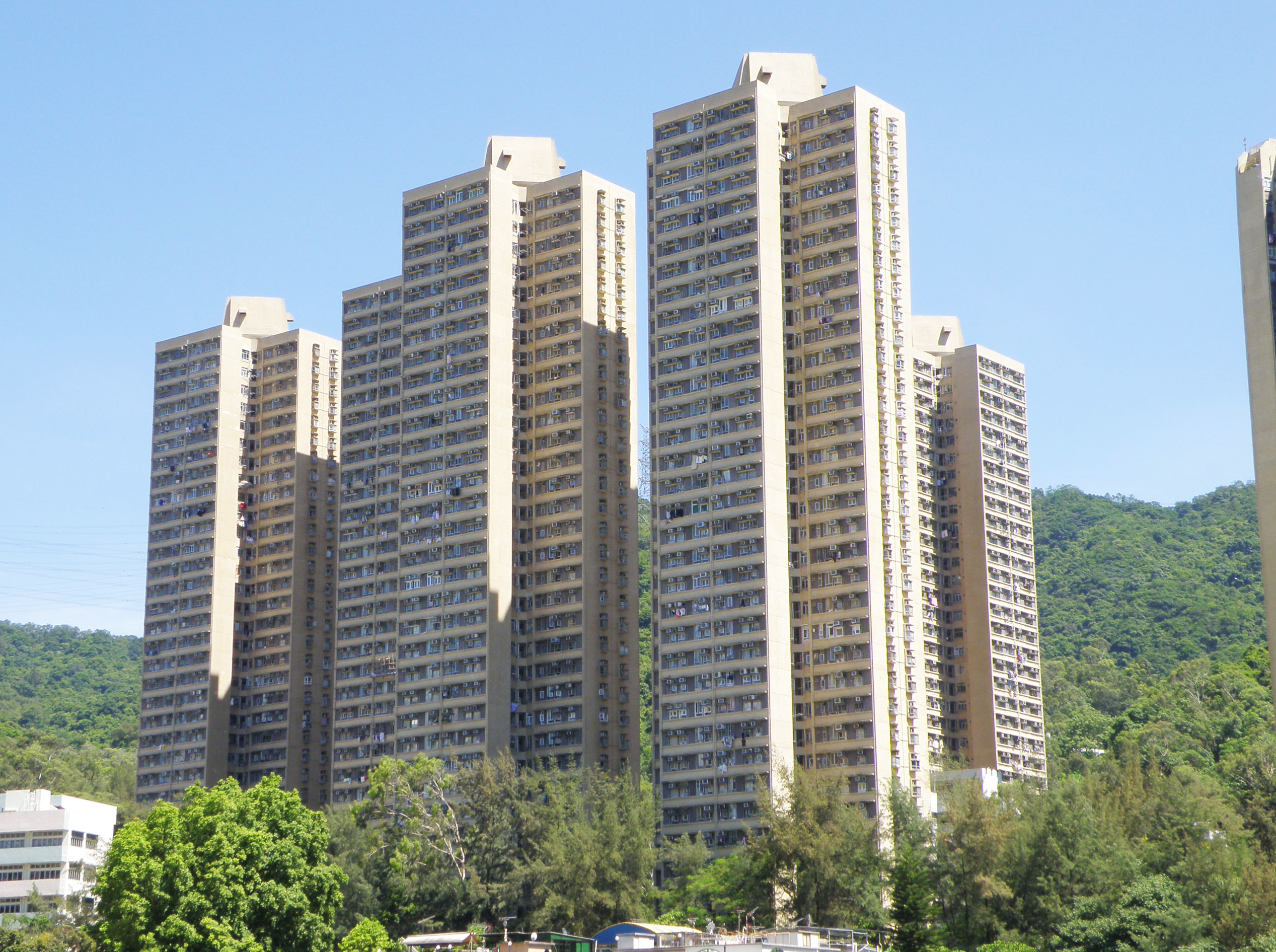
嘉田苑
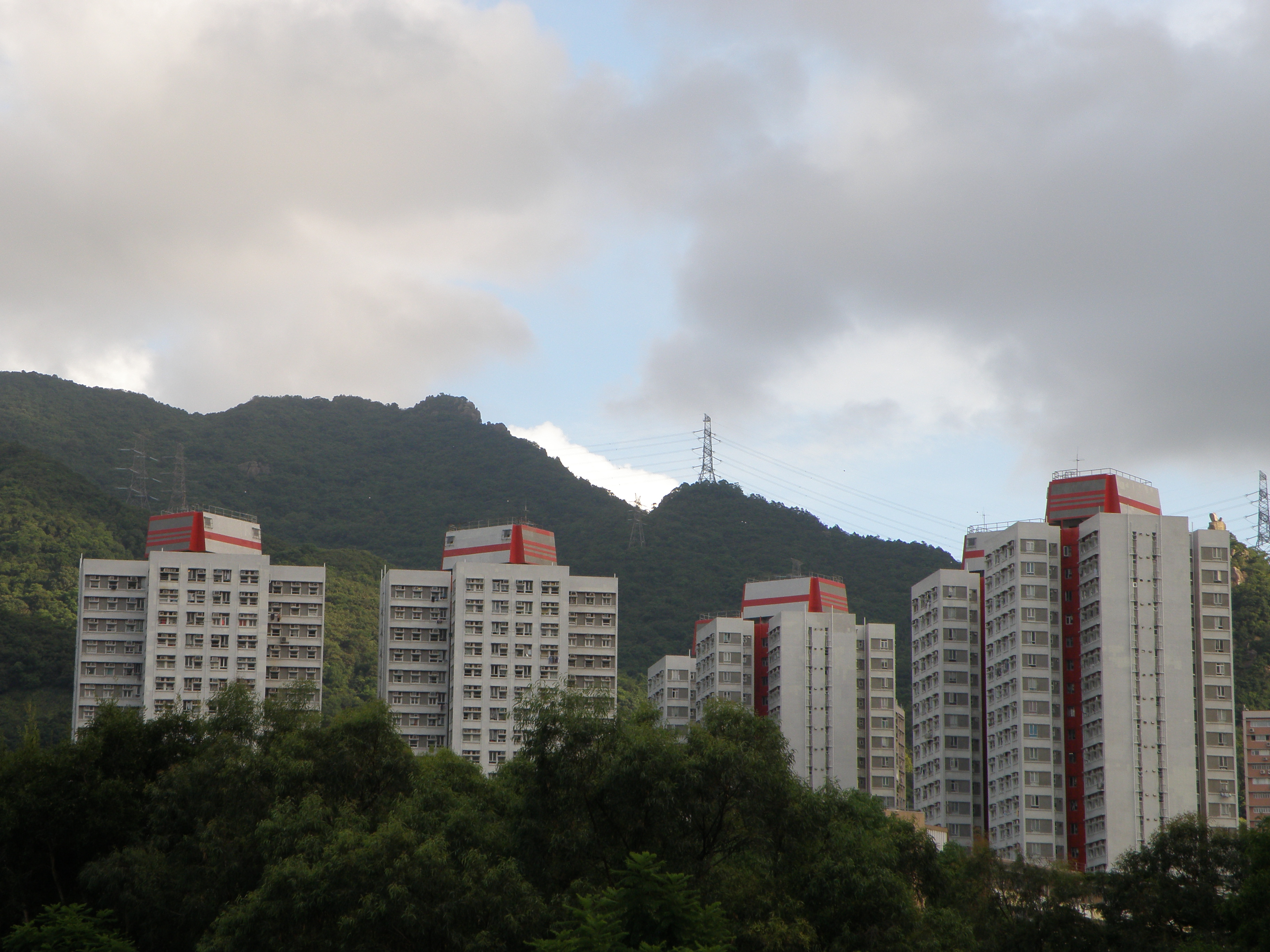
景田苑

### 主要私人屋苑
在多個公共屋邨興建時，座落於沙田第一號地段的大型私人屋苑沙田第一城於1981年落成，亦成為現在香港大型私人屋苑之一。沙田區其他較大型屋苑有：銀禧花園、駿景園、新港城、富豪花園及名城等。

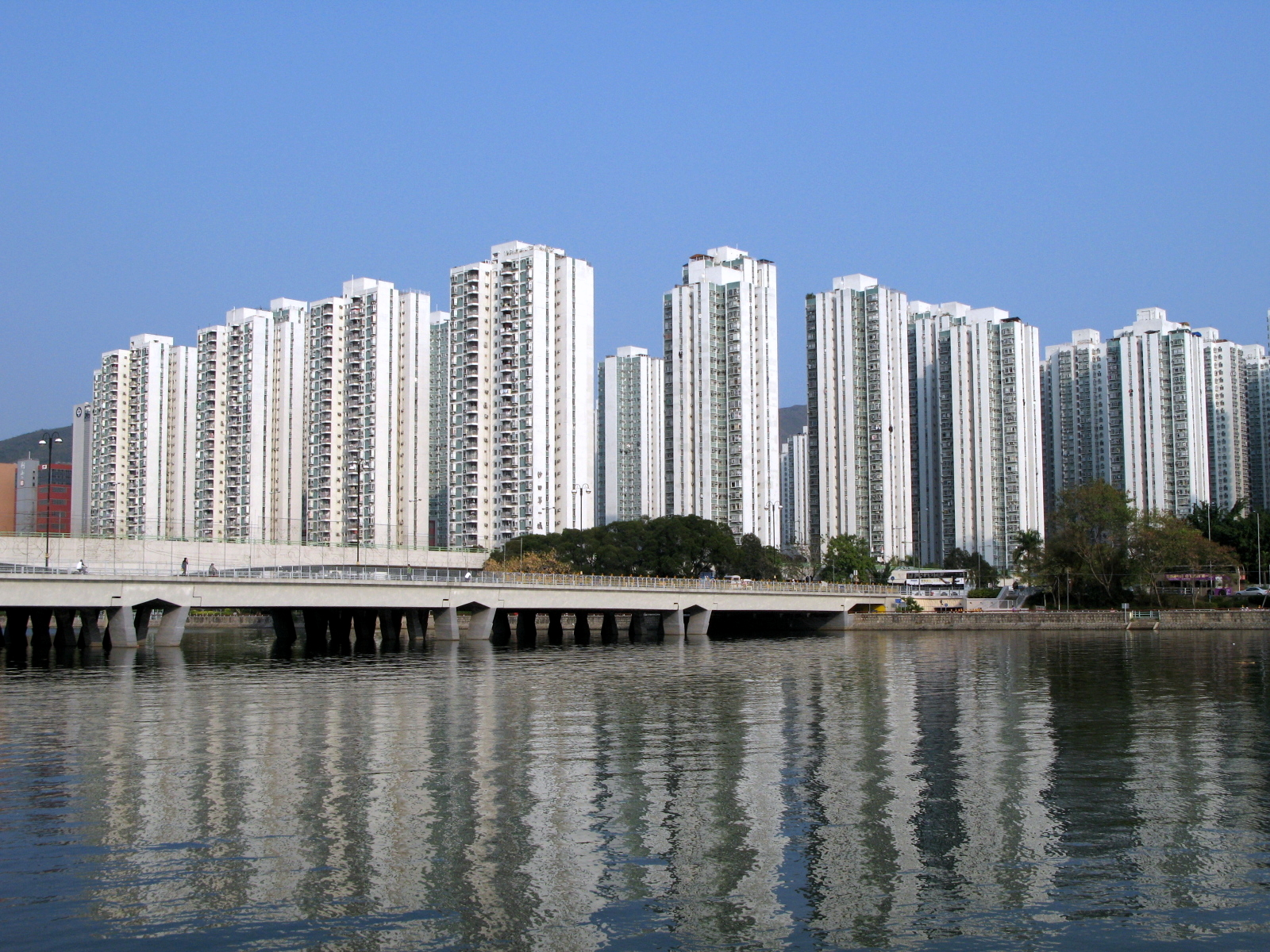
沙田第一城
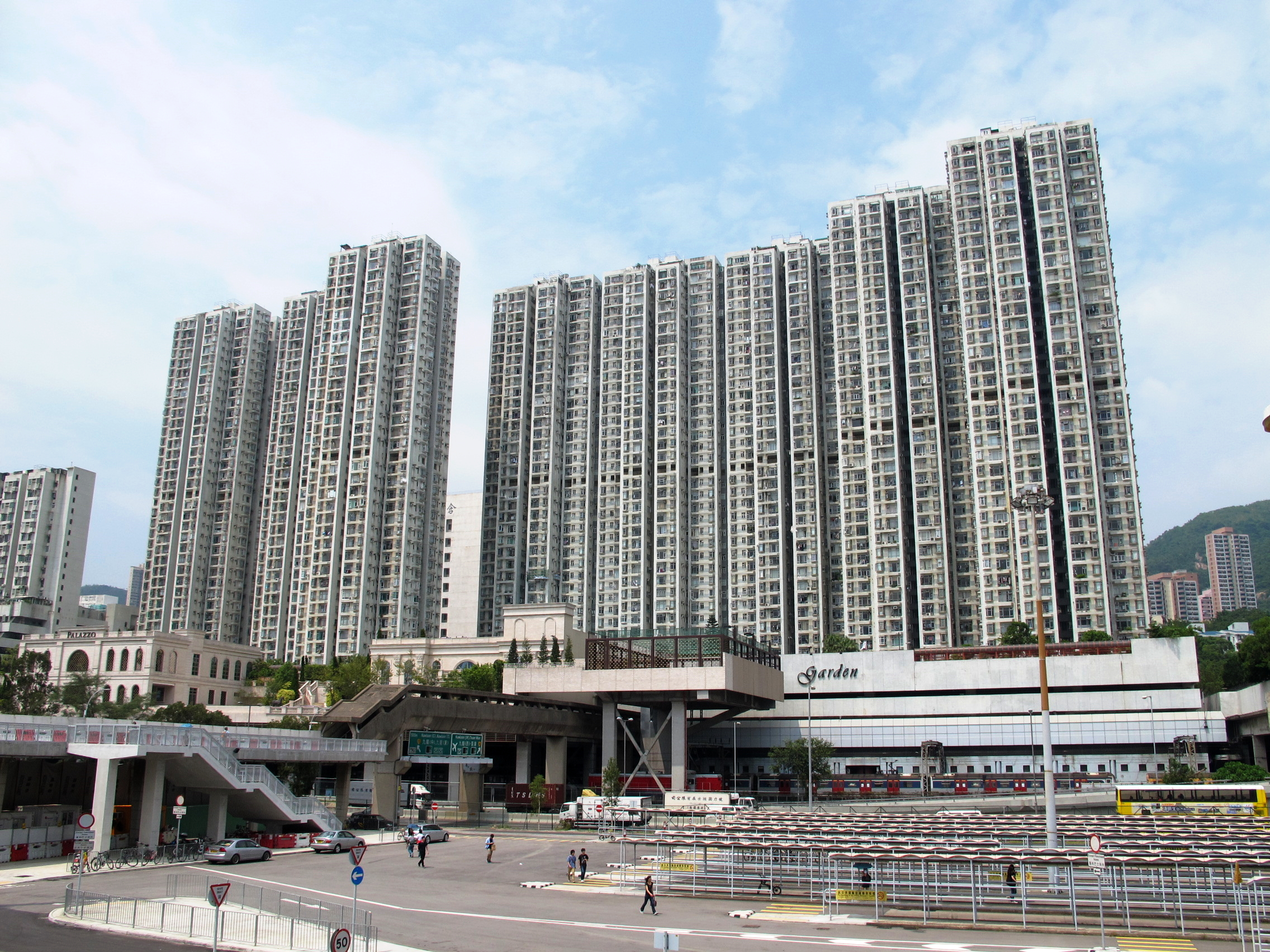
銀禧花園
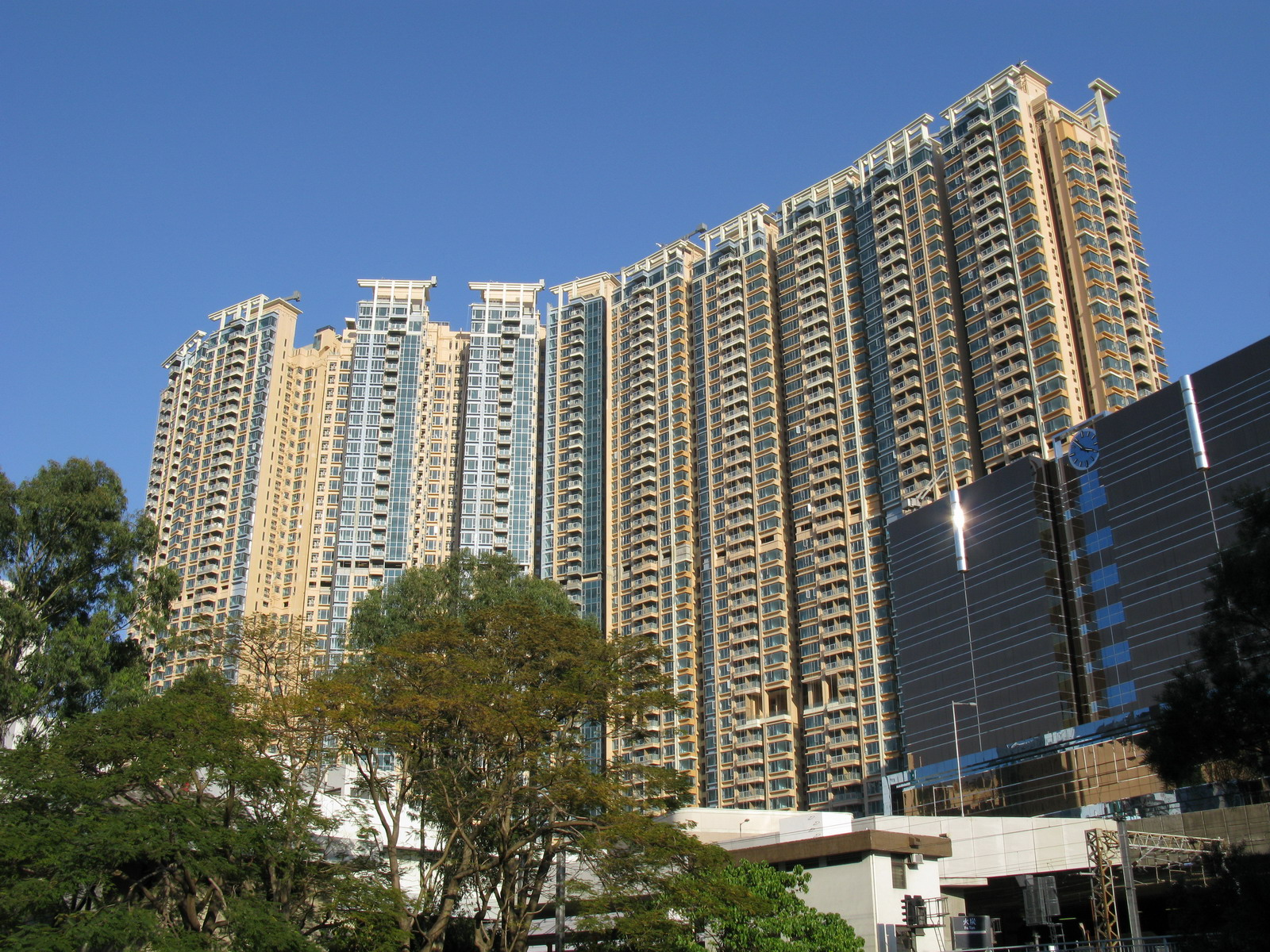
御龍山
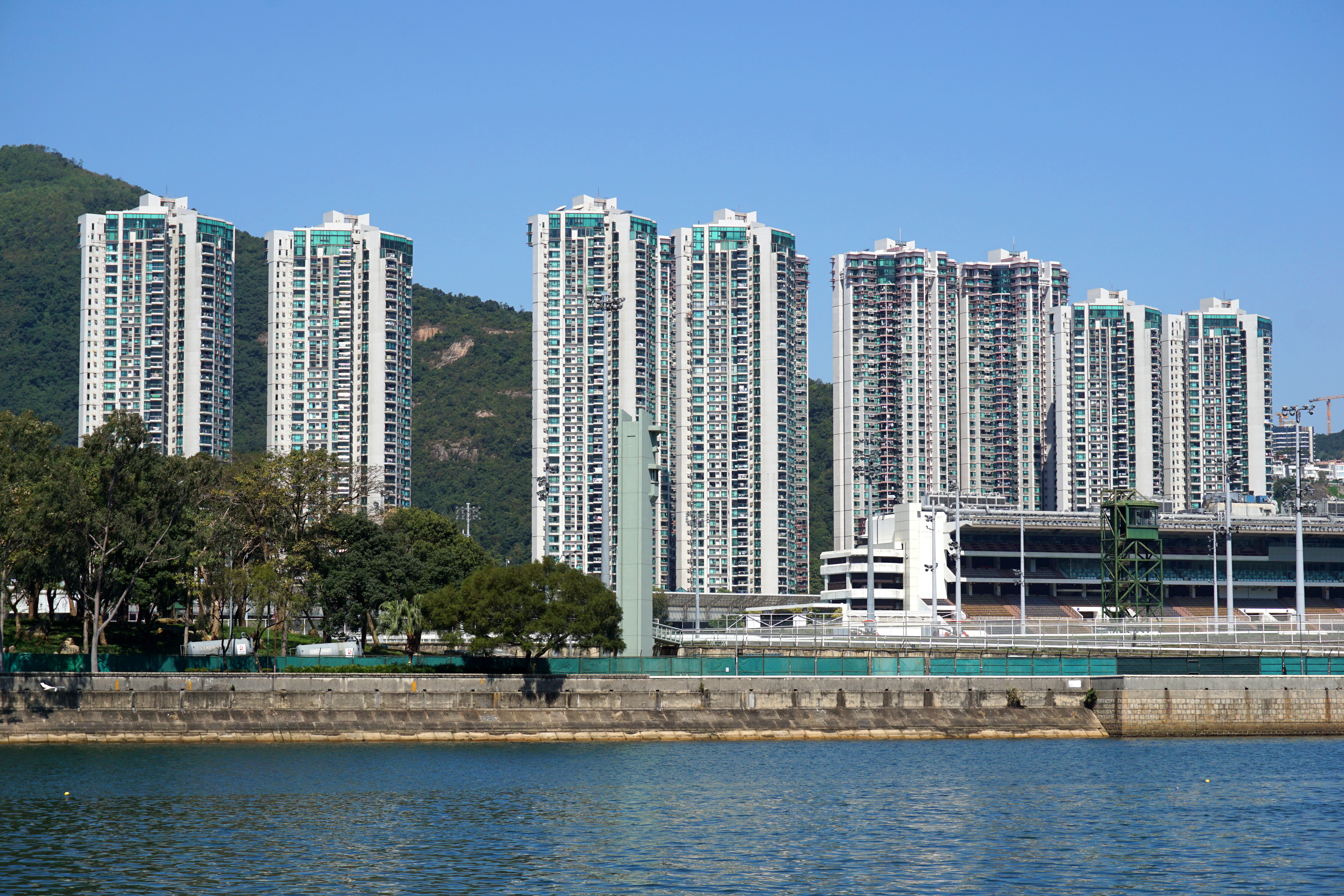
駿景園
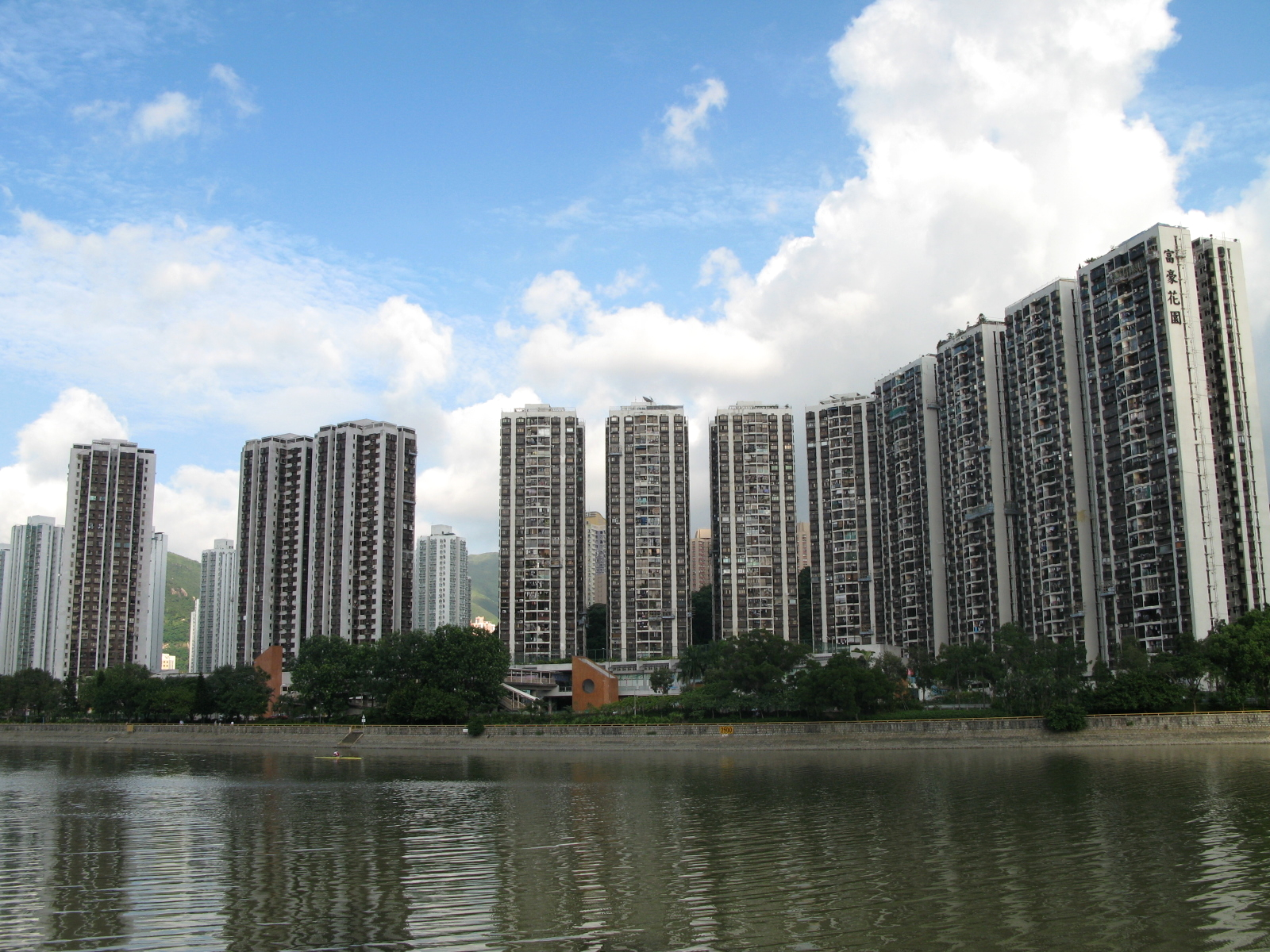
富豪花園
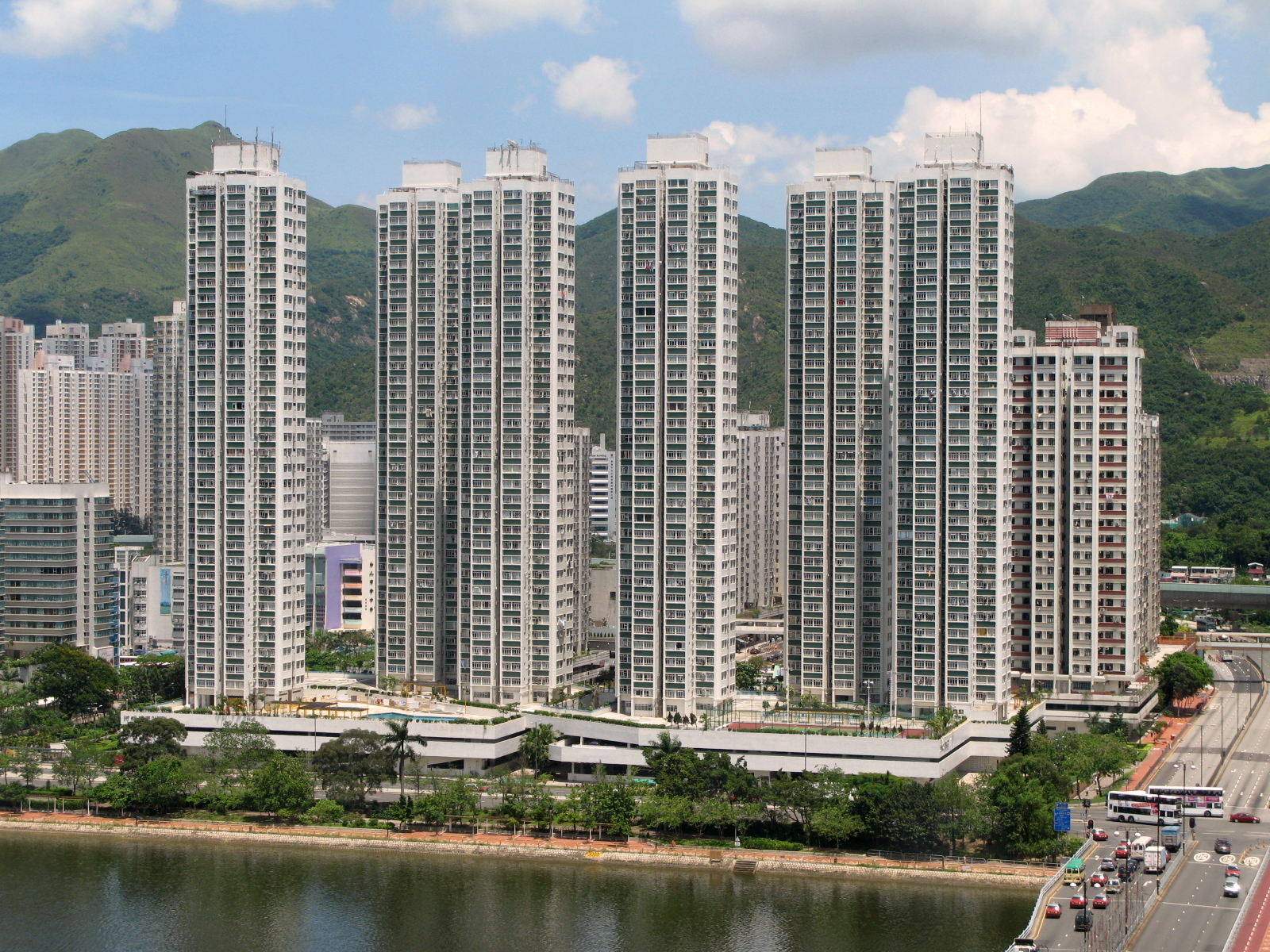
河畔花園
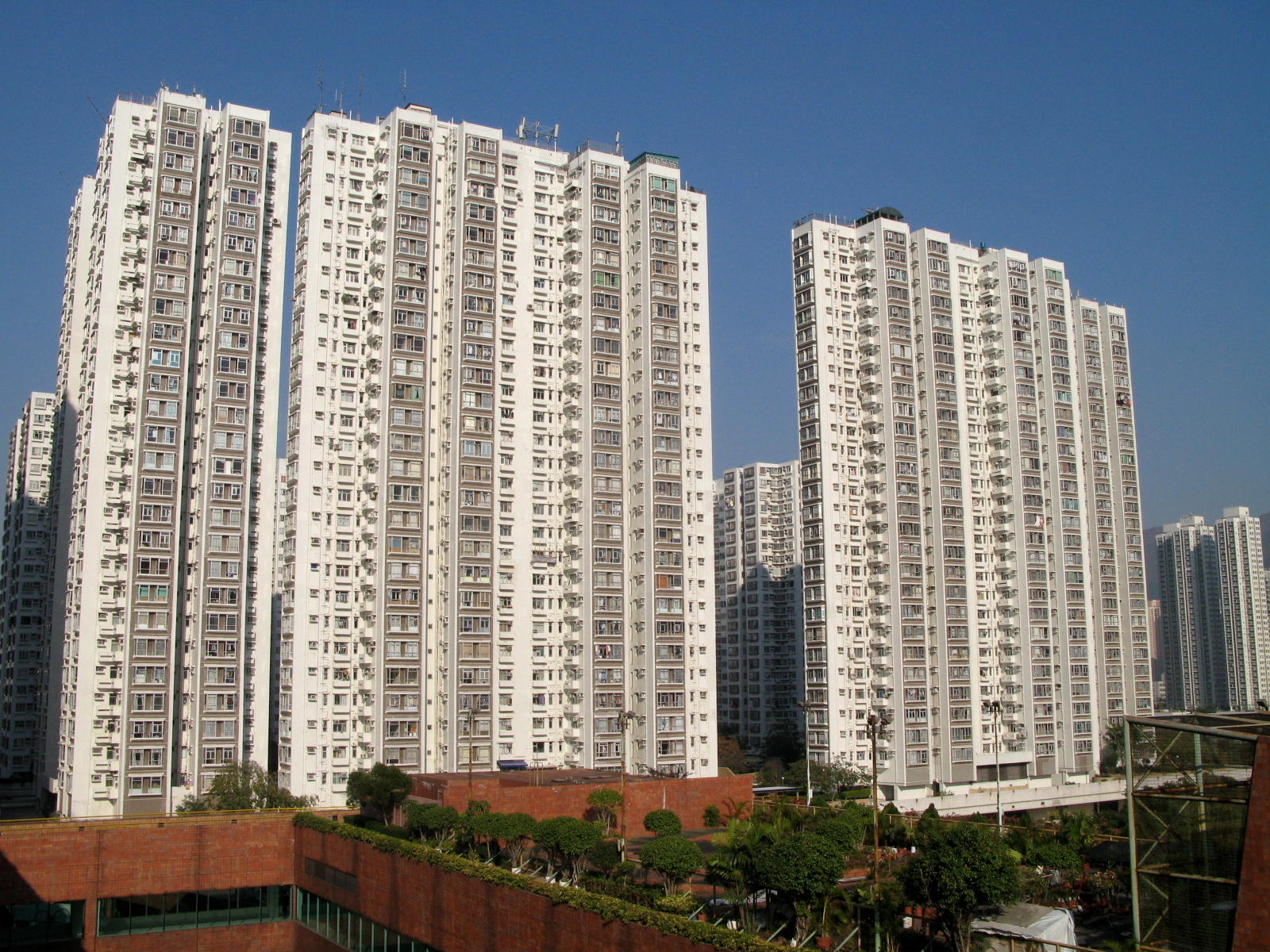
沙田中心
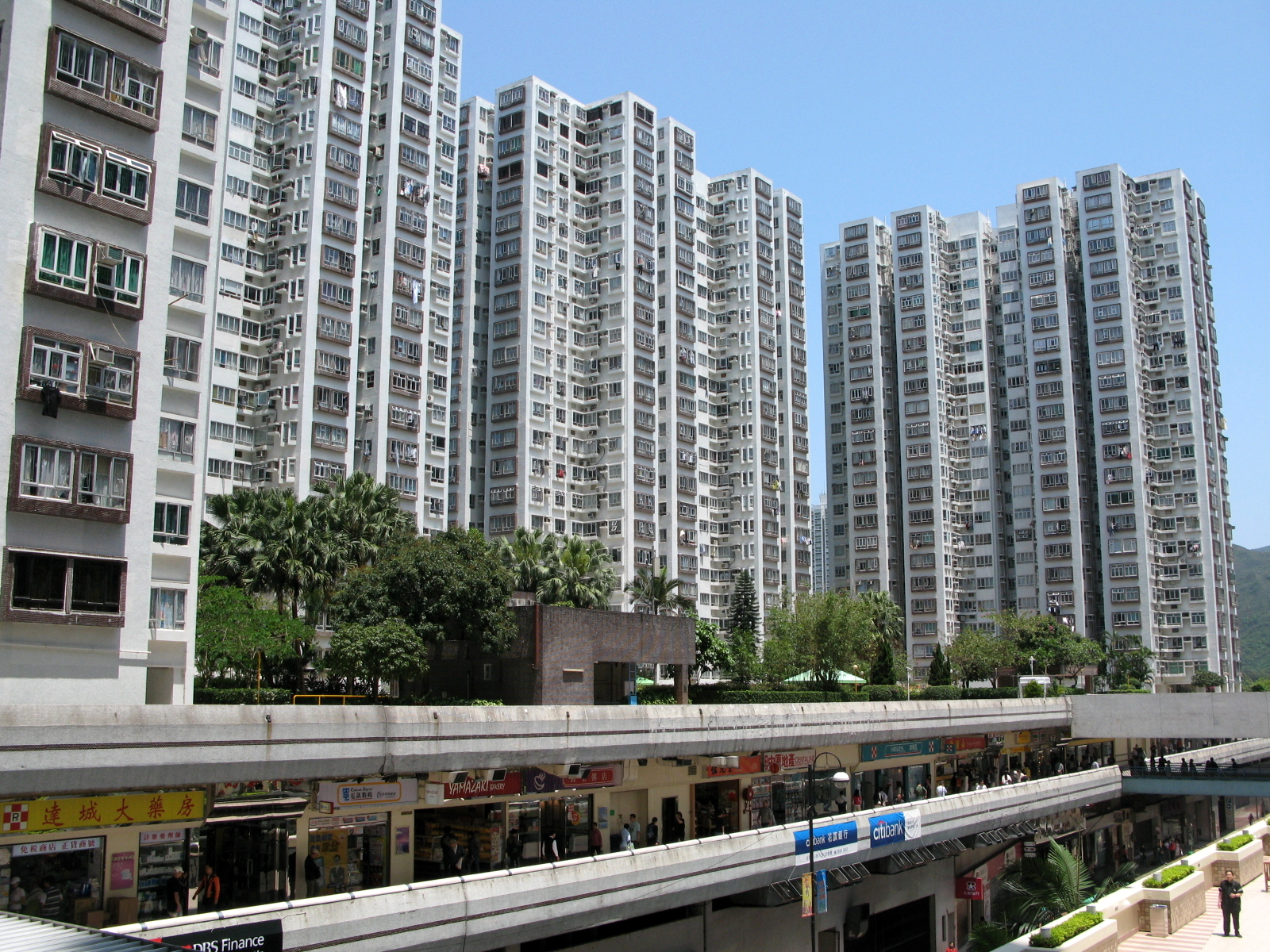
好運中心
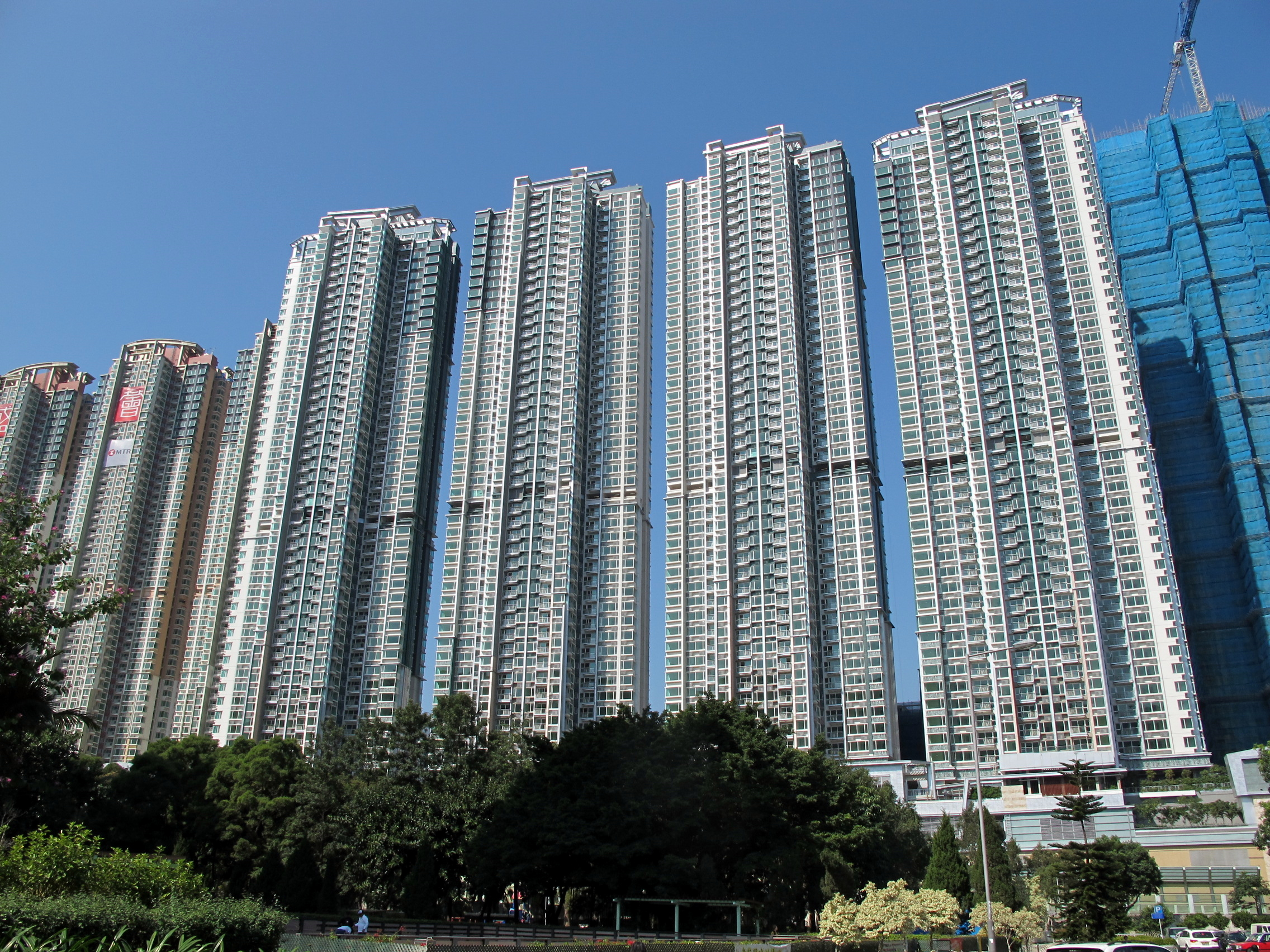
名城

### 鄉村

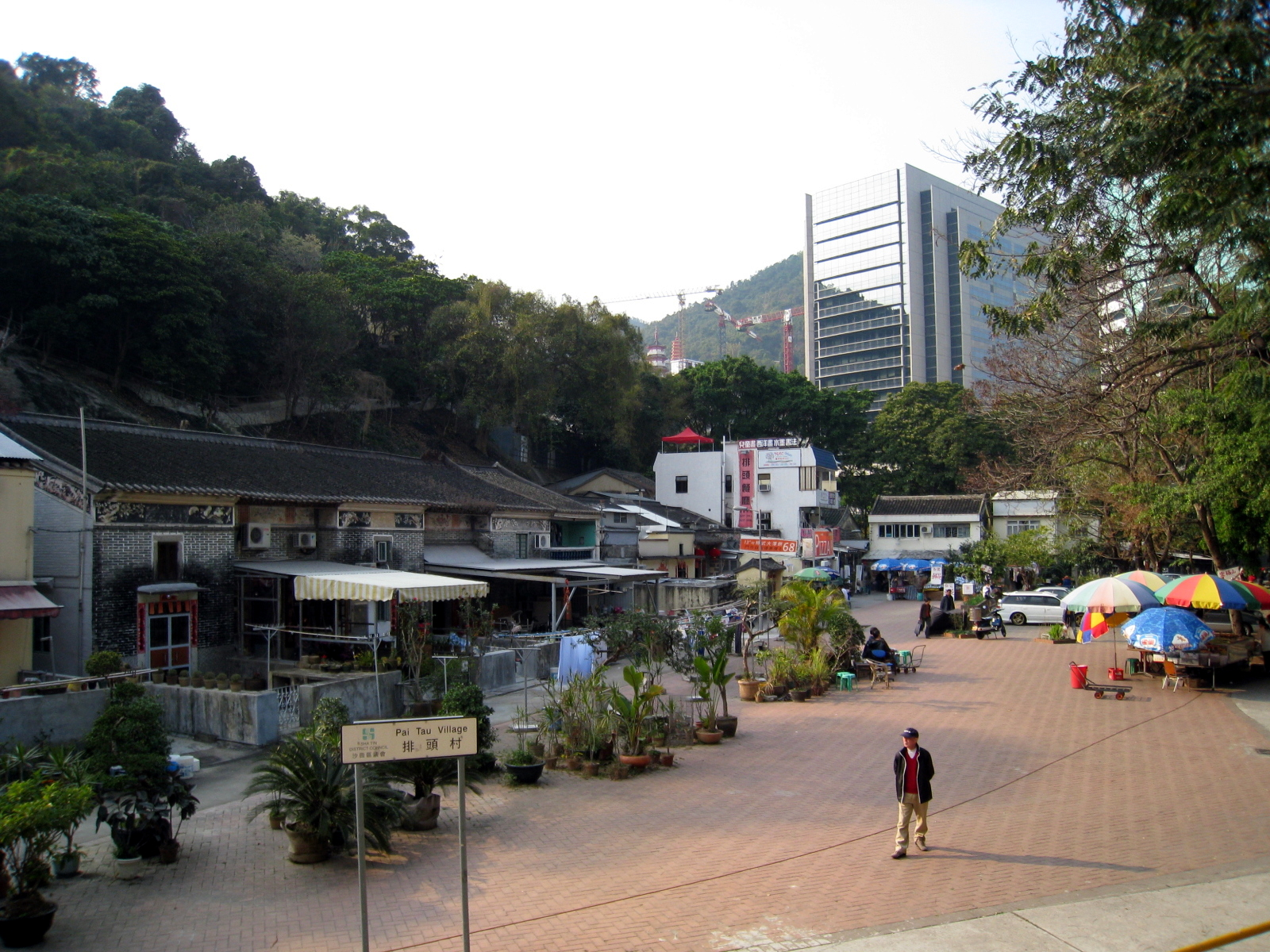
排頭村

沙田約有48條原居民鄉村，約有29,000人居住。沙田九約，是沙田的鄉事組織，主要是推動鄉村之間的合作。其中以大圍村最長久，於1547年建立。當中以韦姓最多，並相傳是韩信的後代。大圍村內有侯王宮及韋氏宗祠兩大建築。田心村亦是沙田古村之一，大約建於明朝末年，而當中以蔡氏祠堂較為著名，相傳是周文王兒子叔度（蔡叔）的後人所立的祠堂。而另一大型圍村——曾大屋，則於1867年建成，由曾貫萬建造，是僅存的最大客家式大宅。
二戰過後，沙田鄉公所成立，處理沙田九約的事務。1978年沙田鄉公所易名沙田鄉事委員會。沙田鄉事委員會設於沙田排頭，是新界鄉議局屬下會員。

### 大型商場

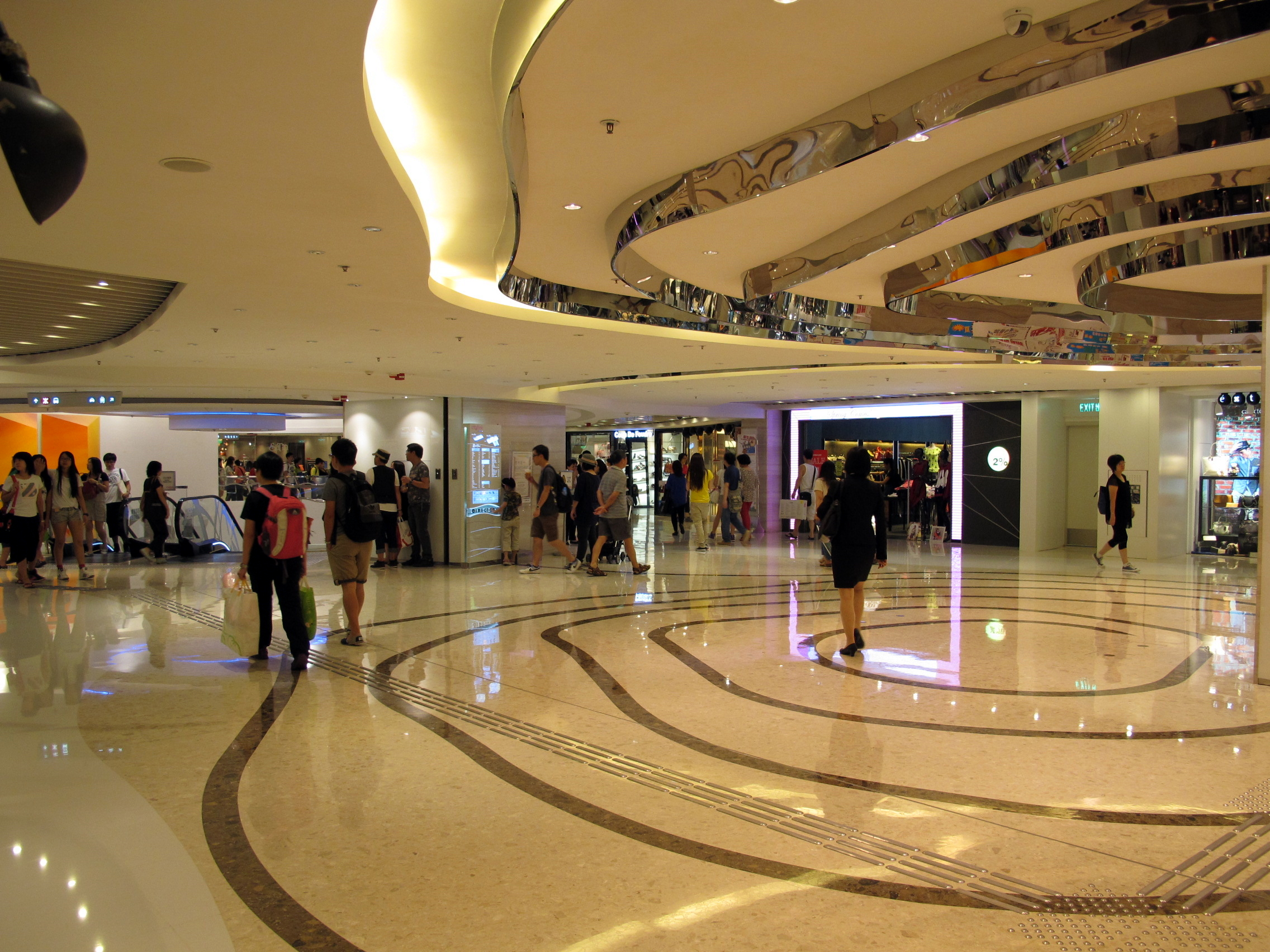
Citylink

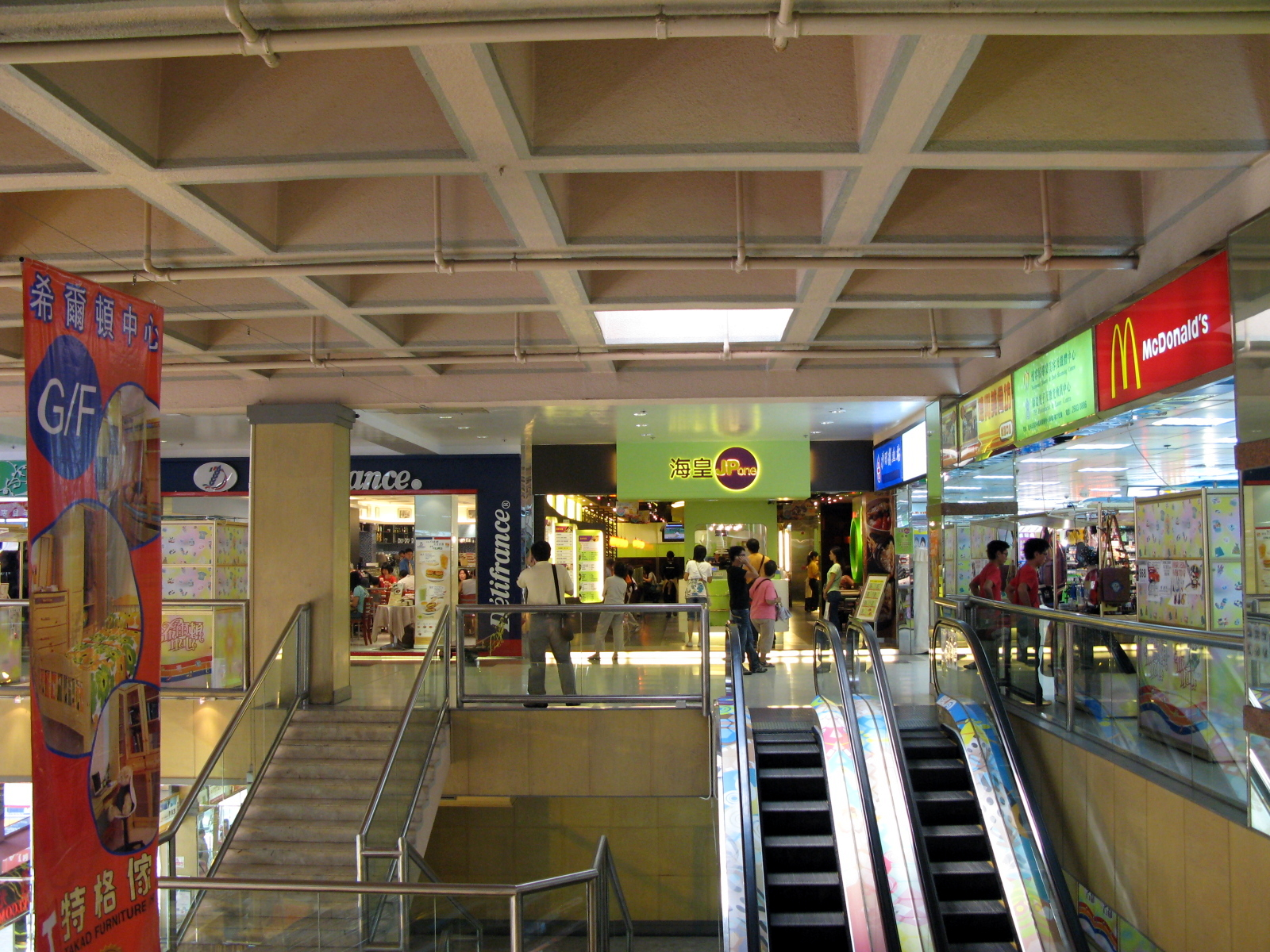
希爾頓中心商場

沙田第一城設有兩個購物商場，分別是銀城商場及第一城中心（自被置富產業信託收購後已分別改名為「置富第一城．樂薈」及「置富第一城」），是沙田首個私人購物商場，主要吸引城門河以東一帶居民購物。到2016年底石門京瑞廣場落成後，由於商場以特色的街坊小店為主，吸引了不少人特地來覓食，導致區內人流大幅增加，亦成為新興商貿地帶。
沙田區的大型購物區主要集中在沙田市中心一帶。1981年沙田市中心首個屋苑暨商場——沙田中心正式落成，成為沙田市中心首個購物商場。1983年好運中心落成，並以天橋連接沙田中心。1984年九廣鐵路（現已併入港鐵）沙田站旁邊的新城市廣場落成，為第一個在新市鎮建成的大型購物商場。1995年沙田車站上蓋改裝為連城廣場。
現時沙田市中心有14條行人天橋（包括新城市廣場連接南北兩翼的行人天橋，最遠連接至禾輋邨美和樓，全長超過2公里）連接各大商場，令沙田市中心成為一個大型購物中心，亦使該地帶成為新界東的最主要購物區）。
政府曾計劃興建天橋連接沙田市中心唯一未被連接的新城市中央廣場，除了可方便遊客外，亦讓市民更快捷到達沙田政府合署，無需繞經沙田站。但至今因排頭村居民以天橋會破壞該村居民生活環境及百多年的風水為理由，加上因為財政問題而並未獲得接納，所以仍未興建該天橋，現時前往該處仍然要途徑沙田站的上蓋行人天橋前往。除了以上較大型的購物商場外，沙田市中心附近還有沙田廣場、希爾頓中心及偉華商場。
而以新港城中心及馬鞍山廣場組成的購物中心，亦成為馬鞍山新市鎮最大的購物中心。另外於火炭一帶，沙田商業中心、駿景園及銀禧花園亦自設商場，方便火炭居民於附近購物。
2023年7月22日，位於大圍站上蓋的柏傲莊設62萬呎大型商場圍方正式開幕，是大圍首個大型商場。

## 公共設施

### 教育

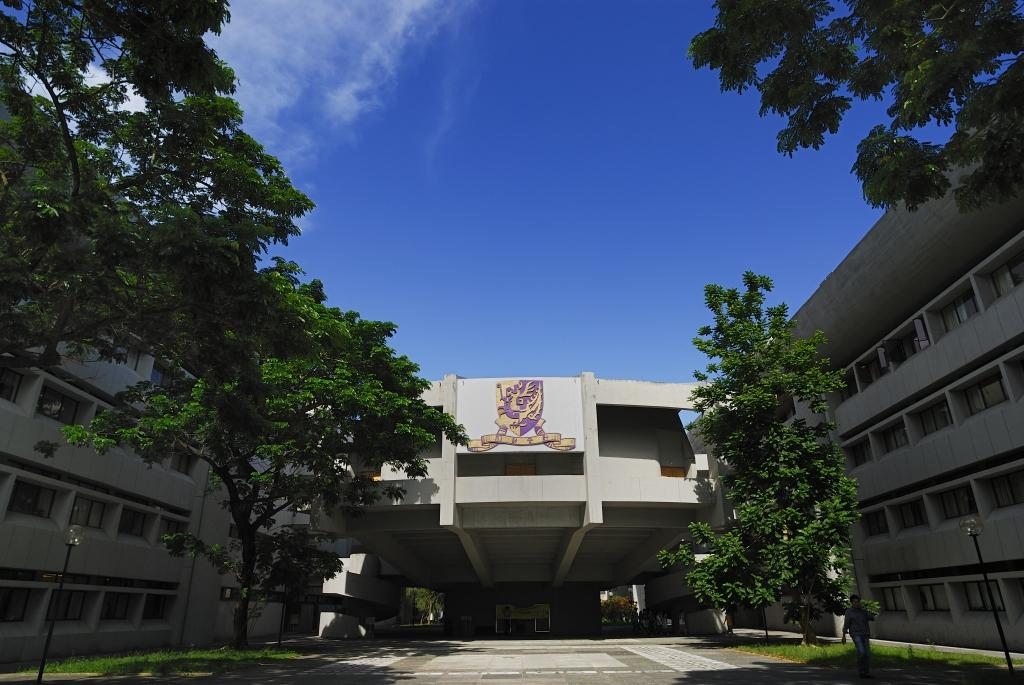
香港中文大学科學館

#### 大專院校
香港中文大學在馬料水的校舍於1969至1973年落成，包括新亞書院、崇基學院和聯合書院，而當時九廣鐵路（英段）（今港鐵東鐵綫）的馬料水站也配合改稱大學站。而在1986年至2007年間，中大另有六所書院以捐贈方式成立。
恒生管理學院於2010年註冊成為一所專上學院，由恒生商學書院成立及轉化而成。2018年10月30日，行政長官會同行政會議通過恒生管理學院正名為香港恒生大學，成為香港第二間私立大學, 這是該區的第二所大學。
此外沙田工業學院在1985年於火炭成立，現已易名為香港專業教育學院沙田分校。
香港浸會大學在石門一帶興建「石門（沙田）校園」，主要作為自資學士學位課程及副學士課程的上課地點，以及設立香港浸會大學附屬學校王錦輝中小學，上述校舍已於2006年落成啟用。
香港伍倫貢學院原先於九龍城御豪門及豪門、德福花園及城大校園設校，已於2023年遷入柏傲莊預留樓層，成為沙田區第五所大專院校。
香港明愛於沙田圍崗背街7號聖本篤堂2樓設有明愛社區進修中心；而文禮路18-24號沙田馬登基金中學舊址曾為同系明愛社區書院，現擬作局部重建，成為聖方濟各大學沙田校園，預計2027-30年間分期建成，亦是落戶沙田區的第六所大專院校。

##### 基督宗教神學院校
- 中國浸信會神學院
- 信義宗神學院
- 牧職神學院

#### 中學教育
截至2021年，沙田區共有53間中學，包括3間官立小學，39間津貼中學，11間直資中學，是香港所有地區中最多的。林大輝中學及賽馬會體藝中學等學校都位於沙田區。此外沙田亦是全港最多英文中學的區域。

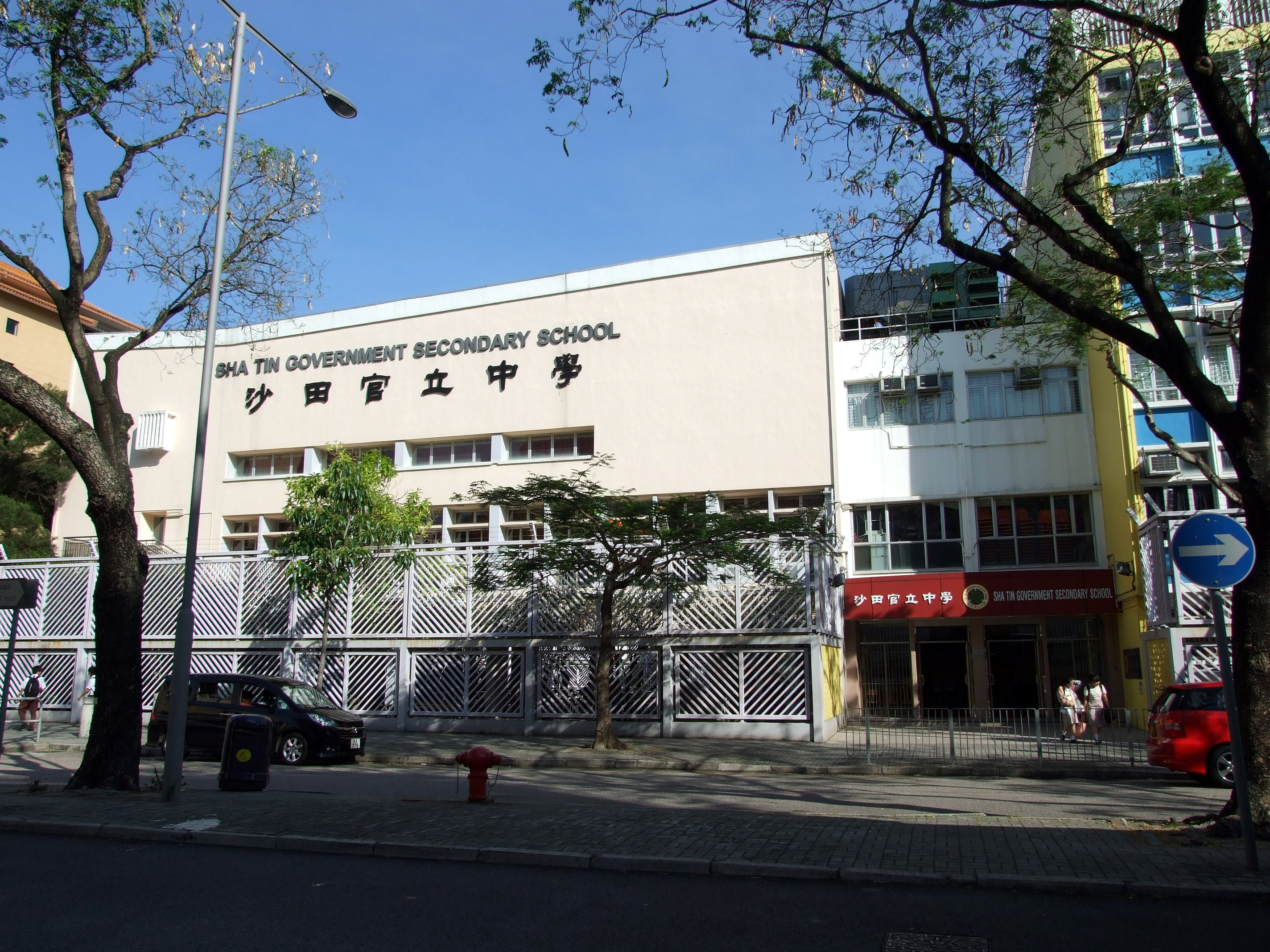
沙田官立中學
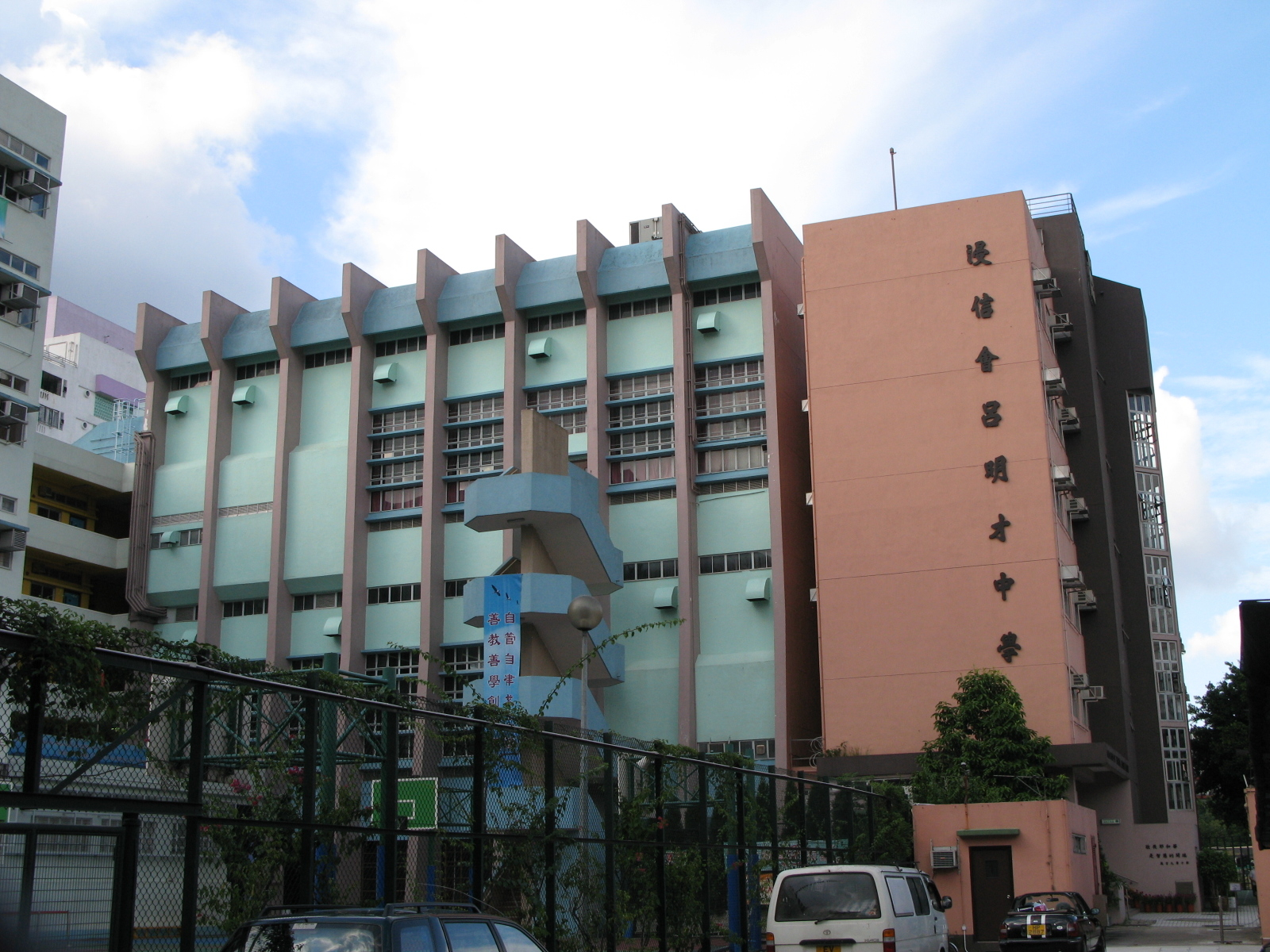
浸信會呂明才中學
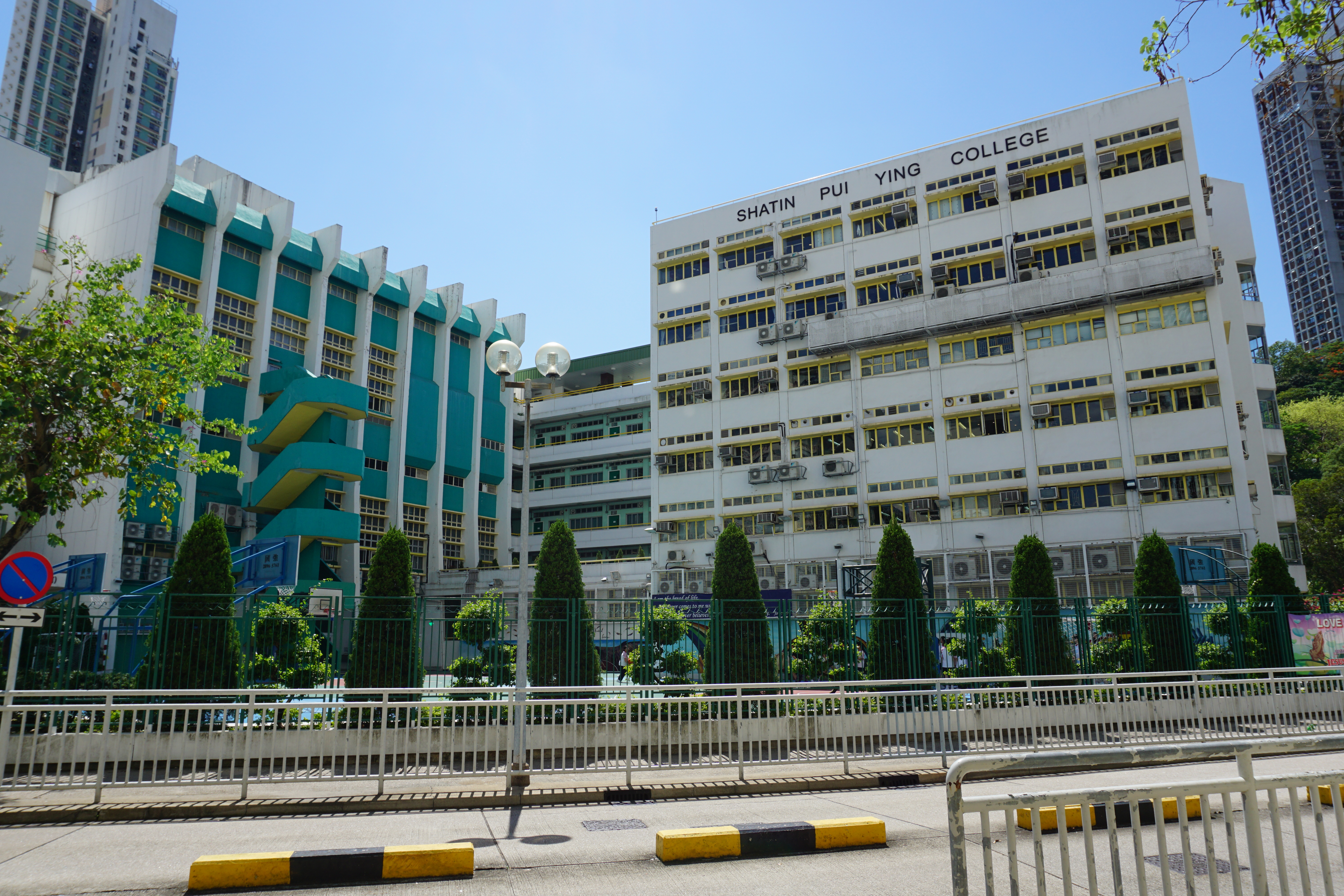
沙田培英中學
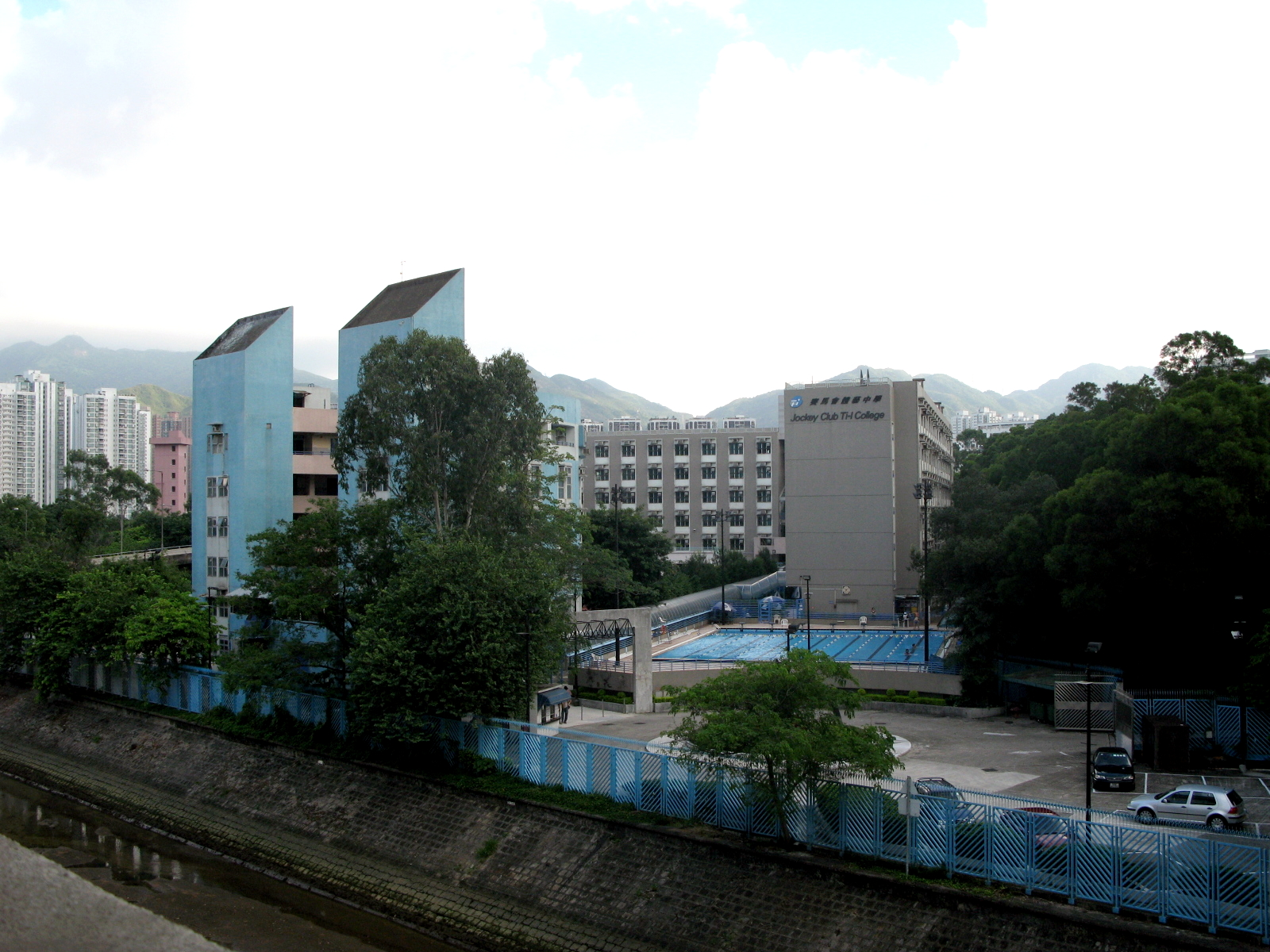
賽馬會體藝中學
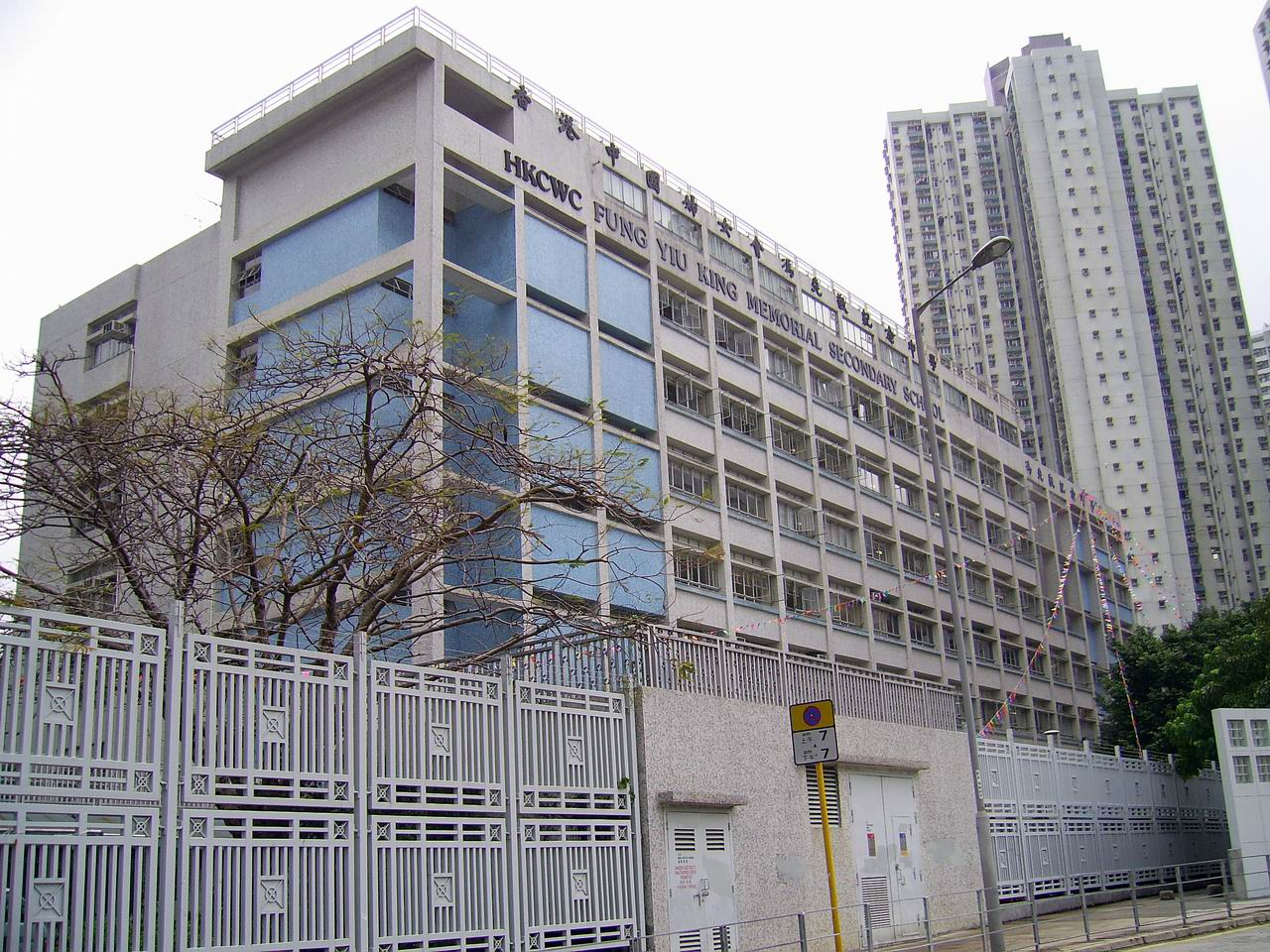
香港中國婦女會馮堯敬紀念中學
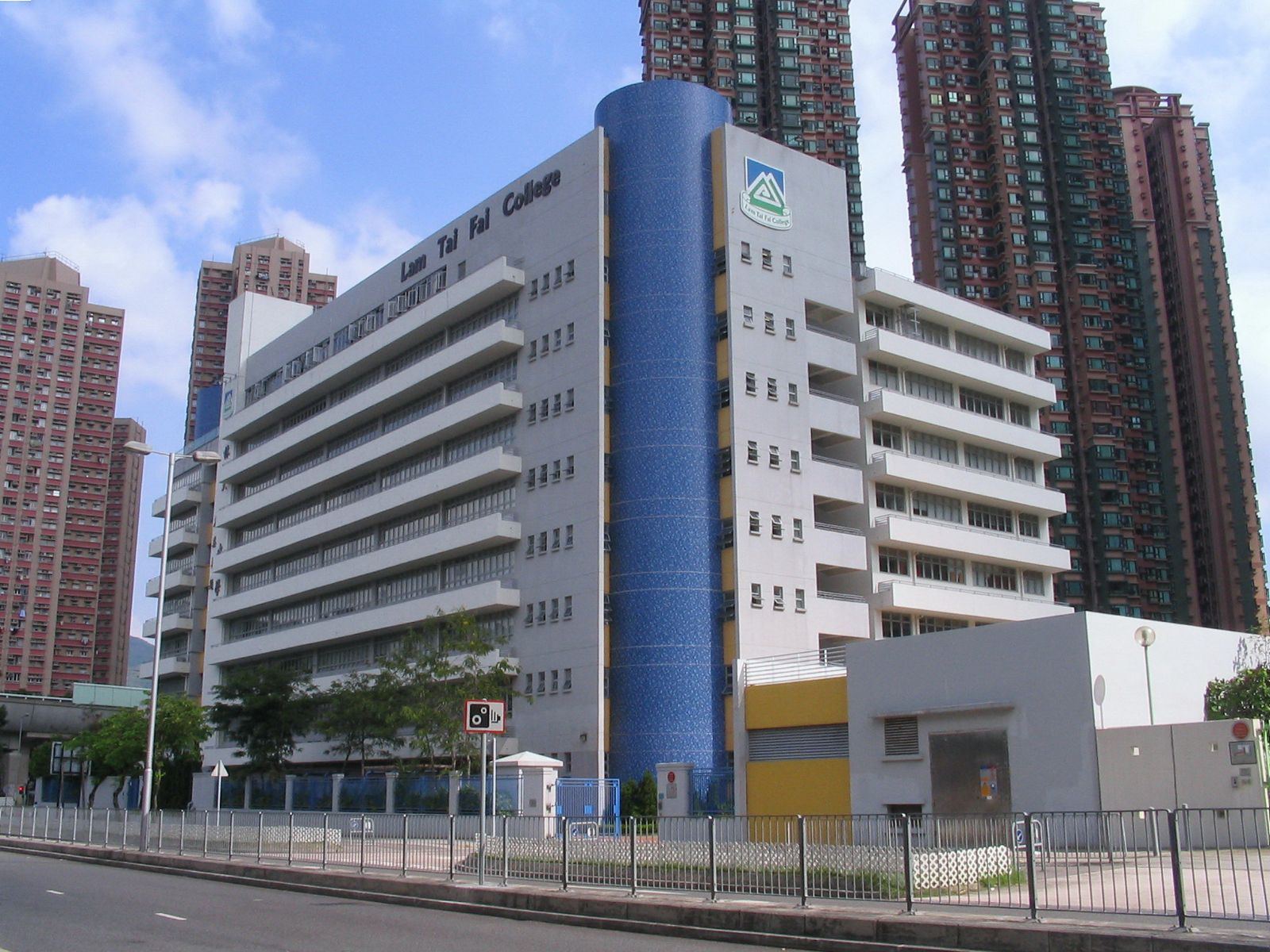
林大輝中學
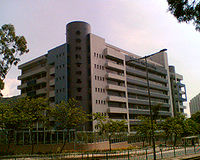
香港神託會培基書院
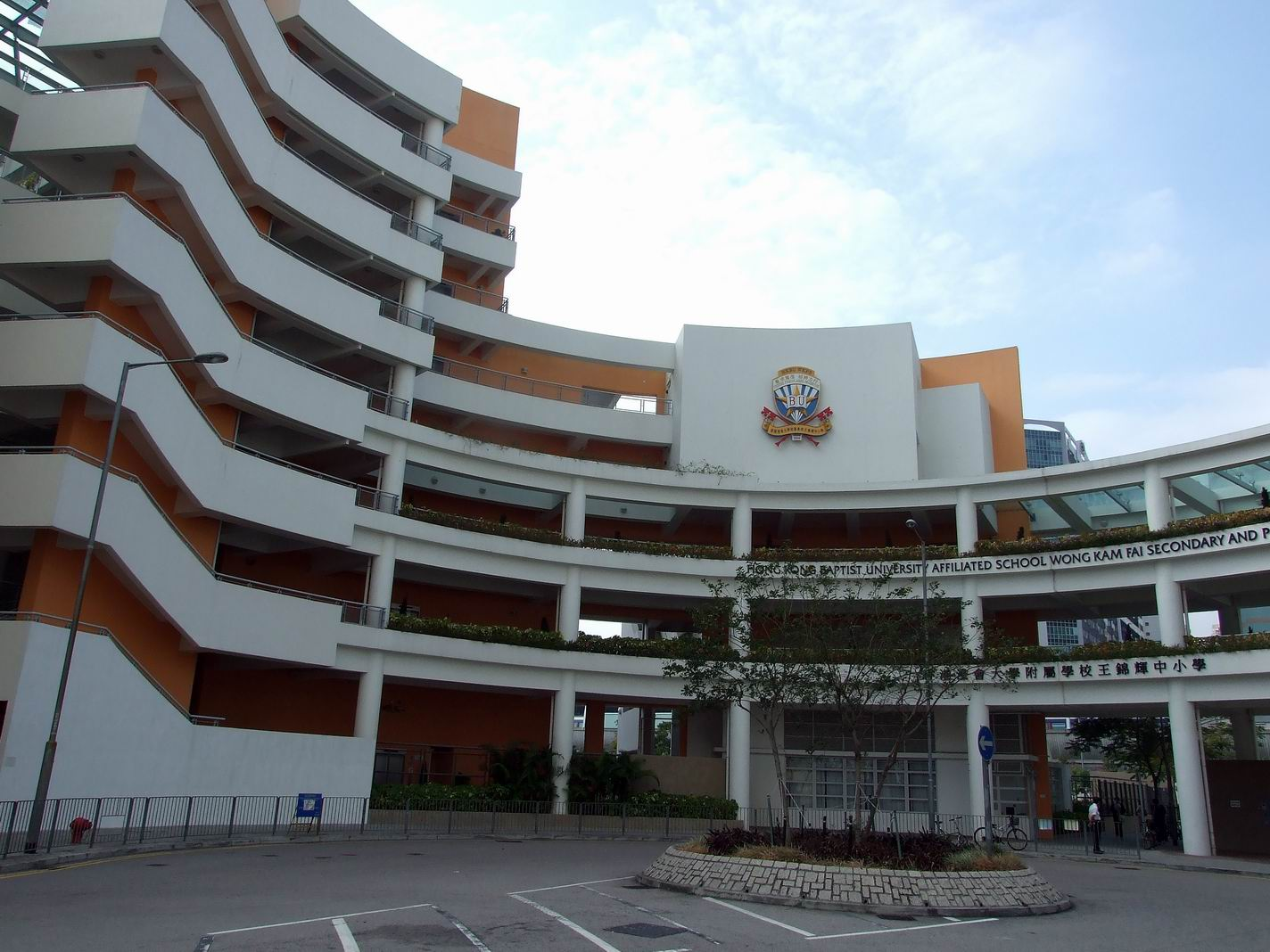
香港浸會大學附屬學校王錦輝中小學
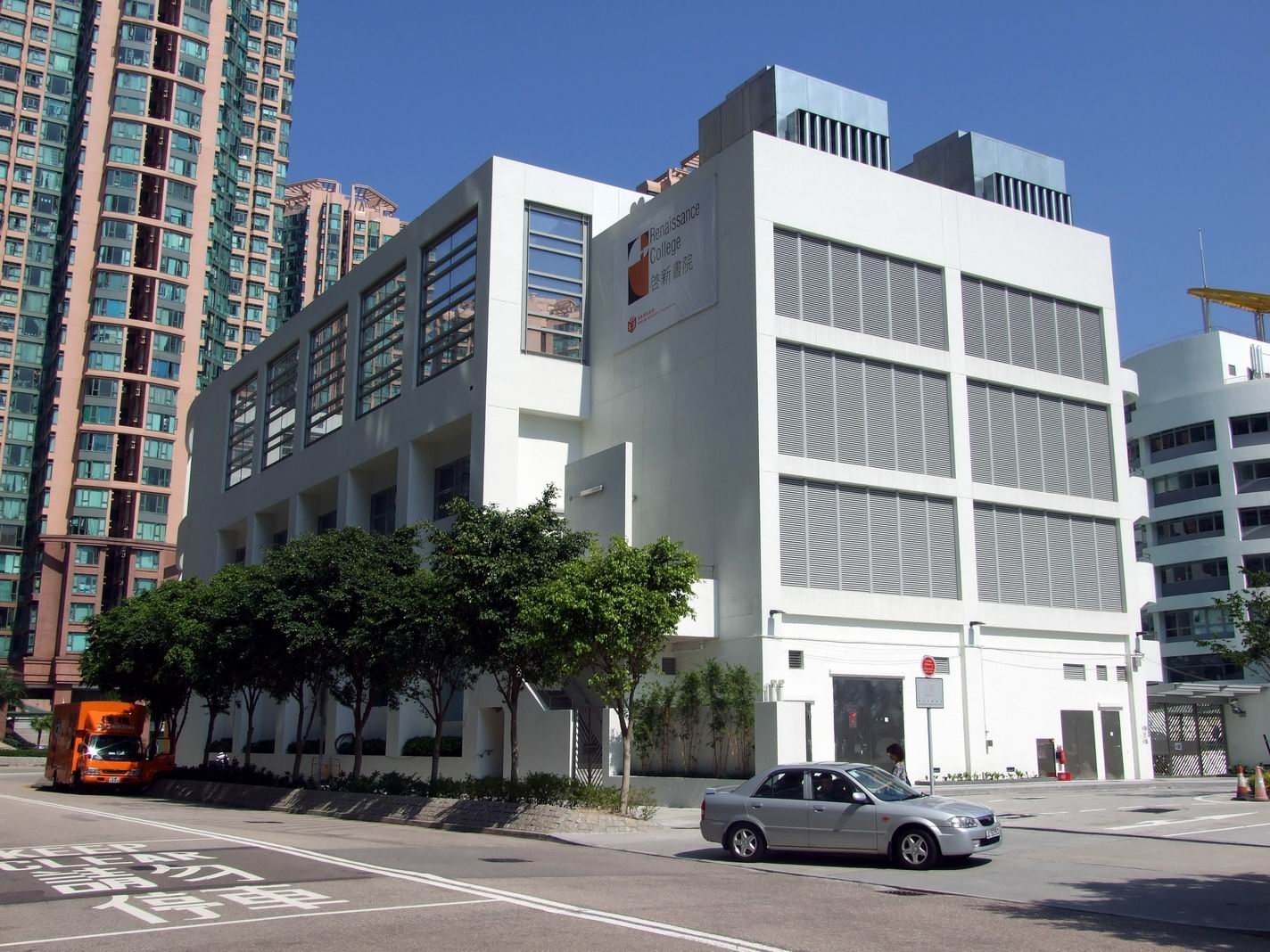
啟新書院

#### 小學教育
由於香港出生率於近年來持續偏低，近年有部份沙田區小學被迫停辦。截至2015年，沙田共有40間小學。

#### 體育學院
- 香港體育學院

### 醫療服務

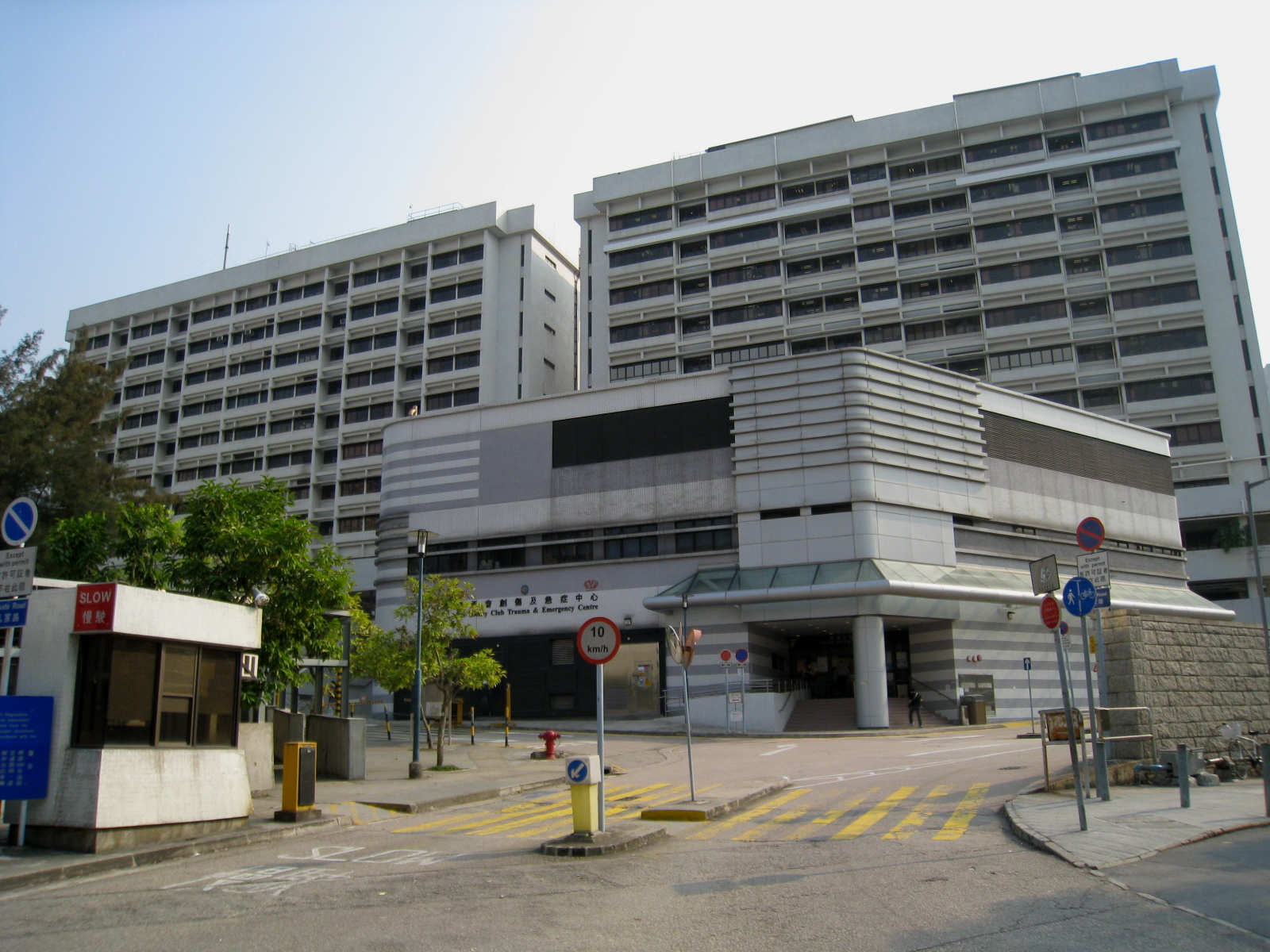
威爾斯親王醫院

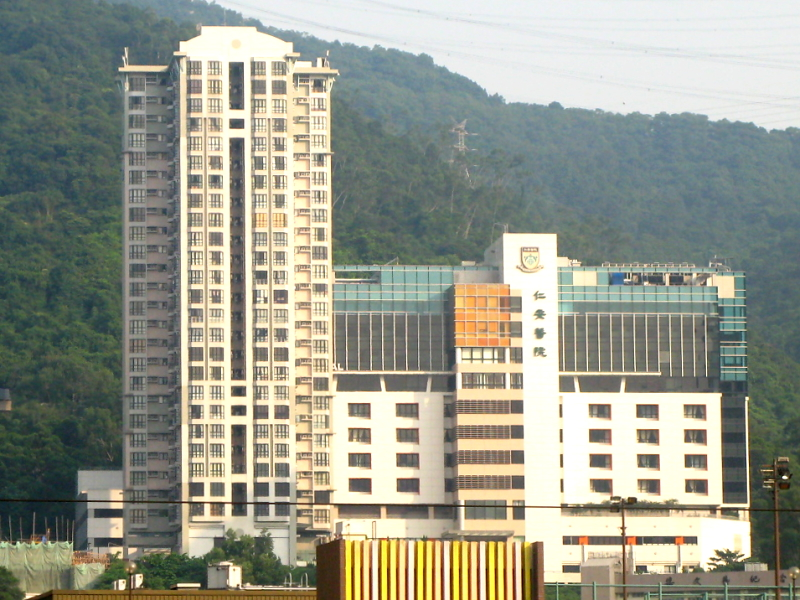
仁安醫院

位於圓洲角一帶的威爾斯親王醫院於1982年正式啟用，是全港首間全院設有空氣調節的政府醫院，提供約1360張病床和24小時急症室服務，並附設李嘉誠專科診所，也是香港中文大學的實習醫院。沙田區的另一間公營醫院是沙田醫院，於1991年12月啟用，共有病床650張。沙田亦於大圍、瀝源、圓洲角及馬鞍山設有公營診所，提供普通科醫療服務。另外於1994年啟用的仁安醫院，是新界東區首間私家醫院。而沙田慈氏護養院及白普理寧養中心則提供療養服務。以下為沙田區醫院列表：
公營醫院
- 威爾斯親王醫院（醫管局新界東聯網）
- 沙田醫院

公營診所
- 瀝源普通科門診診所
- 馬鞍山家庭醫學中心
- 沙田（大圍）普通科門診診所
- 圓洲角普通科門診診所

公營護理院
- 沙田慈氏護養院
- 白普理寧養中心

私營醫院
- 仁安醫院
- 香港中文大學醫院

Commons:===文康娛樂===
香港各大電視台的發射站位於沙田慈雲山山頂

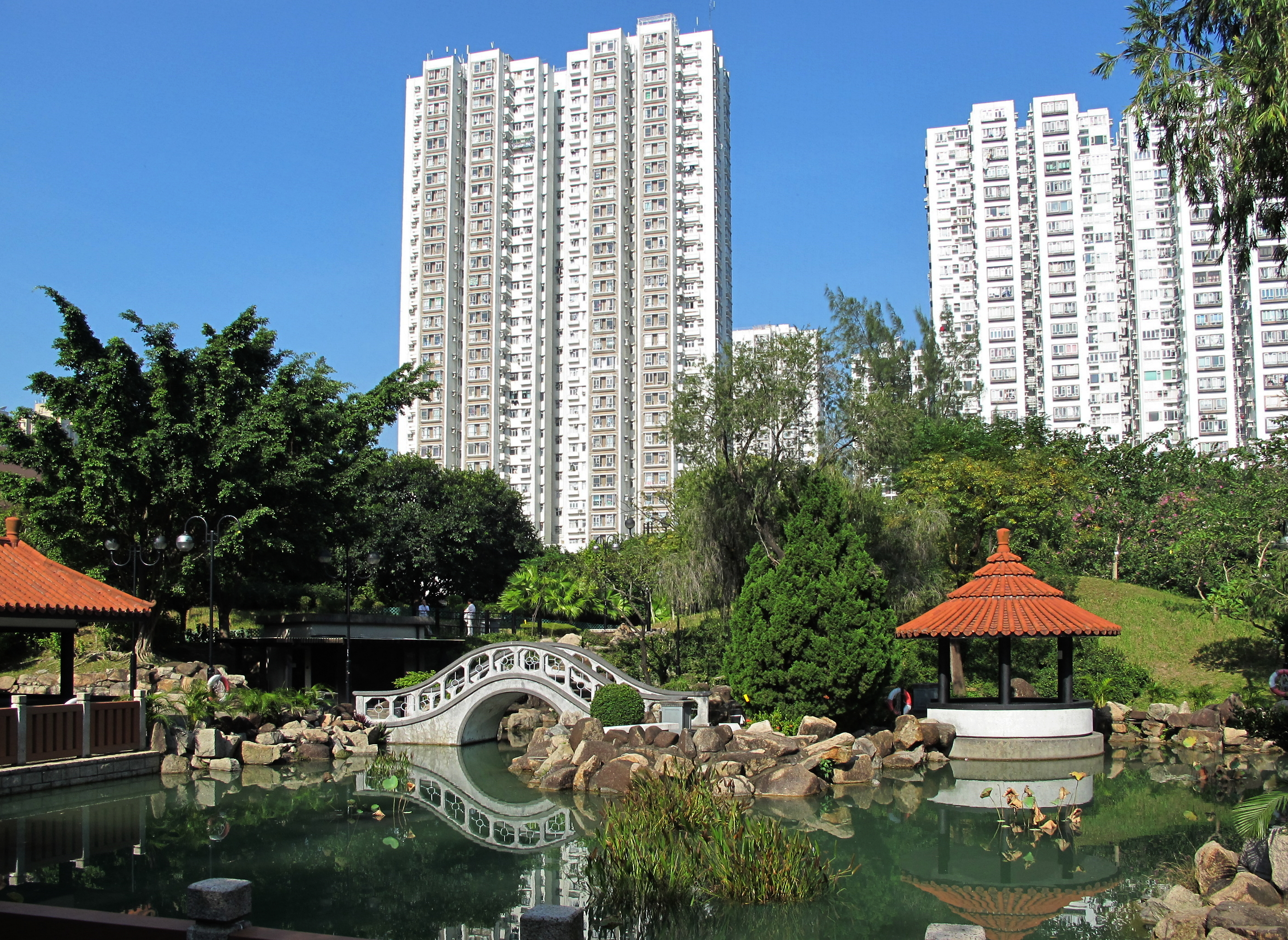
沙田公園

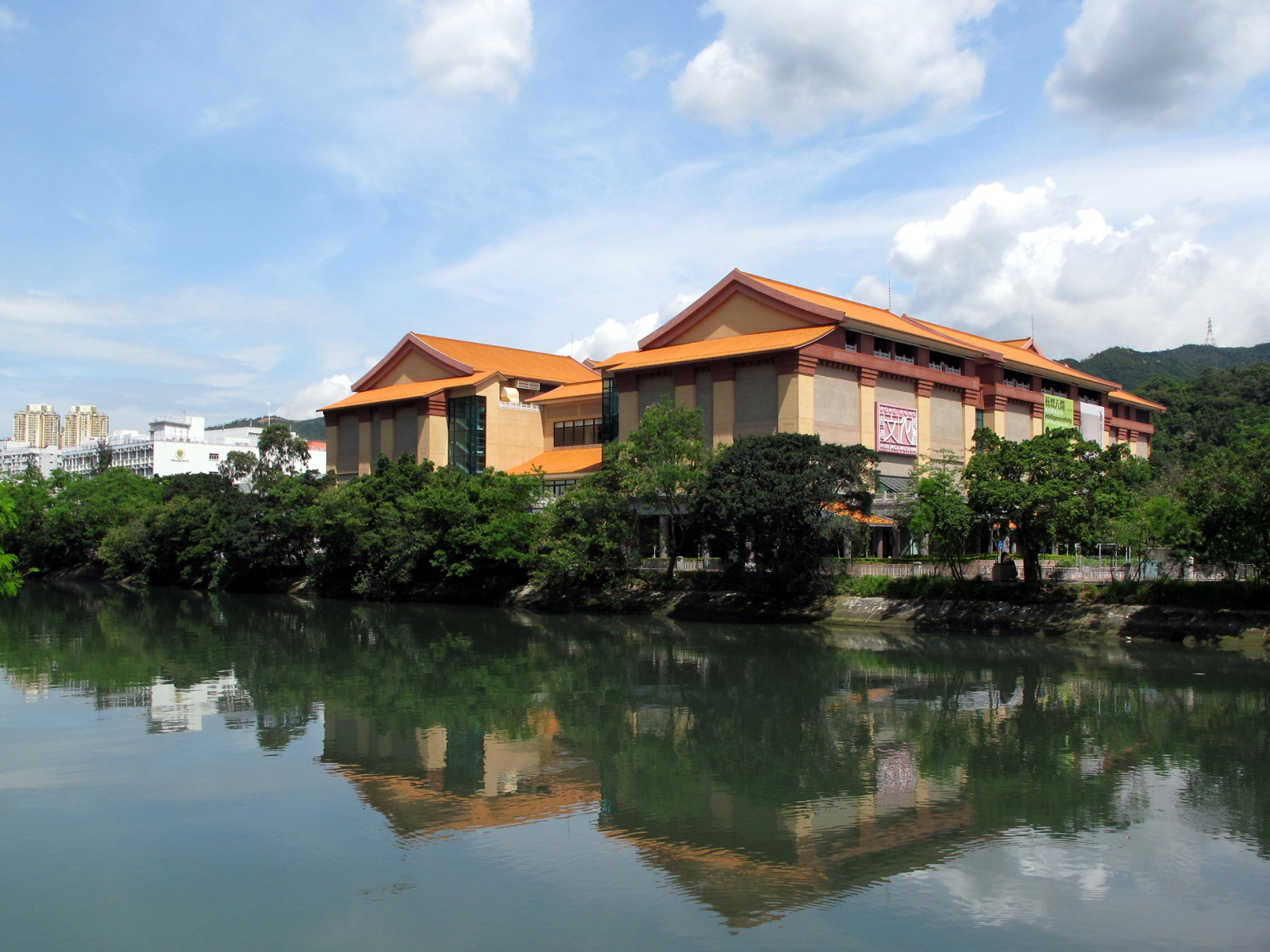
香港文化博物館

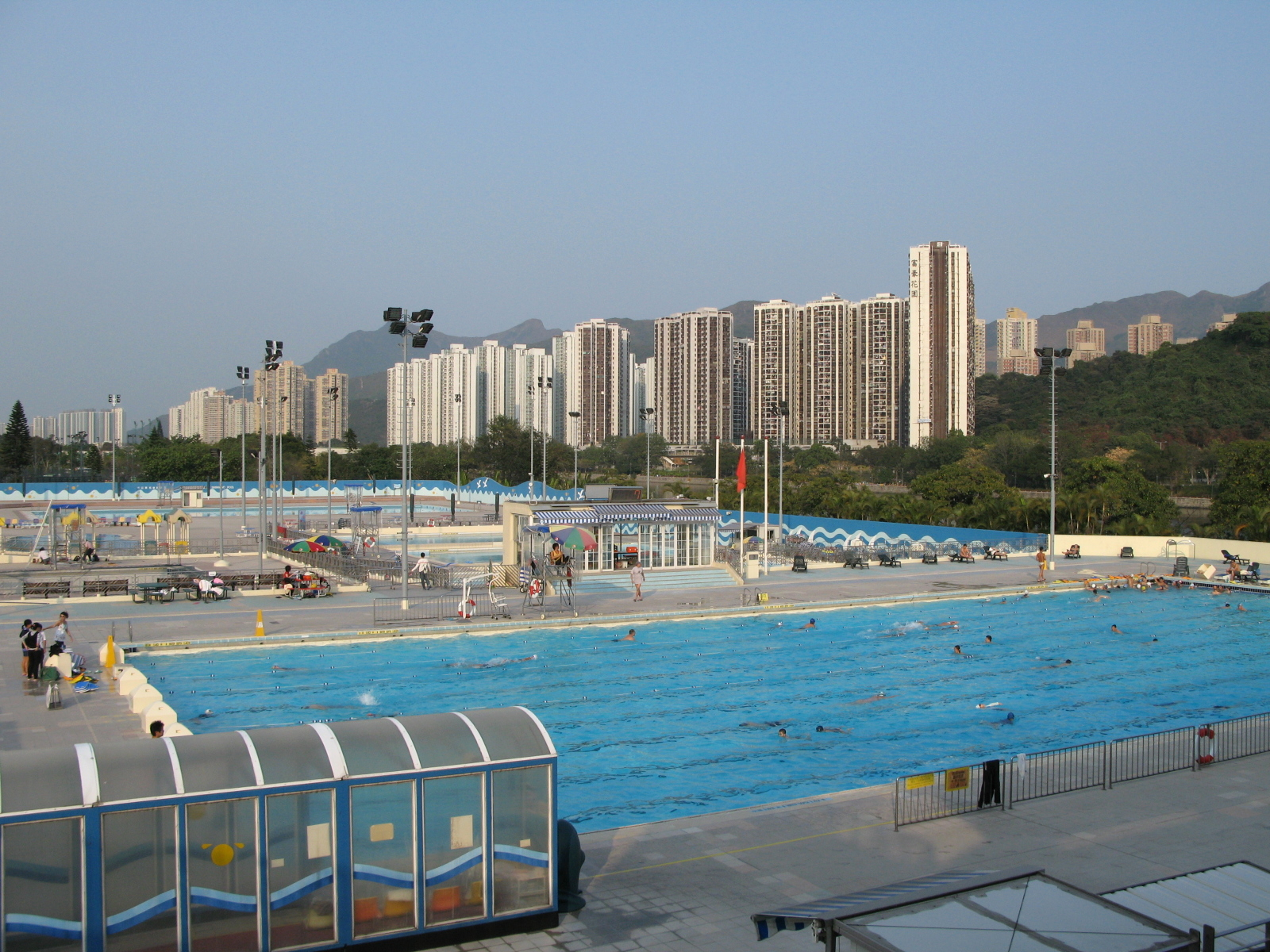
沙田賽馬會游泳池

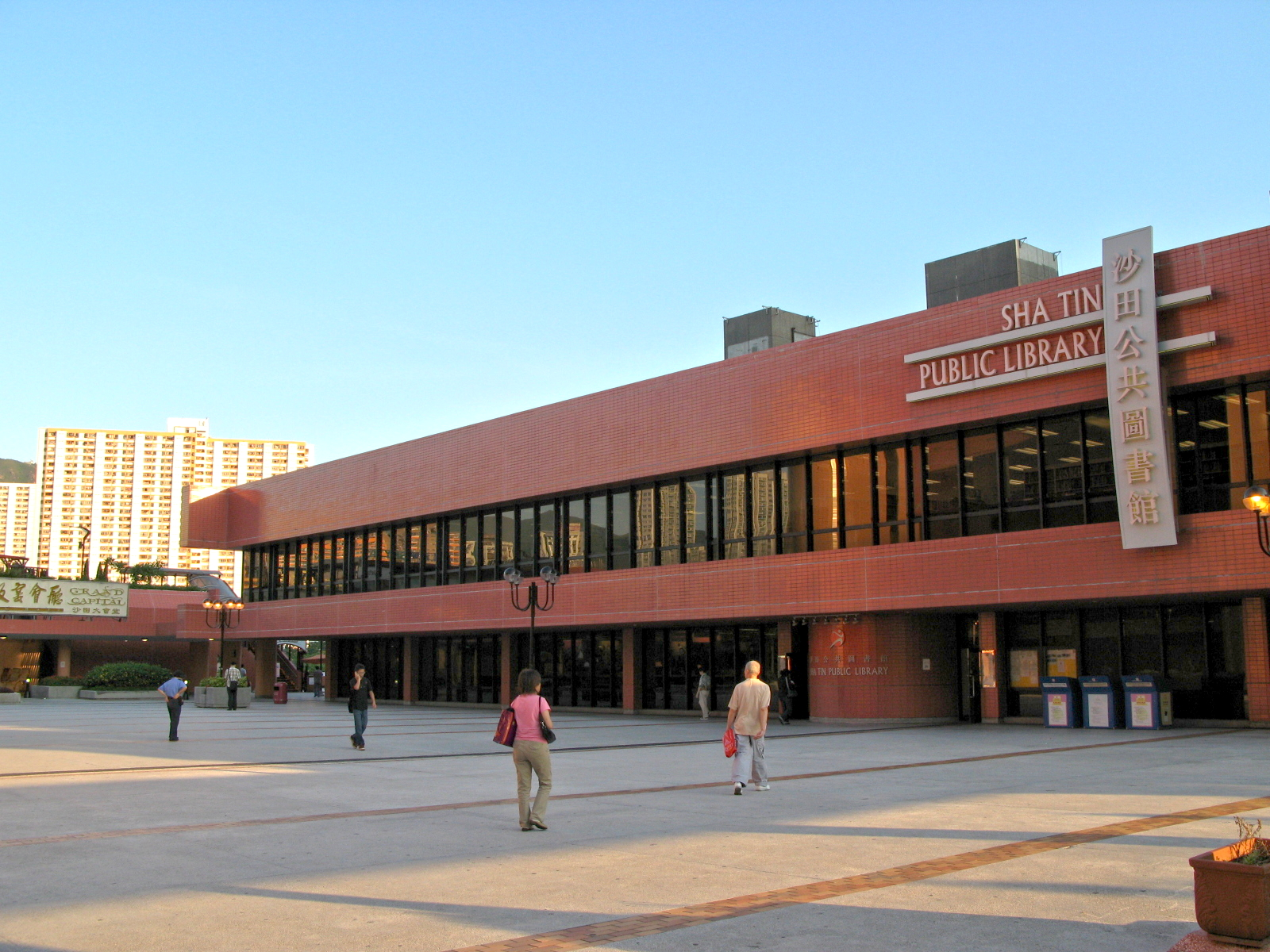
沙田公共圖書館

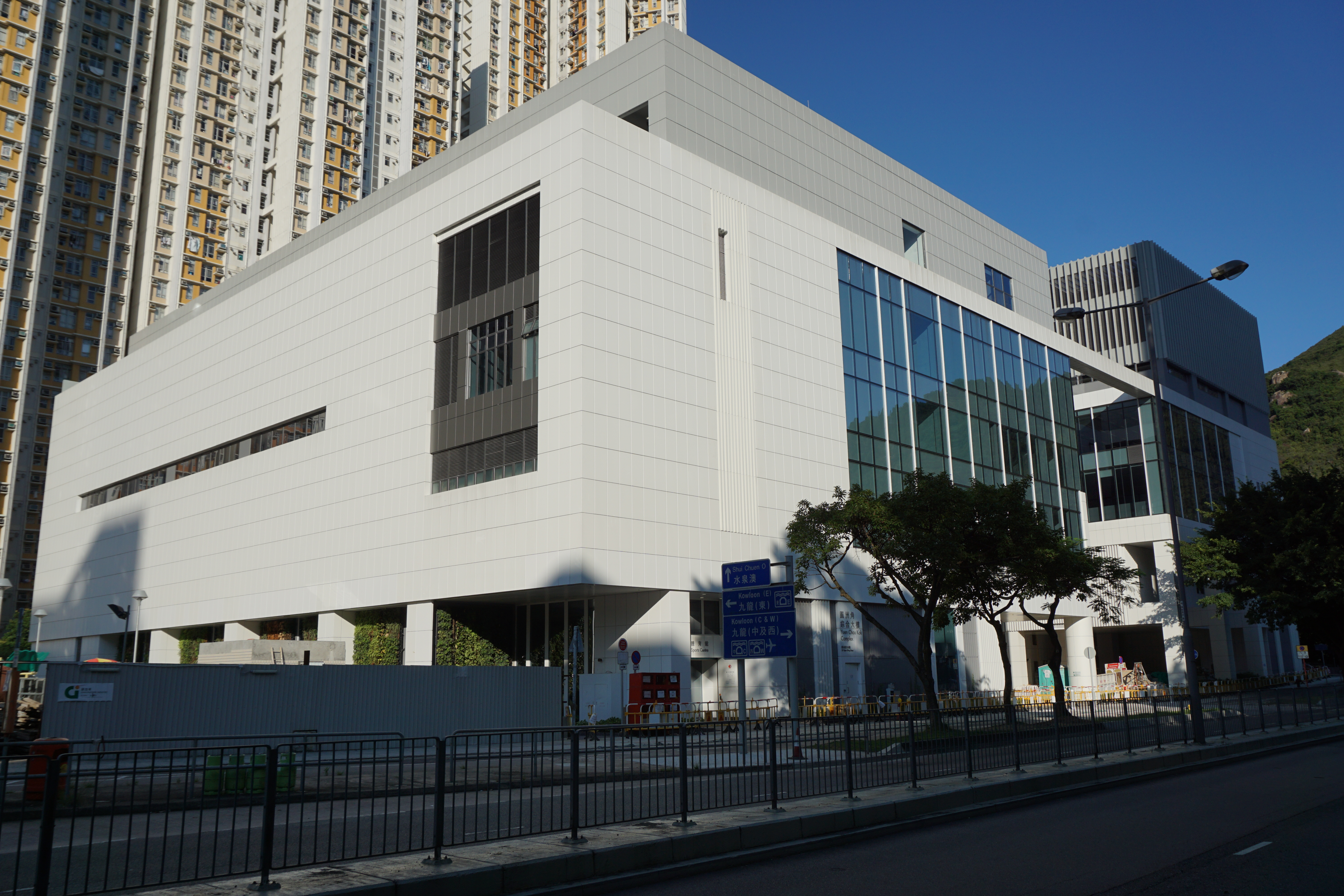
圓洲角體育館

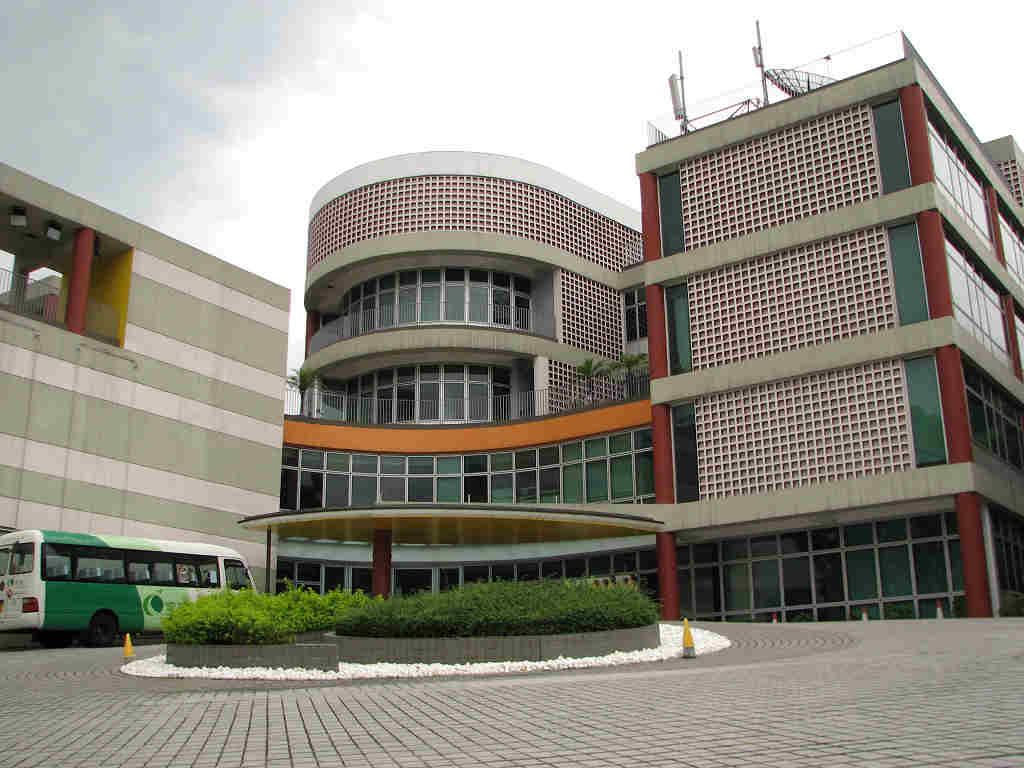
突破青年村

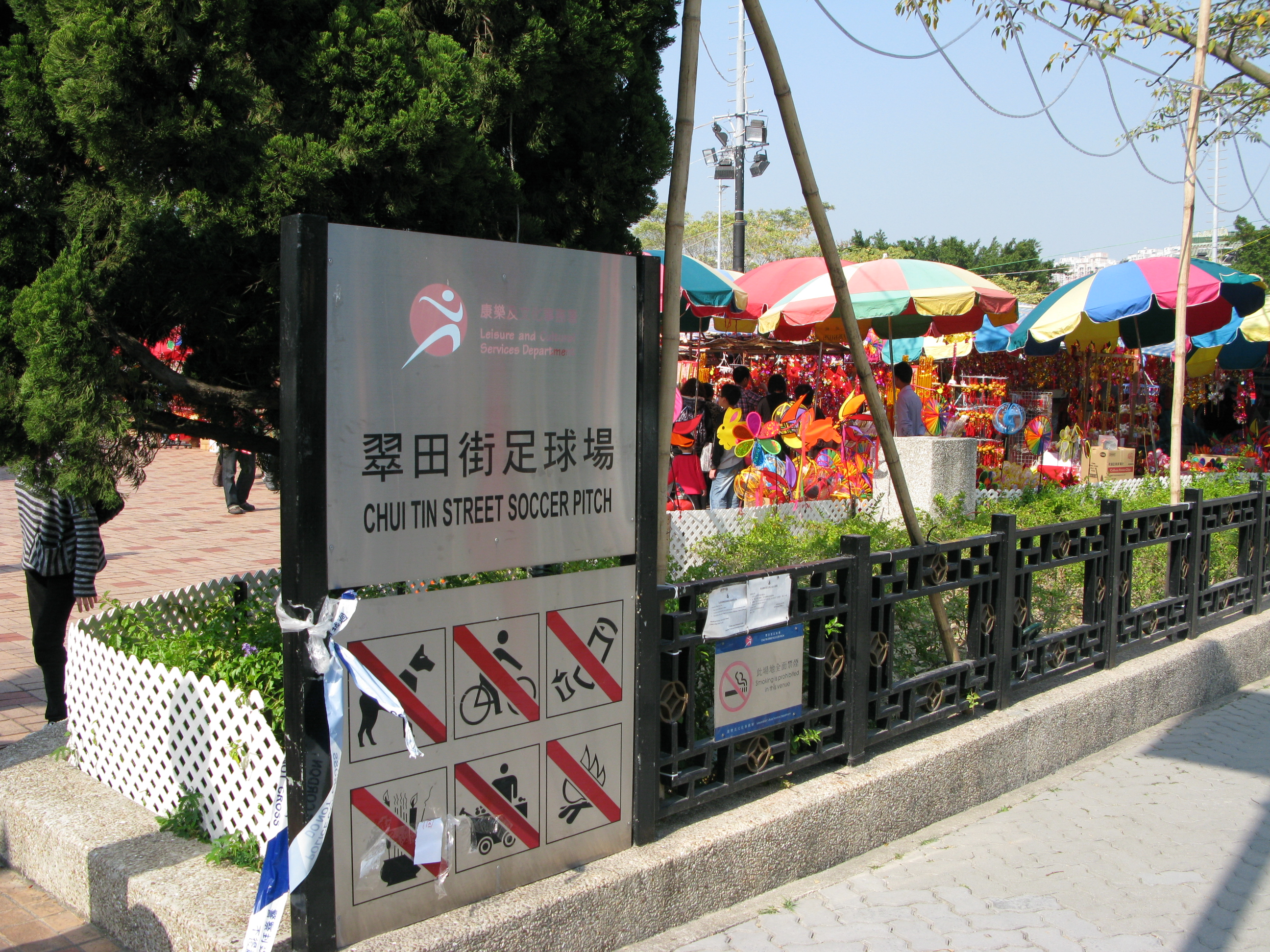
翠田街足球場

沙田區（不包括大圍）擁有完善的文娛康樂設施。佔地約70公頃的沙田馬場於1978年啟用，是繼跑馬地馬場後的香港第2個賽馬場，同時馬場中央的彭福公園也啟用。1981年連接沙田及大埔的單車徑落成，途經城門河畔及吐露港海旁。政府正計劃沙田至大埔將單車徑連接新界西北的單車徑，形成更廣大的單車徑網絡。
1988年沙田裁判法院及沙田中央圖書館（現稱沙田公共圖書館）啟用。1986年城門河畔增設了休憩設施。而位於沙田市中心的沙田大會堂於1987年啟用，為繼香港大會堂後的香港第2個大會堂。1988年佔地約8公頃的沙田公園啟用，以中式園林設計，設有園藝花園、流水景色、露天廣場及演奏台等特色設施。
2008年為了迎接北京奧運馬術盛事，城市藝坊正式啟用，以奧林匹克運動為主題。
而於馬鞍山的馬鞍山公園則於1998年啟用，建築以歐陸式古典風貌為題。2000年位於大圍的香港文化博物館啟用，介紹香港傳統文化、習俗及藝術，可同時容納六千名遊客，現為香港最大規模的博物館，此外康樂及文化事務署總部亦位於沙田排頭。

#### 體育

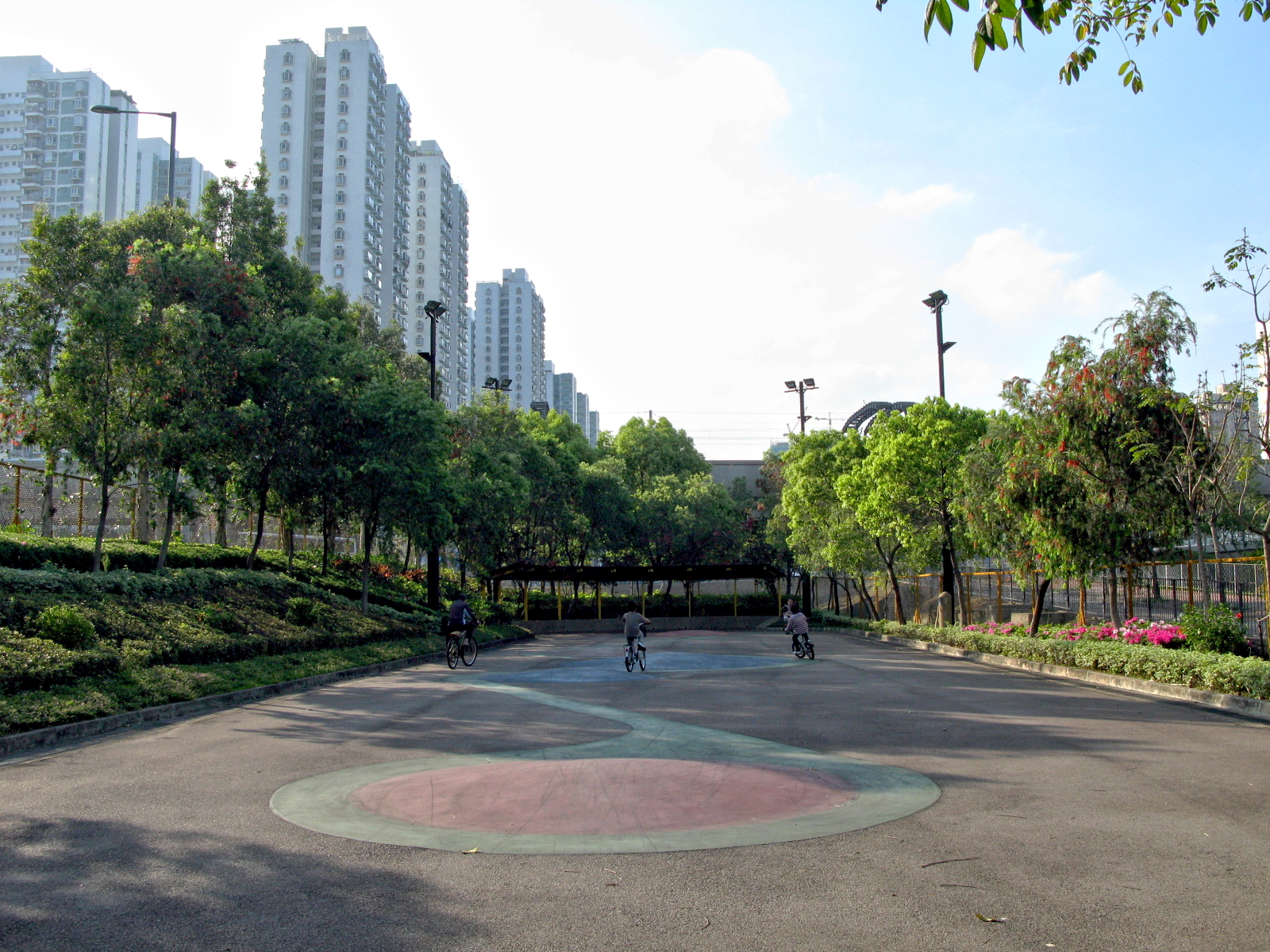
小瀝源路遊樂場
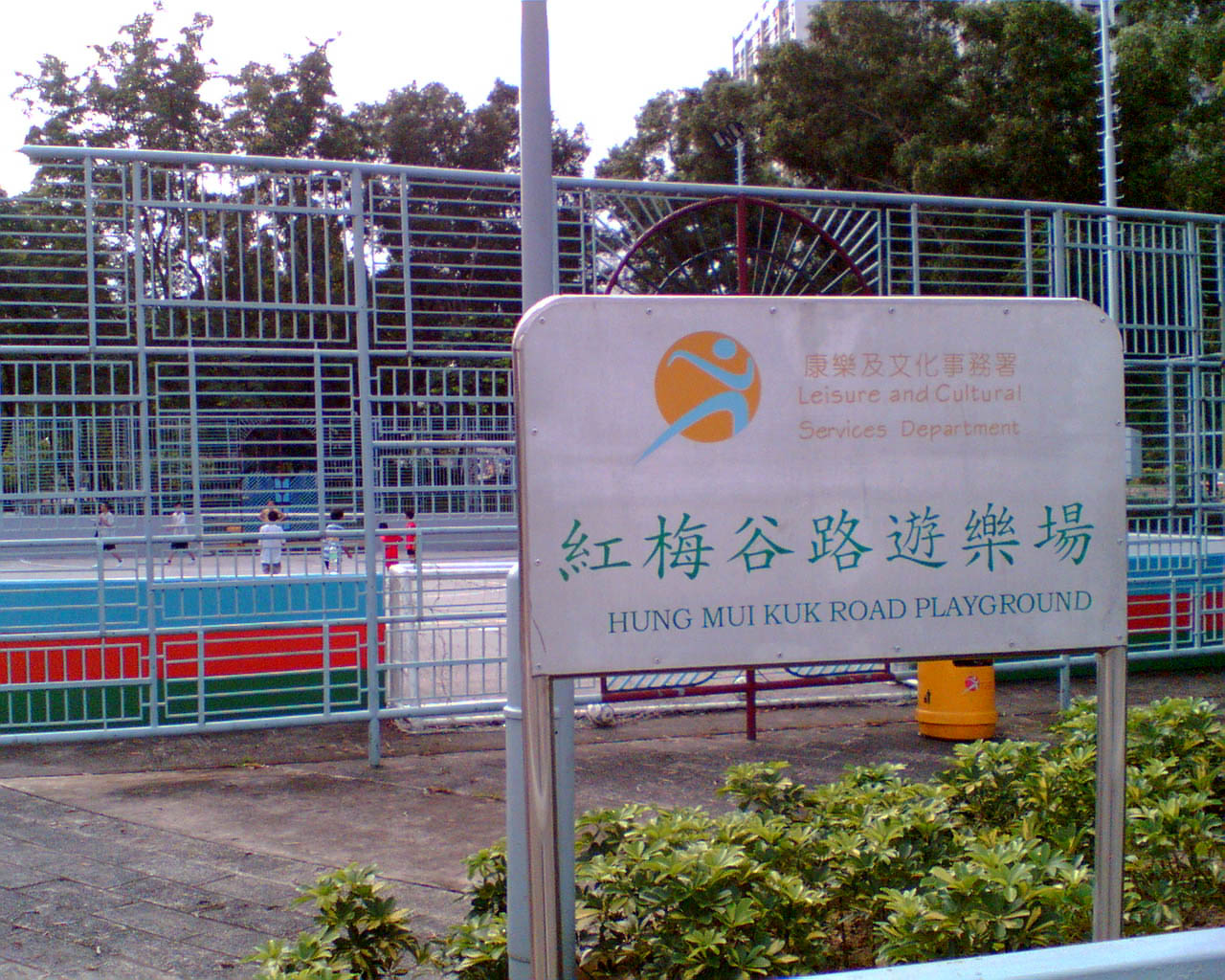
紅梅谷路遊樂場
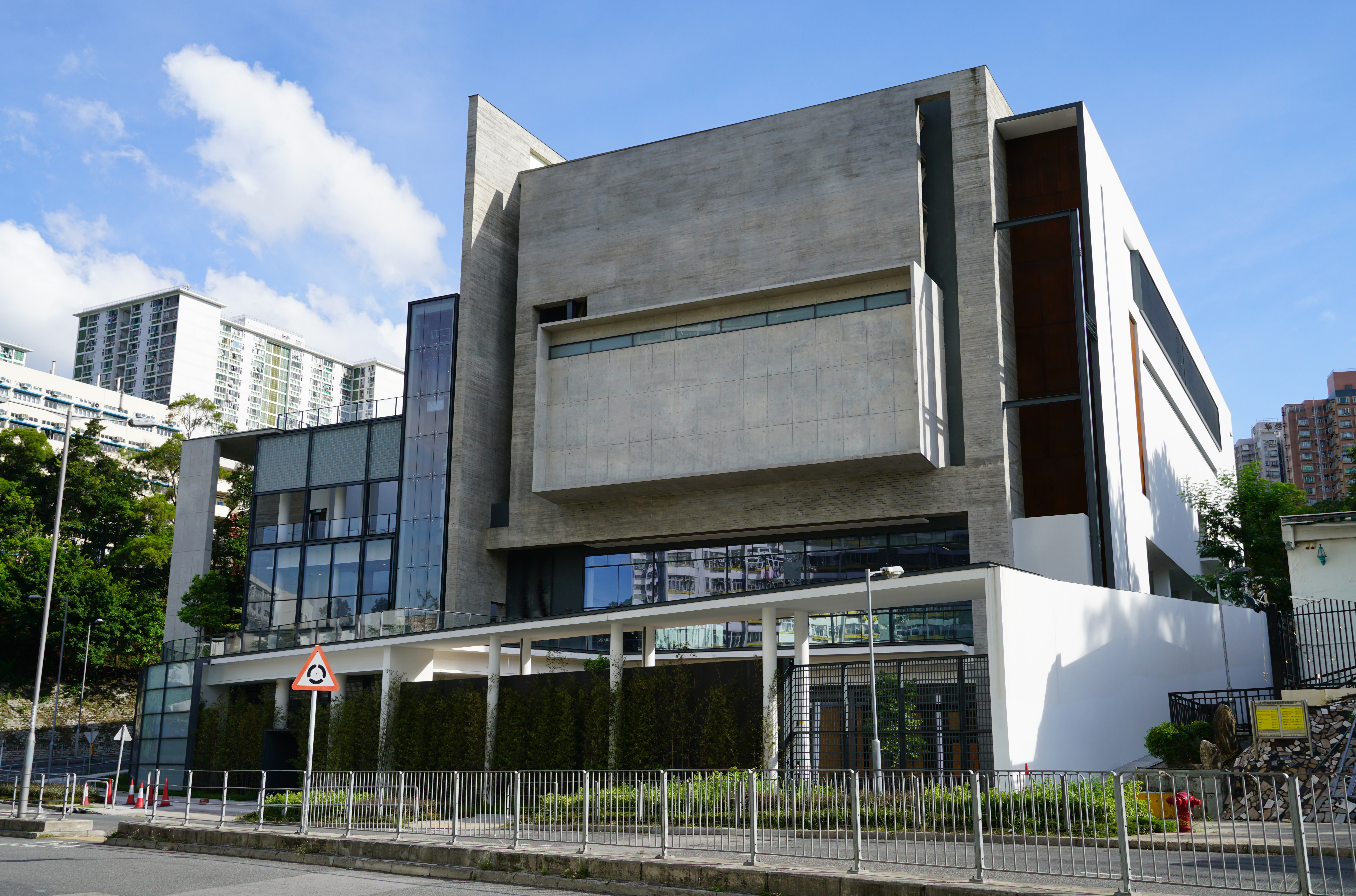
車公廟體育館
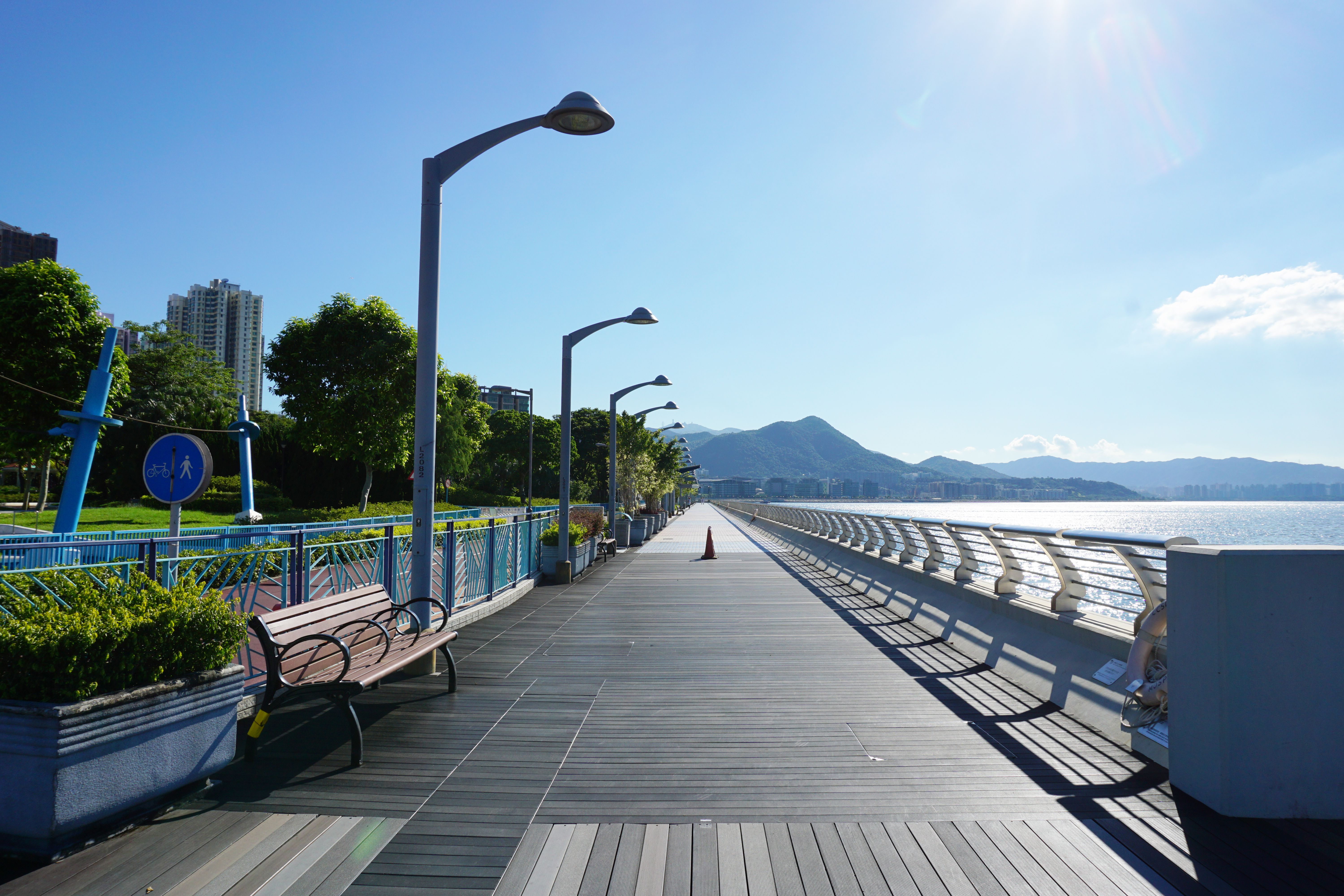
馬鞍山海濱長廊
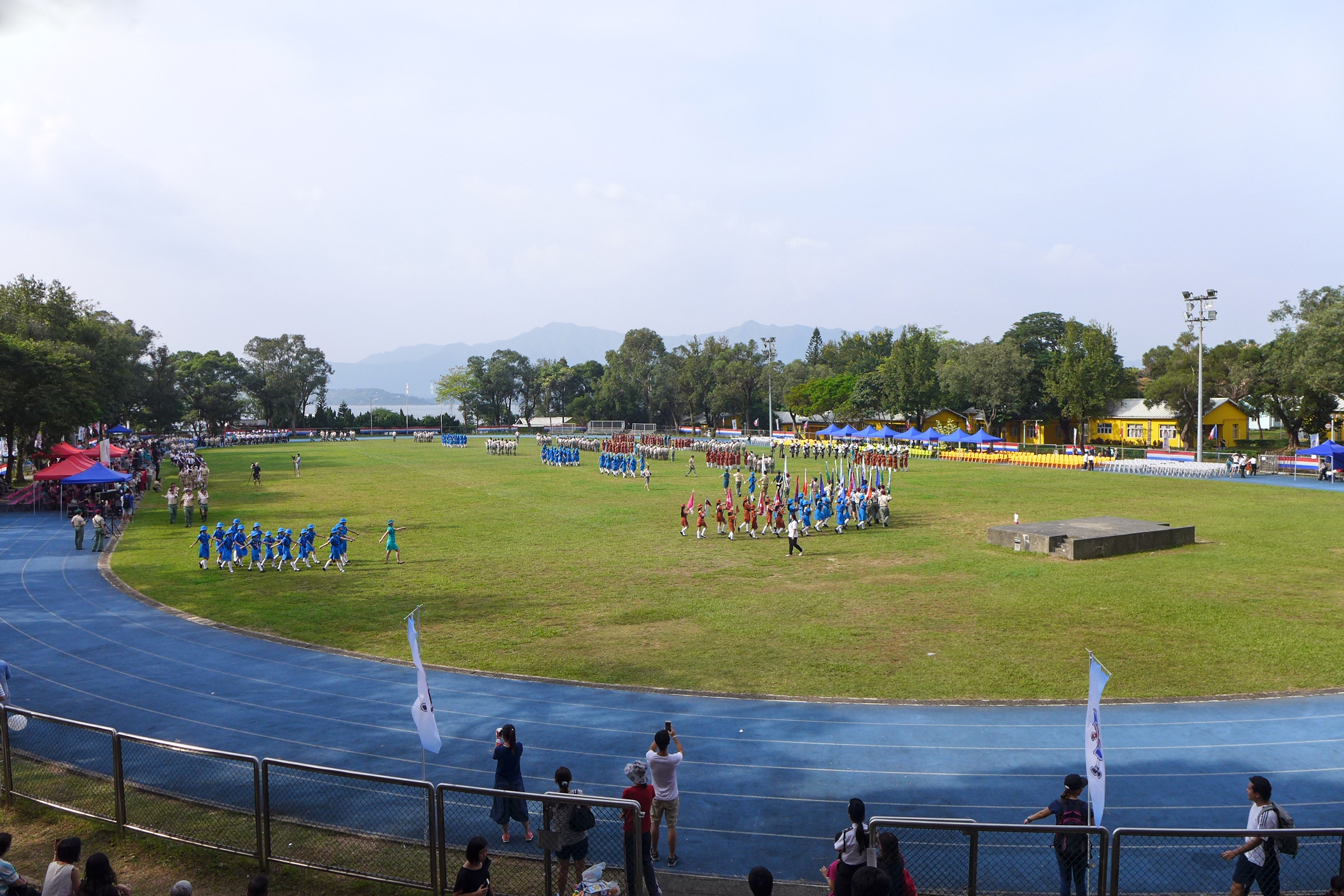
烏溪沙青年新村

沙田體育會成立於1982年，積極培訓優秀運動員，亦為居民提供各項體育項目訓練班及比賽。同年沙燕棒球隊成立，得到時任沙田政務專員的曾蔭權支持，成為全港首支華人少年棒球隊。及至從1984年起舉辦的沙田龍舟競渡，每年端午節均吸引不少健兒到沙田城門河上較量，很多公司亦派員參賽同歡，同時亦催化了香港龍舟運動的普及化。與此同時，沙燕及沙田龍舟亦成為近年電影「點五步」及「逆流大叔」的靈感及取景之地。
香港賽馬會亦於1982年同年成立銀禧體育中心（現稱香港體育學院），為香港提供綜合體育訓練場地。而城門河亦是中國香港賽艇協會沙田賽艇中心及石門賽艇中心的訓練中心，提供賽艇訓練，並培養了不少出色的賽艇運動員。
除此之外，沙田區還有多個文康體育設施，包括游泳池、足球場、體育館、各類田徑設施和社區會堂。知名球會傑志體育會亦在此設立訓練基地賽馬會傑志中心。
不過大圍的規劃長期受到非議。自2000年起，一直有地區人士要求在區內增設圖書館、公園、室內外運動場、健康院以至街市等公共設施，特別希望在大圍站上蓋發展項目設置有關設施，讓市民有更多元化的康樂活動。唯政府各部門多年來一直以香港規劃標準與準則來作標準，認為毋須興建有關社區設施，因而備受批評。
沙田區文康體育設施有（依筆劃排序）：
博物館
- 香港中文大學文物館
- 香港文化博物館

圖書館
- 沙田公共圖書館
- 馬鞍山公共圖書館
- 瀝源公共圖書館
- 圓洲角公共圖書館

社區中心及會堂
- 沙田大會堂
- 中文大學邵逸夫堂
- 恒安社區中心
- 隆亨社區中心
- 顯徑鄰里社區中心
- 秦石社區會堂
- 廣源社區會堂
- 瀝源社區會堂
- 美田社區會堂
- 博康社區會堂
- 沙角社區會堂
- 沙田鄰里社區中心
- 新田圍社區會堂
- 禾輋社區會堂
- 利安社區會堂
- 圓洲角社區會堂

康樂場地
- 小瀝源路遊樂場
- 牛皮沙街遊樂場
- 沙田圍遊樂場
- 紅梅谷路遊樂場
- 馬鞍山遊樂場
- 排頭村遊樂場
- 曾大屋遊樂場
- 源禾遊樂場
- 翠田街足球場
- 顯田遊樂場

體育館
- 車公廟體育館
- 恒安體育館
- 美林體育館
- 馬鞍山體育館
- 源禾路體育館
- 顯徑體育館
- 圓洲角體育館

游泳池
- 沙田賽馬會游泳池
- 馬鞍山游泳池
- 顯田游泳池

單車公園
- 沙田交通安全公園
- 沙田體育會大水坑單車公園

公園
- 沙田公園
- 城市藝坊
- 彭福公園
- 馬鞍山公園
- 馬鞍山海濱長廊

草地球場
- 沙田運動場
- 馬鞍山運動場
- 曾大屋遊樂場
- 顯田遊樂場

草地滾球場
- 小瀝源路遊樂場

壁球場
- 沙田賽馬會公眾壁球場

水上活動中心
- 沙田體育會水上活動中心 （页面存档备份，存于）

射箭場
- 沙田體育會射箭場 （页面存档备份，存于）

度假營
- 突破青年村
- 烏溪沙青年新村

- 小瀝源路遊樂場
- 紅梅谷路遊樂場
- 車公廟體育館
- 馬鞍山海濱長廊
- 烏溪沙青年新村

## 旅遊景點

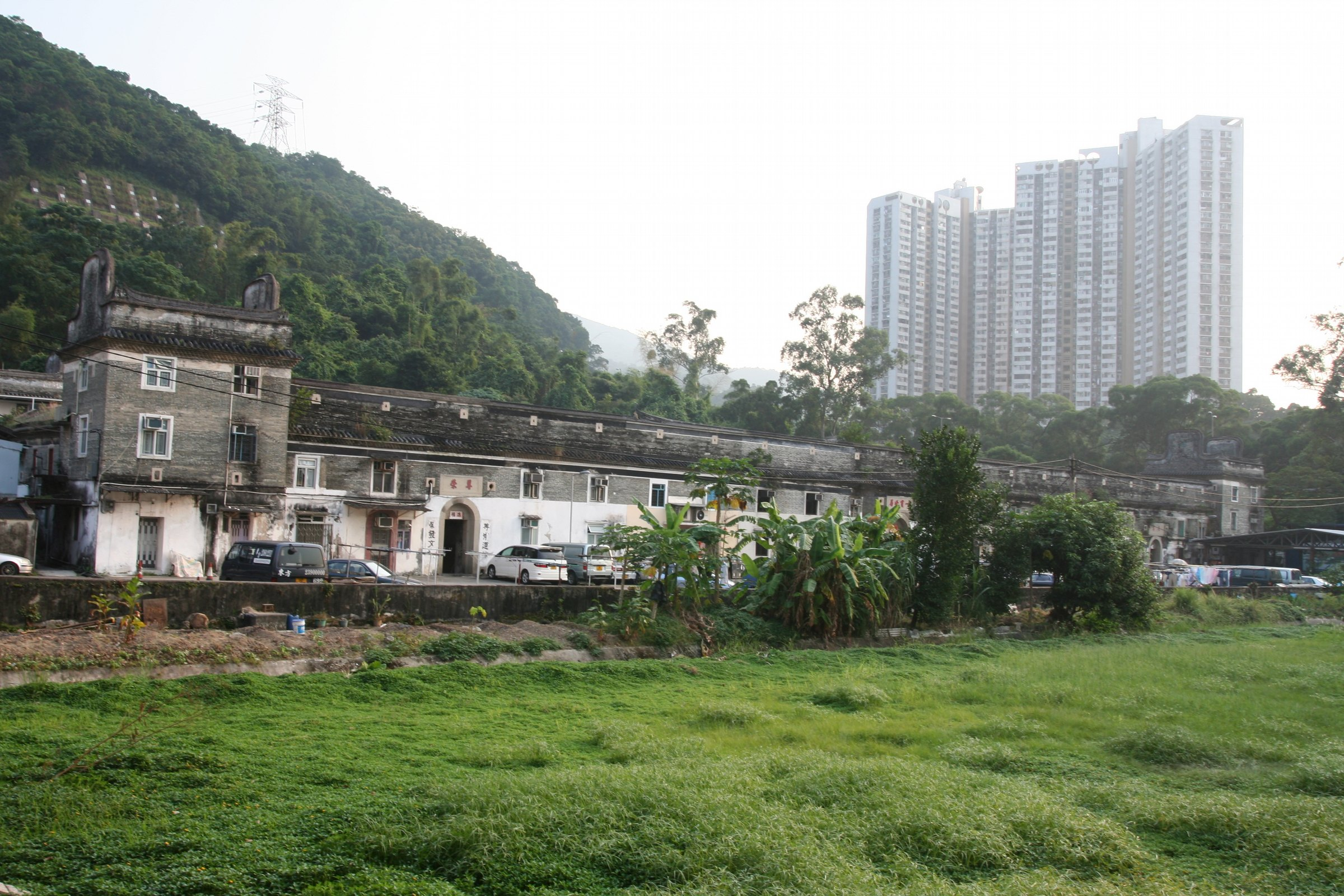
曾大屋

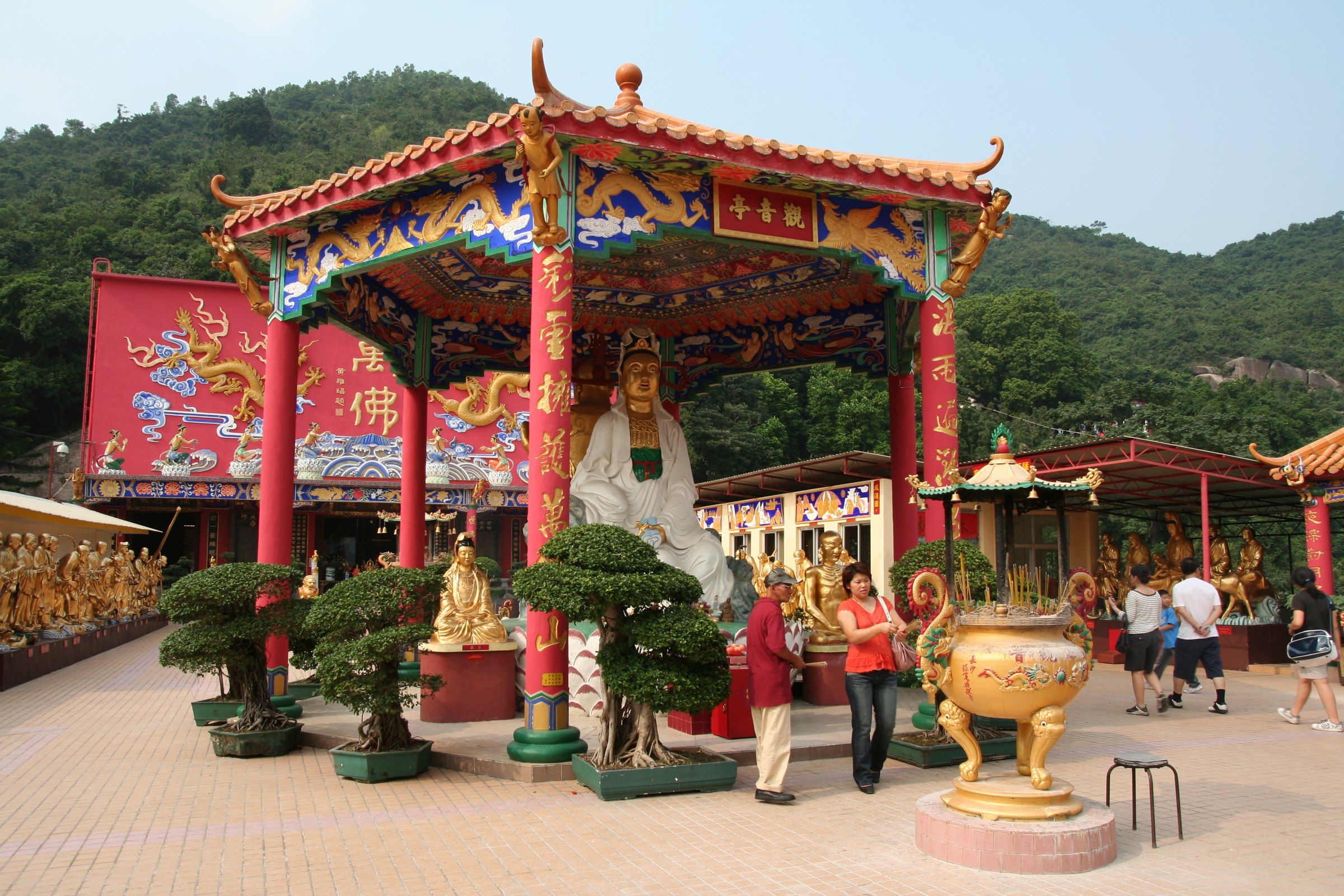
萬佛寺

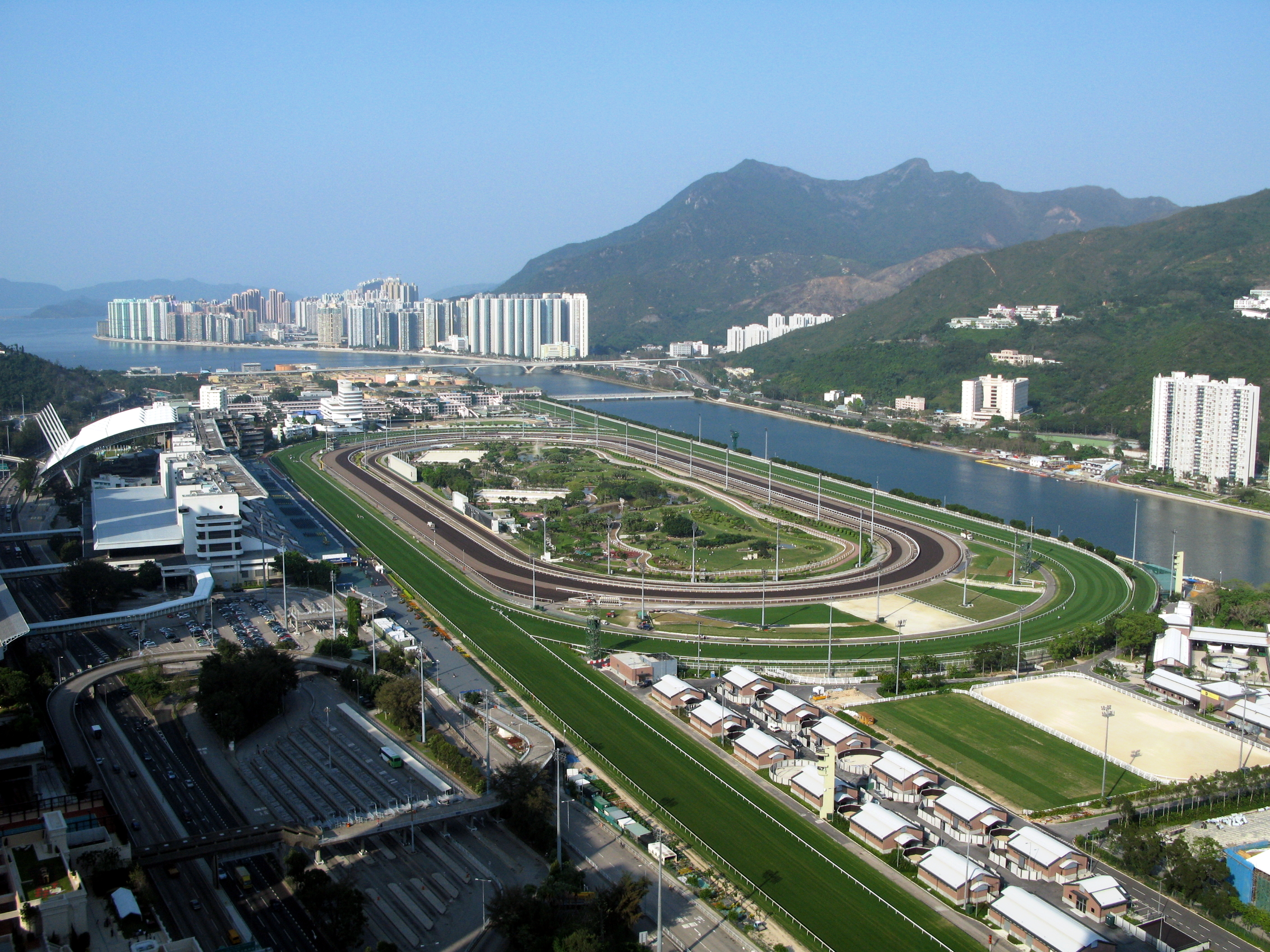
沙田馬場與彭福公園

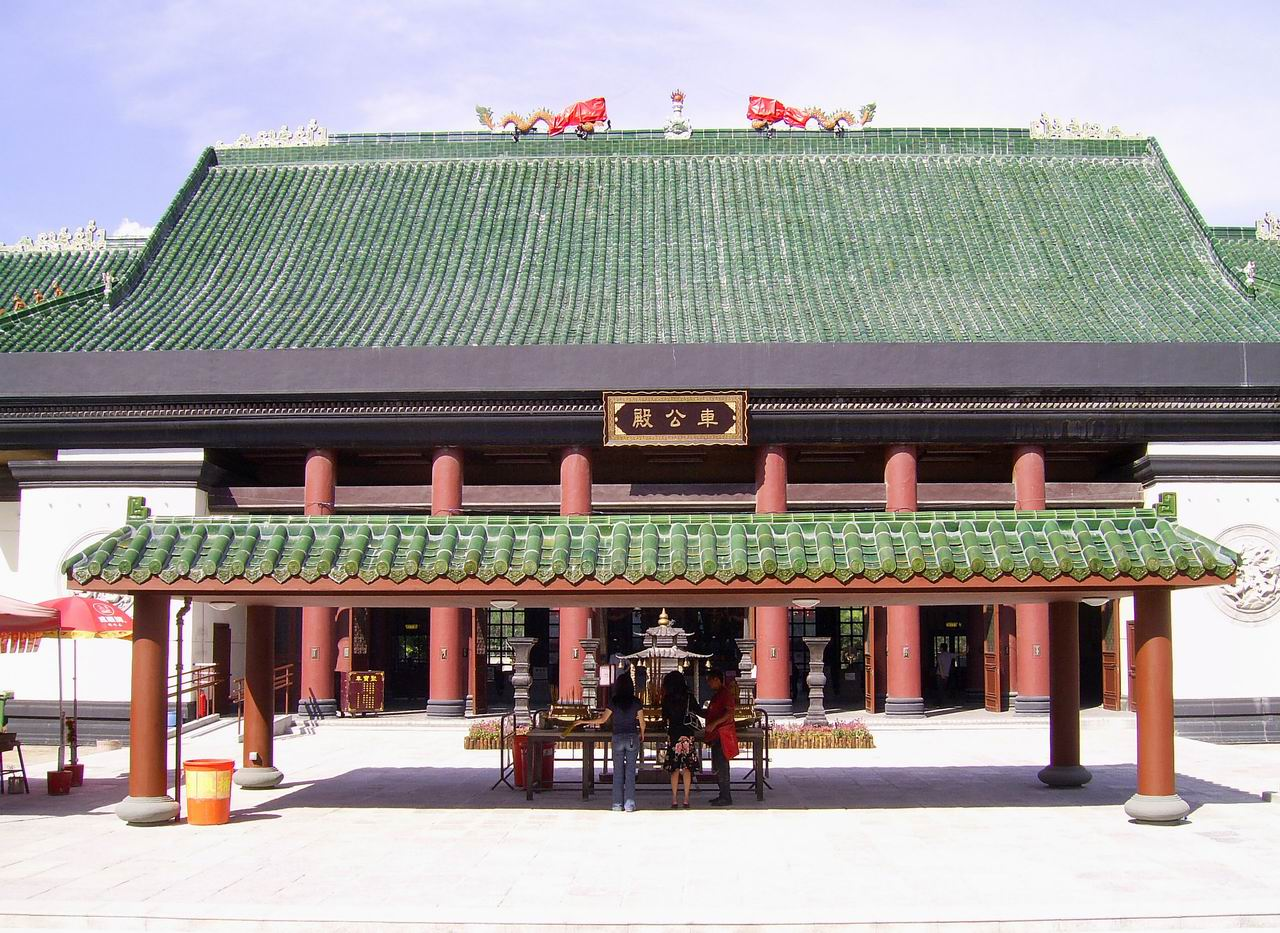
沙田車公廟

沙田區設有三個郊野公園，分別是金山郊野公園、獅子山郊野公園及馬鞍山郊野公園，為市民提供郊遊好去處。於獅子山郊野公園內，設有紅梅谷自然教育徑，並提供熱門燒烤場地。而同屬獅子山郊野公園內，望夫石位於海拔360呎的山上。遊客攀登上望夫石，一睹沙田古時的標誌。而途經沙田區的麥理浩徑，由北潭涌至屯門，全長100公里；衛奕信徑則全長78公里，由赤柱峽道至八仙嶺，其中於第5段途經沙田。
沙田區設有多間寺廟及教堂。當中舊沙田車公廟建於明朝末年，屬香港二級歷史建築，現今已停止向公眾開放。而新沙田車公廟則於1993年落成，面積達5,000平方米，比舊廟大8倍，讓寺廟能容納更多善信。沙田另一寺廟萬佛寺，由月溪法師在1957年建設，特色是寺廟設有小金佛像12,800尊及於廟外設有十八羅漢像。於萬佛寺附近設有西林寺，現已荒廢。基督教道風山，以傳統寺廟特色設計，並有一十字架於山上，道風山亦是香港二級歷史建築。
另外於2000年，全亞洲首個以史諾比漫畫為主題的主題公園——史諾比開心世界於沙田新城市廣場建造完成，並吸引大量遊客。而沙田馬場亦吸引各地遊客欣賞賽馬。沙田區內設有多間酒店，其中三間酒店同為4星級（非官方評定），分別為帝都酒店、麗豪酒店及香港凱悅酒店－沙田，在馬鞍山則設有海澄軒-海景酒店，在小瀝源則設有香港沙田萬怡酒店。沙田區議會於2002年曾為沙田區選出「沙田十景」，以作為該區的旅遊賣點。
| - 沙田車公廟 - 萬佛寺 - 道風山 - 聖歐爾發堂 - 聖本篤堂 - 馬鞍山聖方濟堂 - 沙田浸信會 - 曾大屋 - 積存圍 - 王屋村民宅 | - 沙田車公廟 - 望夫石 - 曾大屋 - 沙田馬場 - 沙田獅子亭 - 萬佛寺 - 香港中文大學 - 城門河 - 馬鞍山 |

### 節日特色
- 每逢車公誕，特別是農曆正月初三，都會有大量善信到車公廟參拜。
- 於農曆五月初五，沙田體育會會於城門河舉辦沙田龍舟競賽及國際龍舟邀請賽，當中政府部門更會一同參加，吸引市民到兩邊河岸觀看賽事。無綫電視更會直播這兩個盛大的賽事。
- 沙田由1983年開始舉辦沙田節日燈飾，在聖誕至農曆新年間，於沙田公園及城門河的天橋上，佈置大型燈飾，並會舉行亮燈禮，邀請各明星、歌手一同進行亮燈儀式。除了這大型節日燈飾外，每逢中秋節均會於沙田公園佈置中秋燈飾，並舉辦綵燈會。
- 每逢4年，便舉行「沙田節」活動，讓全港市民更對沙田有深入認識。最近一次沙田節於2023年舉辦。
- 每踏入天干逢乙、丙、丁（即西曆逢5、6、7）之年，沙田區內便會連續三年，有三場十年一屆的太平清醮，如第一年是歲次乙未2015年，是沙田九約舉行太平清醮的年份，第二年丙申2016年是田心圍，第三年丁酉2017年則是積存圍（大圍）。

## 經濟發展

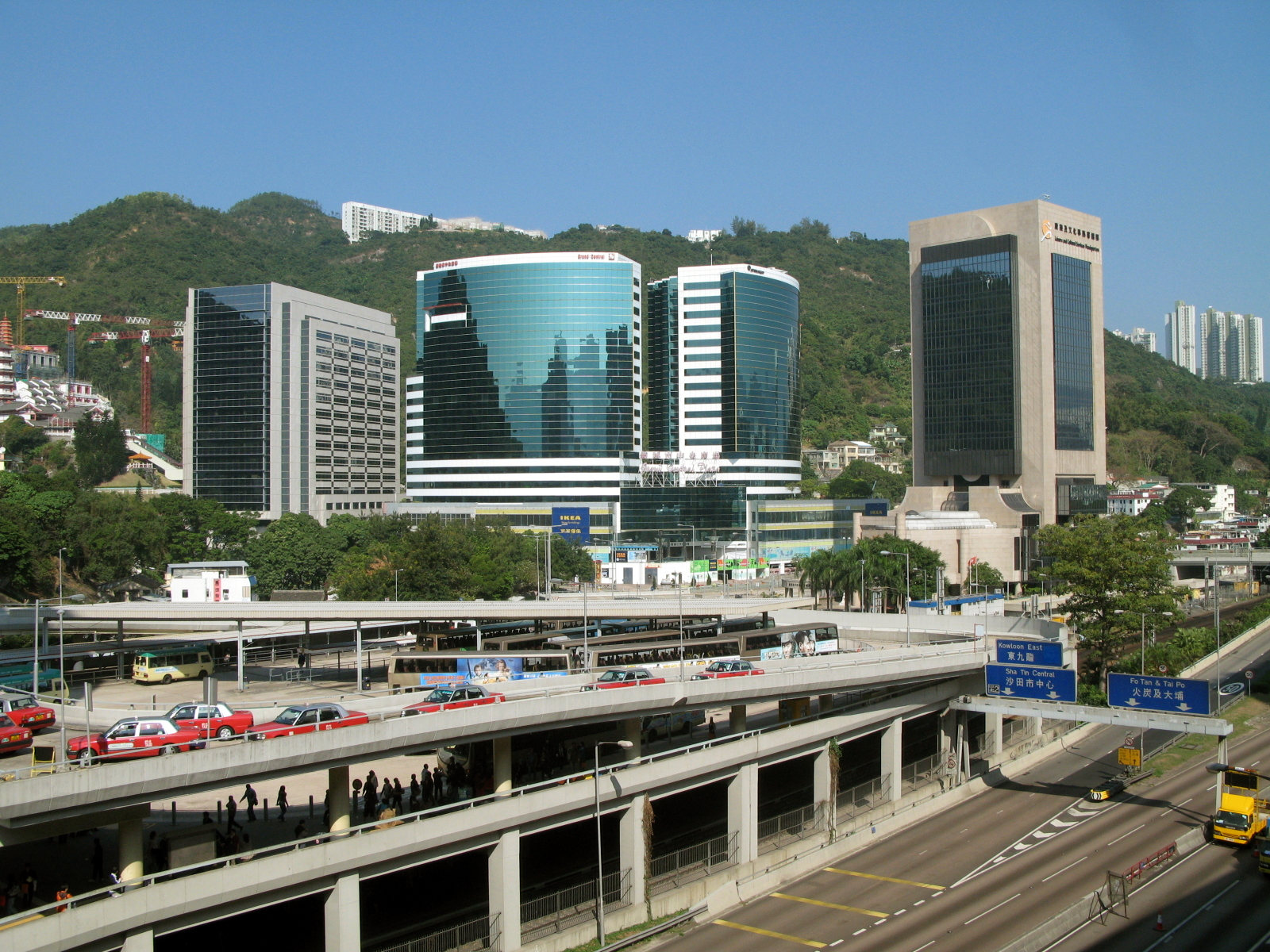
左起：沙田政府合署、新城市中央廣場及康樂及文化事務署總部

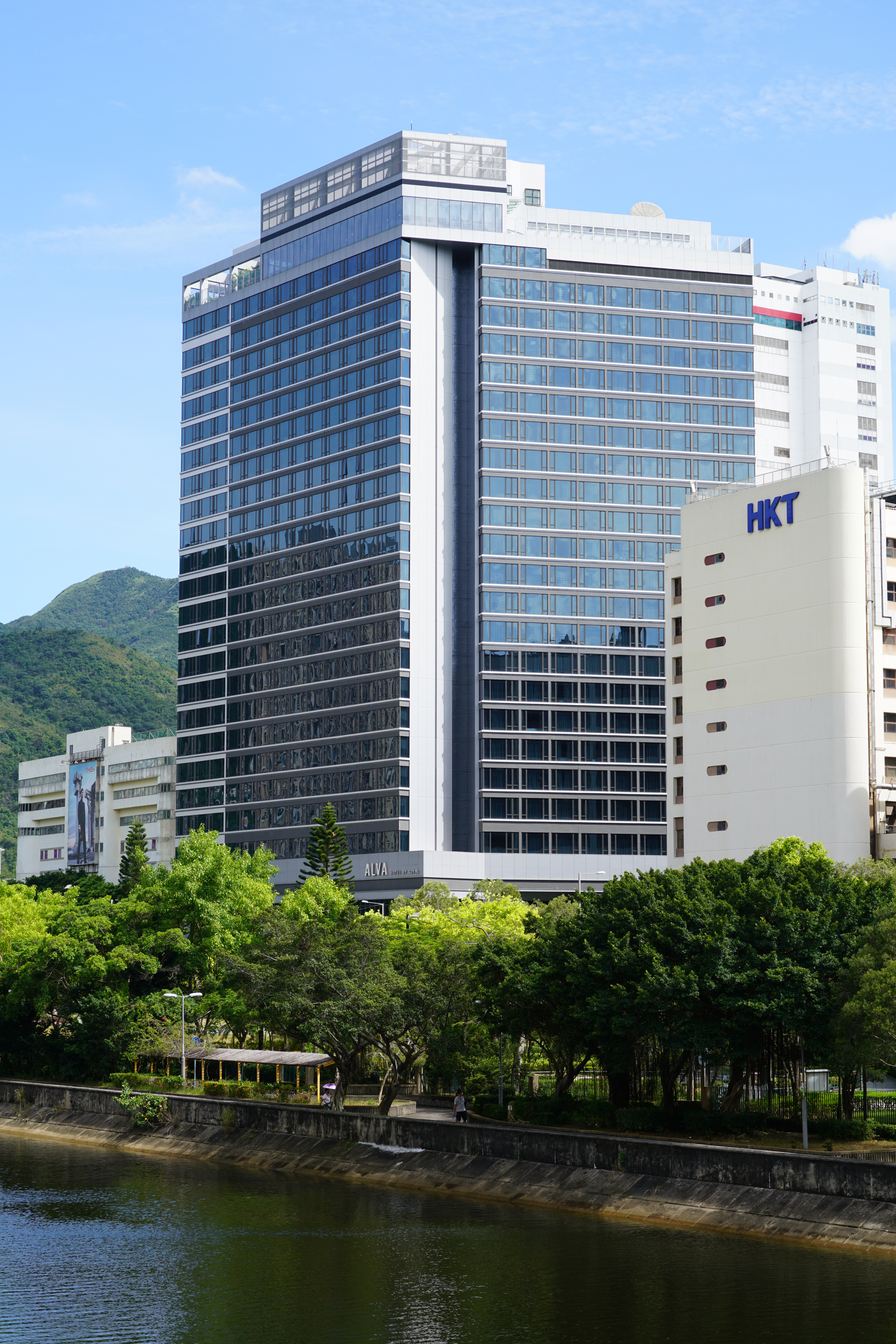
沙田帝逸酒店

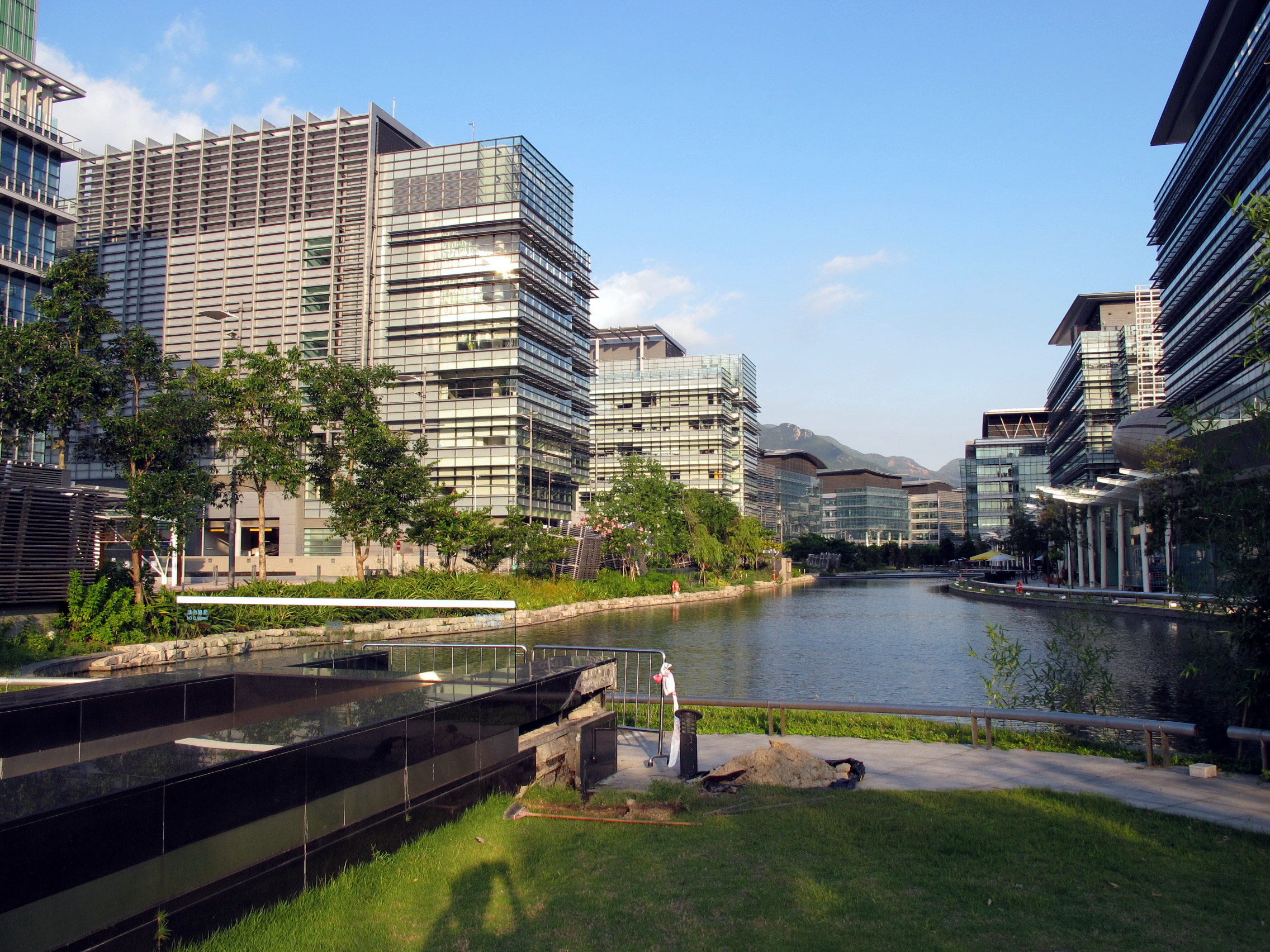
香港科學園

### 商業
由於沙田區的城市設計接近外國的市郊（Suburb），所以沙田區的商業大廈並不多。首座大型的商業大廈是1989年落成的新城市商業大廈，用作寫字樓，但近年已轉營為健身室及學習中心等。而同由新鴻基地產發展在1995年落成的新城市中央廣場，屬甲級寫字樓，另外連城廣場也同樣設有寫字樓。

### 酒店
早在1950至60年代沙田尚未發展為新市鎮時，大埔道已設「沙田酒店」。到1980年代發展新市鎮後，麗豪酒店率先於1984年開業，其後有1989年開業，位於沙田市中心的帝都酒店、2009年開業的香港沙田凱悅酒店、2013年開業的香港沙田萬怡酒店及2019年開業的沙田帝逸酒店。

### 工業
沙田區有4個輕工業區，包括大圍、火炭、小瀝源及石門，曾為當地居民提供不少就業機會。隨著工業的式微，目前不少工業大廈已經轉型成商貿大廈。其中火炭逐漸成為藝術家集中地，不少藝術家紛紛在工廠大廈設立工作室，已有超過60名藝術家進駐，建立個人或聯合工作室共40個，分別從事繪畫、雕塑、陶瓷、版畫、攝影、錄像、數碼媒體、表演、音樂、書法等創意工業。大圍部份工業大廈至今乃作為貨倉，有部份工廈已改為寫字樓。
香港科學園
香港科學園坐落於新界大埔區白石角，東南面則屬於沙田區，鄰近香港中文大學，佔地約22公頃。是一個以高科技及應用科技（包括電子、生物科技、精密工程及訊息科技和電訊）為主題的研究基地，現由香港科技園公司管理。香港科學園除了向企業提供科技支援、研究發展外，並提供服務式住宅及健身中心等消閒設施。第1期已於2004年10月落成，而第2期工程已於2007年完成，第3期已於2016年11月完成，總樓面面積達330,000平方米。科學園三期西面現進行擴建計劃，於2016年11月22日舉行動土儀式，預計在2020年落成。

## 交通

### 港鐵
- █  東鐵綫：大學站、馬場站[註 1]、火炭站、沙田站、大圍站
- █  屯馬綫：顯徑站、大圍站、車公廟站、沙田圍站、第一城站、石門站、大水坑站、恆安站、馬鞍山站、烏溪沙站

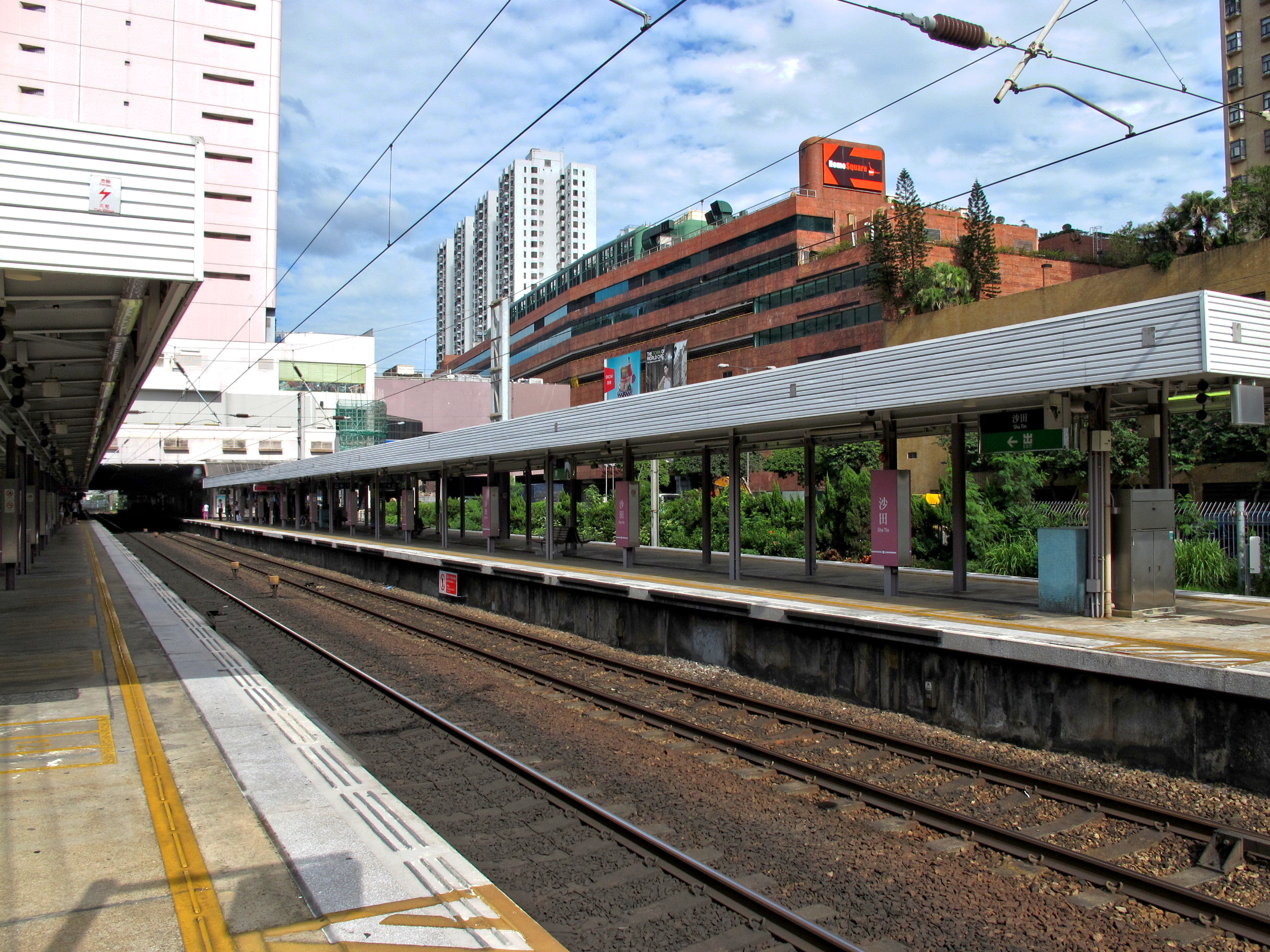
東鐵綫沙田站

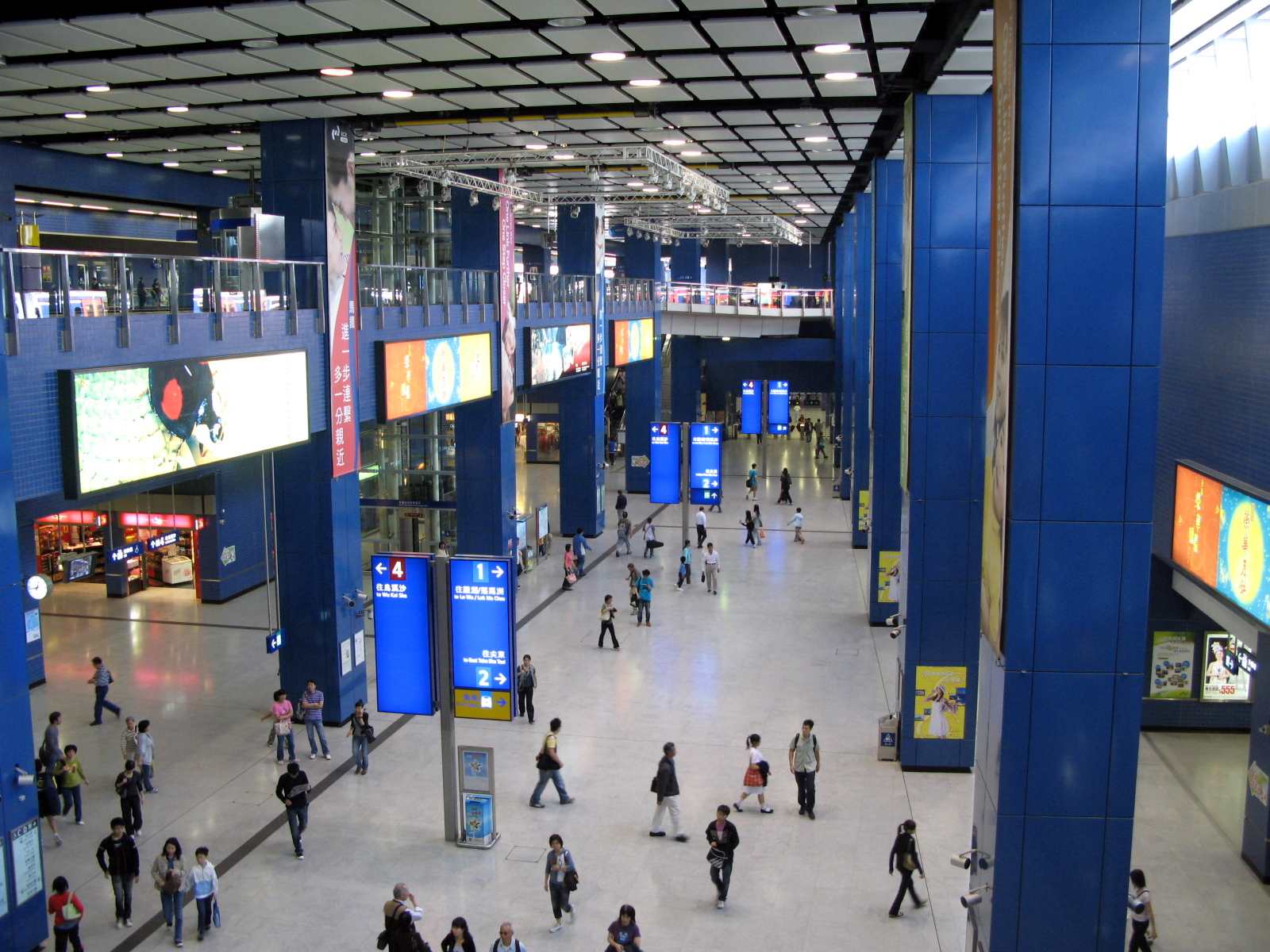
東鐵綫及馬鞍山綫大圍站

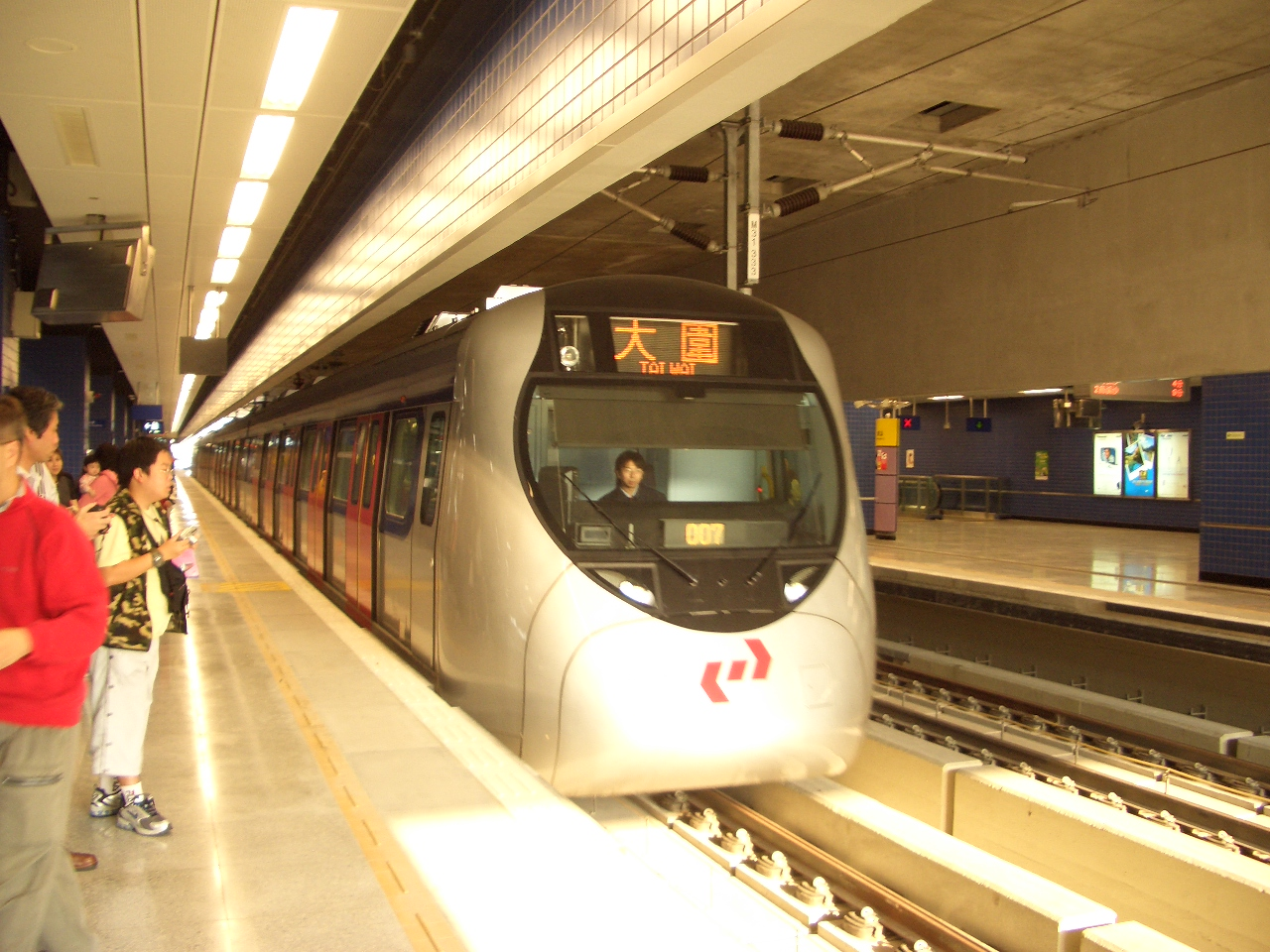
馬鞍山綫大圍站月台

九廣鐵路（英段）早於1910年接駁沙田和市區，早年，只設有沙田站。
及後因香港中文大學、沙田馬場建成及沙田新市鎮的迅速發展，加設大學站、馬場站、火炭站及大圍站，以紓緩沙田站的壓力。時至今日，沙田區有著最多港鐵東鐵綫車站，總共有5個，馬鞍山綫落成後，沙田成為全港最多重型鐵路車站的地方，共15個車站。另一方面，1982年沙田至九龍一段的九廣鐵路（英段）被電氣化，現時東鐵綫車廠設於火炭站旁。
而馬鞍山綫於2004年12月21日啟用，全長11.4公里的鐵路服務沙田東部及馬鞍山一帶，全線位於沙田區。沿線建有多個公共屋邨及私人屋苑，服務範圍內共幾十萬居民居住，被稱為「街坊鐵路」，現時馬鞍山綫車廠設於大圍站與顯徑站間。2020年2月14日落成的屯馬綫一期，在沙田區增設顯徑站。

### 道路
沙田區擁有完善的交通網絡。1號幹線將沙田與九龍和香港島連接起來，直達香港仔。當中連接九龍塘的獅子山隧道建於1967年，是香港第一條行車隧道，曾經是沙田區的交通命脈，直到現時仍然重要。
而2號幹線亦使大埔、沙田與東九龍和港島東連接起來，而當中連接鑽石山的大老山隧道曾為香港最長的隧道，長約4公里，於1991年啟用。
9號幹線的城門隧道，亦連接沙田與荃灣及新界西；幹線另一端的吐露港公路，則可直達大埔區及新界北。
連接馬鞍山及西貢區的西沙路於1988年啟用。而連接沙田東部及西沙路的馬鞍山繞道（前稱／俗稱T7公路），則於2004年8月啟用。
政府於2002年4月正式建造8號幹線，並一同興建昂船洲大橋、尖山隧道及沙田嶺隧道等基建，並在沙田市中心及大圍進行大規模道路改善計劃。而尖山隧道及沙田嶺隧道及8號幹線沙田至長沙灣段已在2008年3月正式通車，首次沙田有一條公路能直接把西九龍和沙田連接起來，把來往沙田至西九龍一帶的車程大大縮短，加快沙田至西九龍及葵青的交通。整條8號幹線於2009年通車，從沙田至香港國際機場的路程縮短至35分鐘，但8號幹線長沙灣出口的連接支路設計並不方便及需繞經西九龍公路，因此現時前往西九龍的巴士大部分仍繼續使用獅子山隧道。
幹線道路
- 1號幹線：獅子山隧道、獅子山隧道公路、沙田路
- 2號幹線：大老山隧道、大老山公路
- 8號幹線：尖山隧道及沙田嶺隧道、青沙公路、大圍隧道
- 9號幹線：城門隧道、城門隧道公路、大埔公路、吐露港公路

市區道路
- 沙瀝公路
- 車公廟路
- 大涌橋路
- 馬鞍山繞道

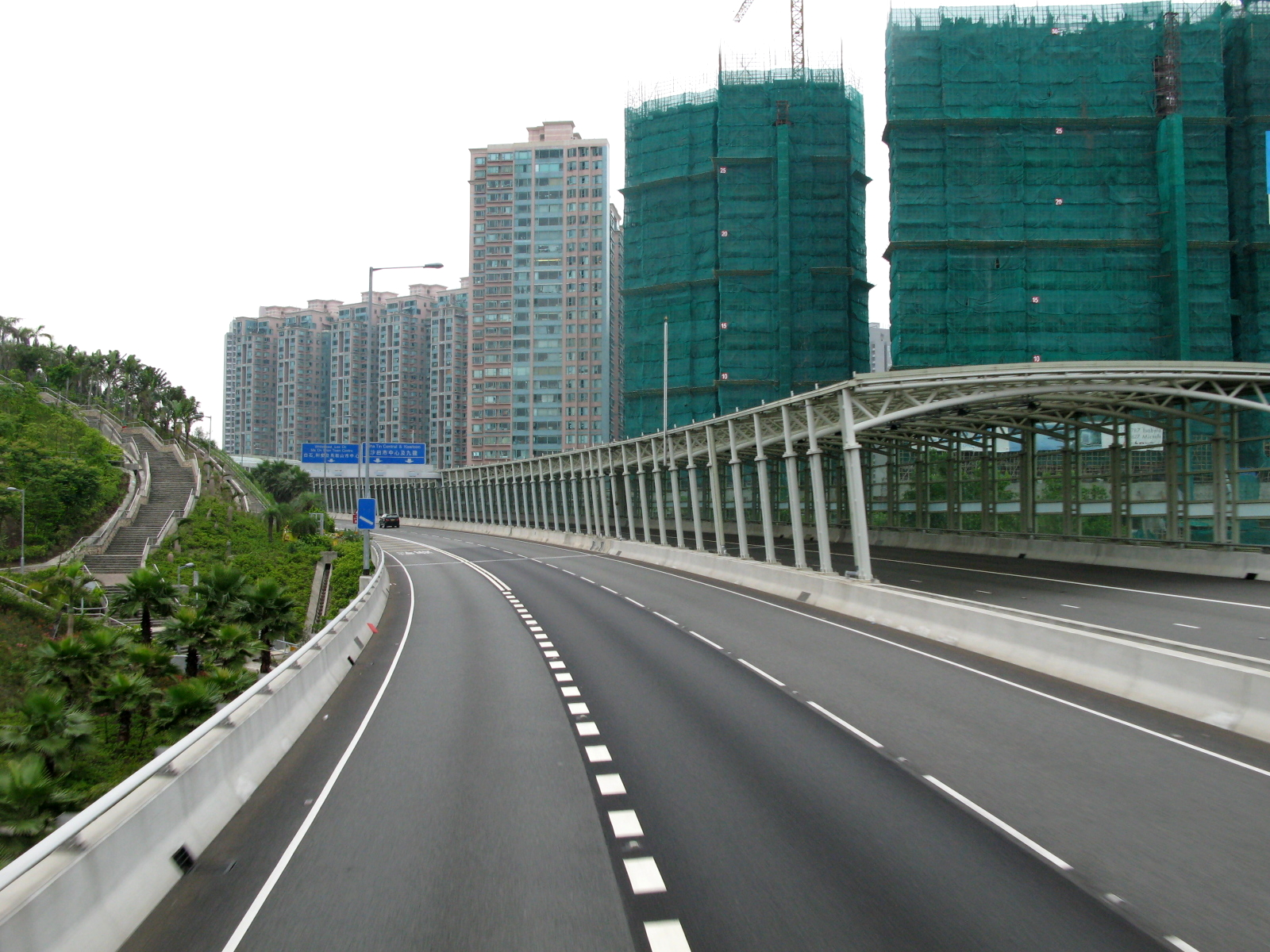
馬鞍山繞道一段
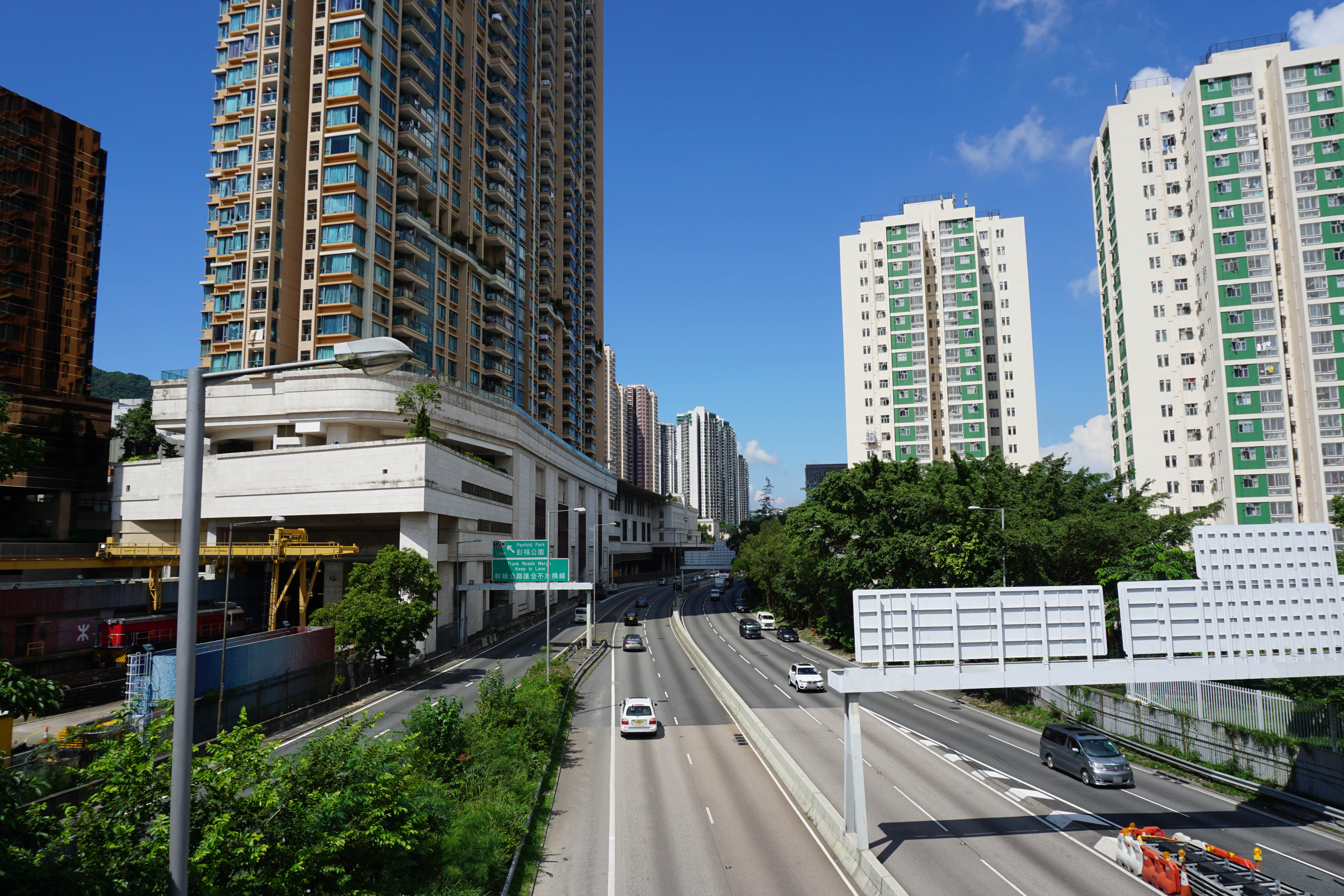
大埔公路近火炭
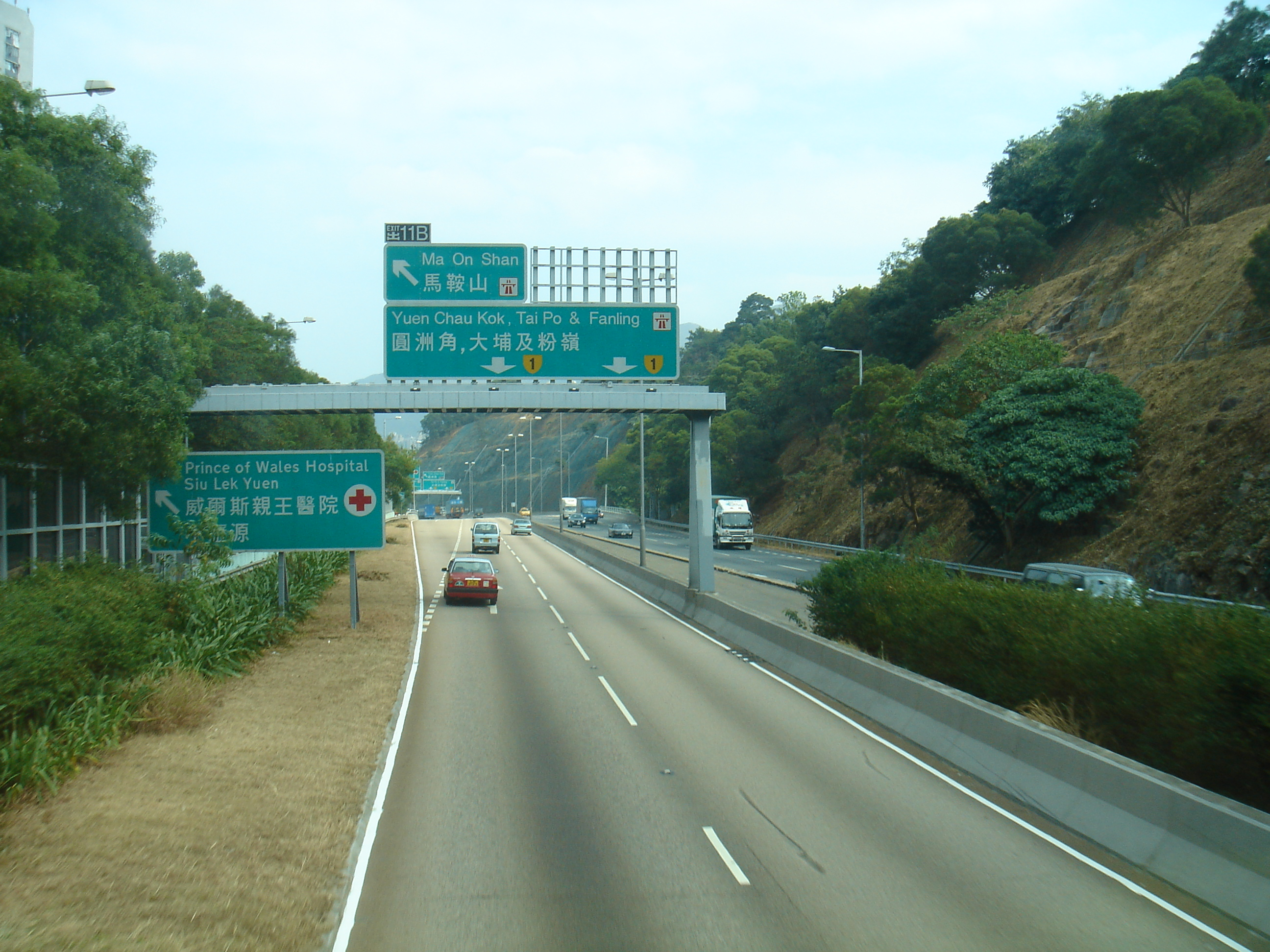
沙田路
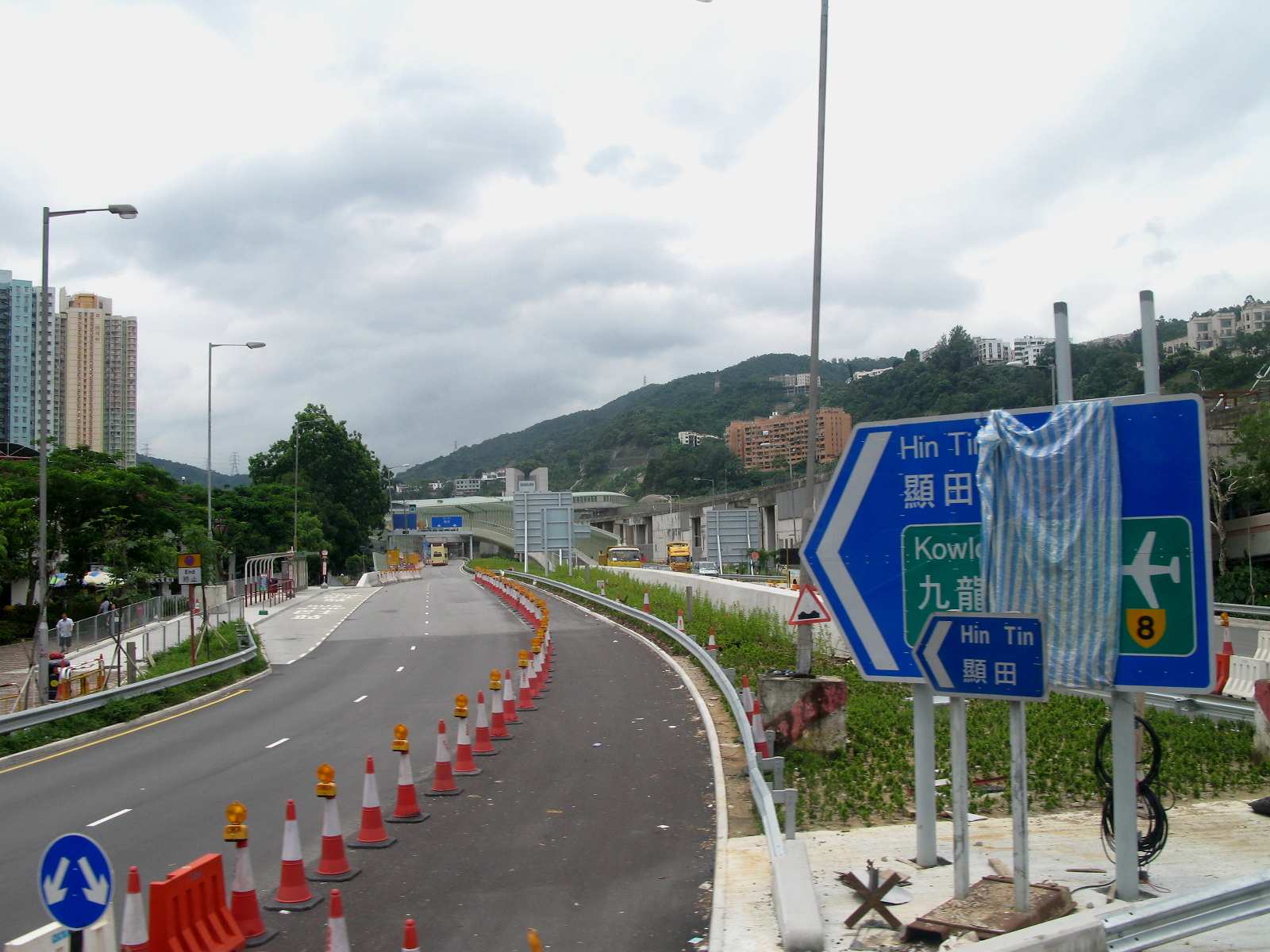
八號幹線大圍段

### 巴士
巴士服務方面，沙田區共有110條巴士線，主要由九巴營運，九巴於沙田小瀝源設有一個巴士車廠，另於火炭亦設有九巴、城巴及港鐵巴士車廠等。此外，城巴亦有2條主要特快巴士路線過海隧道巴士682線及新巴798線，沙田市中心及馬鞍山可以連接港島東及將軍澳等地。
巴士
專線小巴
公共小巴（只可駛經大埔公路、獅子山隧道及青沙公路，而馬鞍山則禁止紅色小巴駛入）
- 上水 ⇄ 佐敦道
- 深水埗 ⇄ 上水
- 觀塘 ⇄ 落馬洲

## 未來發展
沙田區現時已經發展成熟，而未來發展地區包括馬鞍山的落禾沙、沙田圍以南的水泉澳、大圍西部及大圍站上蓋發展項目。政府亦正將沙田污水處理廠遷往一河之隔的亞公角女婆山山體內 ，並將原址28公頃土地釋放，用作興建房屋。有關工程預計於2029年完成。

## 外部連結
- 沙田區議會
- 沙田區分界圖 （页面存档备份，存于）
- 沙田．香港 （页面存档备份，存于）
- 馬鞍山風物誌：礦業興衰